# Liste der Kulturdenkmale in der Inneren Neustadt
Die Liste der Kulturdenkmale in der Inneren Neustadt enthält die Kulturdenkmale des Stadtteils Innere Neustadt in der Dresdner Gemarkung Neustadt. Diese Gemarkung in Dresden gliedert sich in die Stadtteile Innere Neustadt, Äußere Neustadt, Leipziger Vorstadt, Radeberger Vorstadt und Albertstadt.
Die Anmerkungen sind zu beachten.
Diese Liste ist eine Teilliste der Liste der Kulturdenkmale in Dresden.

Diese Liste ist eine Teilliste der Liste der Kulturdenkmale in Sachsen.

## Legende
- Bild: Bild des Kulturdenkmals, ggf. zusätzlich mit einem Link zu weiteren Fotos des Kulturdenkmals im Medienarchiv Wikimedia Commons. Wenn man auf das Kamerasymbol klickt, können Fotos zu Kulturdenkmalen aus dieser Liste hochgeladen werden:
- Bezeichnung: Denkmalgeschützte Objekte und ggf. Bauwerksname des Kulturdenkmals
- Lage: Straßenname und Hausnummer oder Flurstücknummer des Kulturdenkmals. Die Grundsortierung der Liste erfolgt nach dieser Adresse. Der Link (Karte) führt zu verschiedenen Kartendiensten mit der Position des Kulturdenkmals. Fehlt dieser Link, wurden die Koordinaten noch nicht eingetragen. Sind diese bekannt, können sie über ein Tool mit einer Kartenansicht einfach nachgetragen werden. In dieser Kartenansicht sind Kulturdenkmale ohne Koordinaten mit einem roten bzw. orangen Marker dargestellt und können durch Verschieben auf die richtige Position in der Karte mit Koordinaten versehen werden. Kulturdenkmale ohne Bild sind an einem blauen bzw. roten Marker erkennbar.
- Datierung: Baubeginn, Fertigstellung, Datum der Erstnennung oder grobe zeitliche Einordnung entsprechend des Eintrags in der sächsischen Denkmaldatenbank
- Beschreibung: Kurzcharakteristik des Kulturdenkmals entsprechend des Eintrags in der sächsischen Denkmaldatenbank, ggf. ergänzt durch die dort nur selten veröffentlichten Erfassungstexte oder zusätzliche Informationen
- ID: Vom Landesamt für Denkmalpflege Sachsen vergebene, das Kulturdenkmal eindeutig identifizierende Objekt-Nummer. Der Link führt zum PDF-Denkmaldokument des Landesamtes für Denkmalpflege Sachsen. Bei ehemaligen Kulturdenkmalen können die Objektnummern unbekannt sein und deshalb fehlen bzw. die Links von aus der Datenbank entfernten Objektnummern ins Leere führen. Ein ggf. vorhandenes Icon  führt zu den Angaben des Kulturdenkmals bei Wikidata.

## Innere Neustadt
| Bild                                    | Bezeichnung | Lage                                                       | Datierung | Beschreibung | ID       |
| --------------------------------------- | --- | ---------------------------------------------------------- | --- | --- | -------- |
| Weitere Bilder                          | Albertbrücke | Albertbrücke (Karte)                                       | 1875–1877 (Straßenbrücke)                                                                                        | Straßenbrücke über die Elbe; Bogenbrücke mit Widerlagern, gestalterisch und konstruktiv bemerkenswertes Brückenbauwerk aus der Gründerzeit, bau-, orts- und verkehrsgeschichtlich bedeutend sowie städtebaulich von Wert (siehe auch Elbpromenade, Käthe-Kollwitz-Ufer, siehe auch Brückenkopf der Albertbrücke ID-Nr. 09214337). | 09217482 |
| Weitere Bilder                          | Sachgesamtheit Albertplatz und Alleensystem: Rundplatz und strahlenförmig angelegtes Alleensystem                                 | Albertplatz (Karte)                                        | 1824 (Stadtplatz)                                                                                                | Sachgesamtheit Albertplatz und Alleensystem: Rundplatz und strahlenförmig angelegtes Alleensystem sowie Grünanlagen an der Bautzner Straße (Gartendenkmale), mit folgenden Einzeldenkmalen: zwei Brunnen – »Stille Wasser« (ID-Nr. 9214145) und »Stürmische Wogen« (ID-Nr. 9214331), Wartehäuschen (ID-Nr. 9214147) und Barockvase (ID-Nr. 9214188); monumentale Schalenbrunnen in der Platzmitte, in seiner Rondellform mit den sternförmig davon abgehenden Alleen einzigartiger städtebaulicher Raum (siehe auch Sachgesamtheit Hauptstraße und Neustädter Markt, ID-Nr. 09307155 und Sachgesamtheit Königstraße, ID-Nr. 09214213), zudem als einer der ersten Rundplätze Europas von singulärer Bedeutung. Kreisrunde Platzanlage des Albertplatzes, gartenarchitektonische Umgestaltung 1875 durch Friedrich Bouché (1850–1933), von 1946 bis 1991 umbenannt in „Platz der Einheit“. | 09214146 |
| Weitere Bilder                          | Albertplatz und Alleensystem: »Stürmische Wogen« (Einzeldenkmal zu ID-Nr. 09214146)                                               | Albertplatz (Karte)                                        | 1893–1894 (Brunnenplastik)                                                                                       | Einzeldenkmal der Sachgesamtheit Albertplatz und Alleensystem: westlicher großer monumentaler Schalenbrunnen mit Figurengruppe; gehört zu den repräsentativsten und künstlerisch auffälligsten Großplastiken des ausgehenden 19. Jahrhunderts in Dresden (siehe auch »Stilles Wasser« – ID-Nr. 09214145), Teil eines unverwechselbaren Platzensembles, künstlerisch und städtebaulich bedeutend. Zwillingsbrunnenanlage, geschaffen von Robert Diez (1844–1922), Brunnen Stürmische Wogen 1945 durch ein sowjetisches Ehrenmal ersetzt und nach dessen Versetzung 1994 wiedererrichtet. | 09214331 |
| Weitere Bilder                          | Albertplatz und Alleensystem: »Stilles Wasser« (Einzeldenkmal zu ID-Nr. 09214146)                                                 | Albertplatz (Karte)                                        | 1893–1894 (Brunnenplastik)                                                                                       | Einzeldenkmal der Sachgesamtheit Albertplatz und Alleensystem: östlicher großer monumentaler Schalenbrunnen mit Figurengruppe; gehört zu den repräsentativsten und künstlerisch auffälligsten Großplastiken des ausgehenden 19. Jahrhunderts in Dresden (siehe auch „Stürmische Wogen“ – ID-Nr. 09214331), Teil eines unverwechselbaren Platzensembles, künstlerisch und städtebaulich bedeutend. Zwillingsbrunnenanlage, geschaffen von Robert Diez. | 09214145 |
| Weitere Bilder                          | Albertplatz und Alleensystem: Wartehäuschen mit Schalter (Einzeldenkmal zu ID-Nr. 09214146)                                       | Albertplatz (Karte)                                        | nach 1925 (Wartehäuschen)                                                                                        | Einzeldenkmal der Sachgesamtheit Albertplatz und Alleensystem: Wartehäuschen mit Schalter; im Zusammenhang mit Platzanlage städtebaulich bedeutend | 09214147 |
| Weitere Bilder                          | Schillerdenkmal | Albertplatz (Karte)                                        | 1913 (Denkmal)                                                                                                   | Denkmal; Anlage aus Plastik auf Sockel, die von einer runden, gestalteten Mauer umgeben wird, Darstellung als antiker Heros, vom lokal bedeutsamen Bildhauer Selmar Werner, künstlerisch bedeutend. | 09214148 |
| Weitere Bilder                          | Fernsprechunteramt Dresden-Neustadt                                                                                               | Albertstraße 30 (Karte)                                    | 1925–1926 (Post)                                                                                                 | Postgebäude; 1927 in Betrieb gegangen, markanter Bau seiner Zeit mit ausgewogener Fassadengliederung, da die alte mittlerweile durch neue Technik ersetzt wurde vor allem baugeschichtlich von Bedeutung, seit 2010 Wohnhaus. | 09214149 |
|                                         | An der Dreikönigskirche – Platz mit Pflasterung und Baumrondell                                                                   | An der Dreikönigskirche (Karte)                            | Ende 19. Jh. (Stadtplatz)                                                                                        | Platz mit Pflasterung und Baumrondell; gestaltete Anlage mit mehrfarbigem, in aufwändiger geometrischer Manier gegliedertem Straßenpflaster, Rebekkabrunnen (ID-Nr. 09214150) und ringförmig angeordneten Linden, in der Dresdner Innenstadt singuläre Platzanlage, künstlerisch und städtebaulich bedeutend | 09217539 |
| Weitere Bilder                          | Rebekka-Brunnen | An der Dreikönigskirche (Karte)                            | 1864 (Brunnen)                                                                                                   | Schmuckbrunnen aus abgestuftem Sockel, viereckigem Trog und Mittelschaft, darauf Frauengestalt, die als Rebekka (Jungfrau mit Wasserkrug auf dem Kopf) gedeutet wurde; künstlerisch bedeutend. Errichtet 1864, originale Brunnenfigur um 1952 verschollen, neue Figur von Michail Boleslav Karlowski rekonstruiert, rekonstruierter Brunnen seit 1994. | 09214150 |
| Weitere Bilder                          | Societaetstheater | An der Dreikönigskirche 1a (Karte)                         | 1779 (Theater)                                                                                                   | Theatergebäude; markanter dreigeschossiger Barockbau mit Mansarddach, erstes Bürgertheater Dresdens, baugeschichtlich, künstlerisch und ortsgeschichtlich bedeutend sowie singulär. Societaetstheater, als Gartenhaus errichtet, ab 1779 durch das Societaetstheater genutzt. | 09214332 |
| Weitere Bilder                          | Wohnhaus in geschlossener Bebauung                                                                                                | An der Dreikönigskirche 3 (Karte)                          | 1. Hälfte 18. Jh. (Wohnhaus)                                                                                     | als relativ gut erhaltener Teil der „Neuen Stadt bey Dresden“, einer bedeutsamen städtebaulichen Planung ab 1686, stadtentwicklungsgeschichtlich und städtebaulich bedeutsam. Wohnhaus in geschlossener Bebauung, errichtet nach Plänen von Johann Christoph von Naumann (1664–1742), weitgehend schmucklose Fassade. | 09214151 |
| Weitere Bilder                          | Wohnhaus in geschlossener Bebauung                                                                                                | An der Dreikönigskirche 5 (Karte)                          | 1. Hälfte 18. Jh. (Wohnhaus)                                                                                     | Wohnhaus in geschlossener Bebauung; wohl barockes Bürgerhaus, axiale Fassadengliederung, baugeschichtlich bedeutend, Schmuck ausschließlich aufgemaltes Verdachungsdekor, Fassade vermutlich rekonstruiert, zudem als erhaltener Teil der „Neuen Stadt bey Dresden“, einer bedeutsamen städtebaulichen Planung ab 1686, stadtentwicklungsgeschichtlich und städtebaulich bedeutsam. | 09214152 |
|                                         | Wohnhaus in halboffener Bebauung                                                                                                  | An der Dreikönigskirche 7 (Karte)                          | 1. Hälfte 18. Jh. (Wohnhaus)                                                                                     | als relativ gut erhaltener Teil der „Neuen Stadt bey Dresden“, einer bedeutsamen städtebaulichen Planung ab 1686, stadtentwicklungsgeschichtlich und städtebaulich bedeutsam | 09214153 |
|                                         | Mietshaus in geschlossener Bebauung                                                                                               | An der Dreikönigskirche 8 (Karte)                          | spätes 19. Jh. (Mietshaus)                                                                                       | typischer Bau seiner Zeit, Teil des Ensembles an der Dreikönigskirche, stadtentwicklungsgeschichtlich und städtebaulich bedeutsam | 09214154 |
|                                         | Mietshaus in Ecklage, geschlossene Bebauung                                                                                       | An der Dreikönigskirche 10 (Karte)                         | spätes 19. Jh. (Mietshaus)                                                                                       | typischer Bau seiner Zeit, Teil des Ensembles an der Dreikönigskirche, stadtentwicklungsgeschichtlich und städtebaulich bedeutsam | 09214155 |
| Weitere Bilder                          | Dreikönigskirche | An der Dreikönigskirche 12 (Karte)                         | bezeichnet 1712 (Kirche), 1732–1739 (Kirche), bezeichnet 1754 (Barockengel), um 1500 (Tafelbilder), 1993 (Orgel) | Kirche mit Ausstattung: Rechteckbau mit Mansarddach und einbezogenem Westturm, Wandgliederung durch gekuppelte Pilaster und hohe durchlaufende Fenster, an der westlichen Schmalseite hochbarockes Sandsteinportal vom Vorgängerbau, innen prachtvoller Sandsteinaltar von 1738; bedeutendes Zeugnis barocker Kirchenbaukunst, baugeschichtlich, künstlerisch, kirchen- und ortsgeschichtlich, städtebaulich und stadtentwicklungsgeschichtlich bedeutend, zudem singulär. Dreikönigskirche, errichtet nach Plänen von Matthäus Daniel Pöppelmann (1662–1736), 1945 ausgebrannt, 1984–1991 wiederaufgebaut, im Inneren Dresdner Totentanz von Christoph Walther I. | 09214193 |
| Weitere Bilder                          | Sachgesamtheit Bahndammbefestigung                                                                                                | Antonstraße (Karte)                                        | um 1900 (Eisenbahndamm)                                                                                          | Bahndammbefestigung zwischen Antonstraße und Leipziger Straße sowie ein kleines Stück an der Uferstraße, aus Wall, Aufmauerung, Treppe, Endpfeilern/Brückenköpfen der beiden Eisenbahnbrücken über die Eisenbahnstraße und die Leipziger Straße sowie Stellwerk (alles Sachgesamtheitsteile), entstand im Zusammenhang mit der Erneuerung der Dresdner Eisenbahn um 1900, immer noch gut erhaltener Abschnitt auf dem Stadtgebiet, verkehrsgeschichtlich und stadtentwicklungsgeschichtlich bedeutend | 09218845 |
| Weitere Bilder                          | Artesischer Brunnen | Antonstraße (Karte)                                        | 1832–1836 (Brunnenhaus), 1906 (Rundbau), 1990 oder 1991 (Kopie des Rundbaus)                                     | Quellenhaus/Brunnenhaus (neben Hochhaus) und Kopie des 1906 von Hans Erlwein um die Fontäne errichteten Rundbaus (am Albertplatz, östliche Seite der Königsbrücker Straße); ortsgeschichtlich bemerkenswerte Ensemble. - Artesischer Brunnen mit Brunnenhaus an der eigentlichen Austrittsstelle des Wassers für den Artesischen Brunnen, von 1832 bis 1836 gebohrt, seit 2014 nach Umbau am Hochhaus am Albertplatz, siehe Liste der Kulturdenkmale in der Äußeren Neustadt (Dresden, A–K). - Rundbau um die Fontäne am Brunnen, 1906 geschaffen von Hans Erlwein, Wasser nur bedingt als Trinkwasser geeignet, wird dank seines warmen Wassers als einziger Dresdner Brunnen auch im Winter betrieben. | 09214386 |
| Weitere Bilder                          | Villa Augustin; Kästner-Villa | Antonstraße 1 (Karte)                                      | um 1835 (Villa)                                                                                                  | Villa mit Einfriedung; historisierendes Wohnhaus des Kästner-Onkels Franz Augustin, bau- und personengeschichtlich bedeutend sowie als Teil des Neustädter Grünrings städtebaulich von Wert | 09214156 |
| Weitere Bilder                          | Mietvilla | Antonstraße 5 (Karte)                                      | 1896–1897 (Mietvilla)                                                                                            | markanter historisierender Bau mit gestalterisch hervorgehobener Eingangsachse, im Inneren noch wandfeste Ausstattung aus der Entstehungszeit, baugeschichtlich wertvoll und im Zusammenhang mit Grünring städtebaulich bedeutend | 09214157 |
|                                         | Elephantenhaus | Antonstraße 7; 9 (Karte)                                   | um 1840 (Wohn- und Geschäftshaus)                                                                                | Wohn- und Geschäftshaus; markanter Bau, aus zwei für den Grünring typischen Wohnbauten, nach 1913 durch ein Zwischenbau mit Treppenhaus und gestalterisch unverwechselbarem Eingangsportal miteinander verbunden, städtebaulich und stadtentwicklungsgeschichtlich bedeutend. Doppelhaus mit Elefantenrelief über der Eingangstür. | 09214158 |
|                                         | Mietvilla | Antonstraße 13 (Karte)                                     | 1870/1880 (Mietvilla)                                                                                            | hervorgehoben durch Mittelrisalit und Rundbogenfenster im Hochparterre, im Zusammenhang mit Grünring städtebaulich und stadtentwicklungsgeschichtlich bedeutend | 09214159 |
|                                         | Villa mit seitlichem Anbau/Wintergarten                                                                                           | Antonstraße 15 (Karte)                                     | 1827 (Villa) | markantes historisierendes Gebäude von baugeschichtlichem Wert, im Zusammenhang mit Grünring städtebaulich und stadtentwicklungsgeschichtlich bedeutend | 09214160 |
|                                         | Villa | Antonstraße 17 (Karte)                                     | 1824 (Villa) | charakteristisches biedermeierliches oder klassizistisches Wohngebäude des Neustädter Grünrings, zweigeschossiger Rechteckbau, Walmdach, klar gegliederte Fassade und bescheidener Dekor, baugeschichtlich, künstlerisch, städtebaulich und stadtentwicklungsgeschichtlich bedeutsam | 09214161 |
|                                         | Doppelmietshaus mit Hintergebäude in offener Bebauung                                                                             | Antonstraße 19; 19a; 21 (Karte)                            | 2. Viertel 19. Jh. (Doppelmietshaus)                                                                             | stattlicher Bau, repräsentatives und weitestgehend ursprünglich erhaltenes Beispiel der sogn. Dresdner Schule mit Renaissanceformen, das ältere Hintergebäude schlichter, künstlerisch sowie baugeschichtlich und stadtentwicklungsgeschichtlich bedeutend | 09214162 |
|                                         | Mietshaus in offener Bebauung | Antonstraße 23 (Karte)                                     | 1853 (Mietshaus)                                                                                                 | herrschaftlicher, unverwechselbarer Historismusbau mit klassizistischen Motiven, die eher auf Berliner oder Wiener Vorbilder hinweisen, baugeschichtlich, künstlerisch, städtebaulich und stadtentwicklungs-geschichtlich bedeutend sowie singulär | 09214163 |
|                                         | Mietshaus in offener Bebauung | Antonstraße 25 (Karte)                                     | 1859 (Mietshaus)                                                                                                 | reduzierter Historismusbau, im Zusammenhang mit Grünring städtebaulich und stadtentwicklungsgeschichtlich bedeutend | 09214164 |
|                                         | Wohnhaus mit Hintergebäude in offener Bebauung                                                                                    | Antonstraße 29 (Karte)                                     | um 1840 (Wohnhaus)                                                                                               | charakteristischer, herrschaftlicher Neorenaissancebau, gestalterisch hervorgehoben durch erhöhte Seiten, Teil einer unverwechselbaren Bebauung repräsentativer Gebäude in Front des ehemaligen Leipziger Bahnhofs, baugeschichtlich, künstlerisch, städtebaulich und stadtentwicklungsgeschichtlich bedeutend (siehe auch Antonstraße 31 / 33 / 35 und 37) | 09214165 |
| Weitere Bilder                          | Hotel »Bayerischer Hof« | Antonstraße 31; 33; 35 (Karte)                             | um 1840 (Hotel)                                                                                                  | Häusergruppe aus Hotel,- Wohn- und Hintergebäuden: symmetrisch angelegte, charakteristische Neorenaissancebauten mit Rundbogenfenstern, Konsolgesimsen usw., Teil einer unverwechselbaren Bebauung repräsentativer Gebäude in Front des ehemaligen Leipziger Bahnhofs, baugeschichtlich, künstlerisch, städtebaulich und stadtentwicklungsgeschichtlich bedeutend (siehe auch Antonstraße 29 und 37). Ehem. Sitz des Volkseigenen Handelskontors für Zucht- und Nutzvieh im Bezirk Dresden, Dresden N 6 Antonstraße 33. | 09214166 |
| Weitere Bilder                          | Wohnhaus mit Hintergebäude in offener Bebauung                                                                                    | Antonstraße 37 (Karte)                                     | um 1840 (Wohnhaus)                                                                                               | charakteristischer, herrschaftlicher Neorenaissancebau, gestalterisch hervorgehoben durch erhöhte Seiten, Teil einer unverwechselbaren Bebauung repräsentativer Gebäude in Front des ehemaligen Leipziger Bahnhofs, baugeschichtlich, künstlerisch, städtebaulich und stadtentwicklungsgeschichtlich bedeutend (sie auch Antonstraße 29 und 31/33/35) | 09214167 |
| Weitere Bilder                          | Gesamtministerium; Sächsische Staatskanzlei                                                                                       | Archivstraße 1 (Karte)                                     | bezeichnet 1900–1903 (Ministerium)                                                                               | Ministerium; stattliche dreieinhalbgeschossige Vierflügelanlage mit monumentalem Mitteltrakt, betont durch Turmaufbau, vier erhöhten und von Mansarddächern abgeschlossenen Eckbauten, Risaliten usw., reiche barockisierende Fassaden, innen Ausstattung aus der Entstehungszeit, baugeschichtlich, künstlerisch, landesgeschichtlich und ortsgeschichtlich sowie städtebaulich bedeutend | 09214168 |
| Weitere Bilder                          | Hauptstaatsarchiv Dresden | Archivstraße 14 (Karte)                                    | 1912–1915 (Archiv)                                                                                               | Archiv; Gebäudegruppe aus Eingangspavillon und viergeschossigem Verwaltungsgebäude verbunden mit vierflügligem Magazintrakt sowie kleinem freistehenden Hofgebäude, Magazintrakt als Hauptbaukörper Stahlbetonbau mit Putz- und Werksteingliederung sowie vertikalen Fensterbändern, im Inneren der Baulichkeiten noch beträchtliche Teile der originalen Ausstattung, Magazintrakt neben Bauten von Fritz Schumacher (1869–1947) und Martin Dülfer (1859–1942) wohl das bedeutendste Beispiel der frühen Sachlichkeit bzw. Moderne in Dresden, baugeschichtlich, künstlerisch und ortsgeschichtlich bedeutend. Errichtet nach Plänen von Karl Ottomar Reichelt und Karl Heinrich Koch, 2007 bis 2011 umgebaut und saniert, Sitz des Sächsischen Staatsarchivs. | 09214169 |
|                                         | Mietshaus in halboffener Bebauung                                                                                                 | Archivstraße 21 (Karte)                                    | um 1900 (Mietshaus)                                                                                              | aufwendig gestaltetes historisierendes Wohngebäude aus der Gründerzeit, dominiert von einem hervortretenden Erker, hier und an der Seitenachse konzentriert sich der Fassadenschmuck, vor allem neobarock geprägt, baugeschichtlich bedeutend | 09214170 |
| Weitere Bilder                          | Augustusbrücke | Augustusbrücke (Karte)                                     | 1907–1910 (Straßenbrücke), 1863, Wappenstein (Wappen)                                                            | Straßenbrücke über die Elbe, dazu Wappenstein unter Bogen auf Neustädter Seite; Stein von 1863, Bauwerk auf neun Bögen mit Brüstung, Treppen, Aussichtsplattformen und Brückenköpfen, bedeutendster Elbübergang der Stadt, ältester Brückenstandort Dresdens, Werk des bekannten Stadtbaurates Hans Erlwein, gestalterisch bemerkenswert, neben anderen berühmten Baulichkeiten gibt sie Elbansichten der einstigen Residenzstadt ihre Unverwechselbarkeit, Elbquerung geschichtlich, künstlerisch und städtebaulich bedeutend. Erbaut von Hermann Klette und Wilhelm Kreis, 1945 beschädigt und bis 1949 wiederhergestellt. | 09213859 |
| Weitere Bilder                          | Augustusbrücke (Einzeldenkmale zu ID-Nr. 09306037)                                                                                | Augustusbrücke (Karte)                                     | 1933–1938 (Sgraffito)                                                                                            | Einzeldenkmale der Sachgesamtheit Königsufer: Brückenkopf der Augustusbrücke mit Treppenanlagen und Arkadengang mit Sgraffito-Wandgemälden auf Keramikkacheln; Arkadengang in den Brückenkopf der Augustusbrücke eingefügt, im Zusammenhang mit der Gestaltung des Neustädter Königsufers entstanden, Königsufer einzigartige Gestaltung des Flussufers einer Stadt, in auffälliger, teilweise repräsentativer und auch zeittypischer Form, baugeschichtlich, künstlerisch, städtebaulich und gartenkünstlerisch/landschaftsgestalterisch bedeutend baugeschichtlich, gartenkünstlerisch, und städtebaulich bedeutend. Brücke von 1907 bis 1910 erbaut von Wilhelm Kreis und Hermann Klette, 1945 beschädigt und bis 1949 wiederhergestellt. | 09214335 |
| Weitere Bilder                          | Albertplatz und Alleensystem: Barockvase (Einzeldenkmal zu ID-Nr. 09214146)                                                       | Bautzner Straße (Karte)                                    | 18. Jh. (Gartenvase)                                                                                             | Einzeldenkmal der Sachgesamtheit Albertplatz und Alleensystem: Barockvase aus Sandstein; kunsthistorisch und künstlerisch bedeutend | 09214188 |
| Weitere Bilder                          | Pferdebrunnen | Bautzner Straße (Karte)                                    | 1921 (Brunnen)                                                                                                   | Brunnen aus Säule mit Pferdekopf und Trog; vom Tierschutzverein 1921 gestiftet, vor allem ortsgeschichtlich bedeutend. Pferdetränke, 1921 geschaffen von Paul Polte, aufgestellt Bautzner Straße Ecke Holzhofgasse. | 09214460 |
| Weitere Bilder                          | Villa Nina | Bautzner Straße 2 (Karte)                                  | um 1833 (Villa)                                                                                                  | Villa mit Einfriedung; markanter spätklassizistischer Bau, gestalterisch hervorgehoben durch Mittelrisalit mit Lisenen und Balkonvorlage, baugeschichtlich und künstlerisch bedeutend, als Teil des Neustädter Grünrings von Gottlob Friedrich Thormeyer (1775–1842) von städtebaulichem Wert. | 09214172 |
| Weitere Bilder                          | »Zur Goldenen Krone« (ehem.) | Bautzner Straße 4 (Karte)                                  | 1831 (Wohnhaus)                                                                                                  | Doppelwohnhaus in offener Bebauung; spätklassizistisches Anwesen mit klar gegliederter Fassade, genutetem Erdgeschoss und Traufgesims, ehem. Apotheke (Bautzner Straße 4), andere Hälfte heute als Gebäude der Inneren Mission genutzt (Glacisstraße 44), baugeschichtlich und wohl auch künstlerisch bedeutend, zudem Teil des städtebaulich einzigartigen Grünrings. | 09214396 |
| Weitere Bilder                          | Wohnhaus und Hintergebäude in halboffener Bebauung                                                                                | Bautzner Straße 6 (Karte)                                  | 1797, 1850 lt. Brandkasse (Wohnhaus)                                                                             | zweigeschossig mit zu großer jüngerer Ladenfront, unauffälliger, aber charakteristischer spätklassizistischer Bau mit Plattenfries unter der Traufe, die Mitte durch Rundbögen hervorgehoben, vor allem baugeschichtlich von Bedeutung | 09214398 |
| Weitere Bilder                          | Wohnhaus mit Ladenzone, geschlossene Bebauung                                                                                     | Bautzner Straße 8 (Karte)                                  | 1845, 1850 lt. Brandkasse (Wohnhaus)                                                                             | nobler, früher Historismusbau, Mitte betont, typisch die Rundbogengliederung im Erdgeschoss, baugeschichtlich von Bedeutung | 09214399 |
| Weitere Bilder                          | Wohnhaus mit Läden in geschlossener Bebauung                                                                                      | Bautzner Straße 10 (Karte)                                 | 1839 (Wohnhaus)                                                                                                  | charakteristischer Historismusbau zwischen Renaissance und Barock, Mitte betont, dominant die Aufbauten mit Volutengiebeln, baugeschichtlich von Bedeutung | 09214400 |
| Weitere Bilder                          | Mietshaus mit Ladenzone und einem Hintergebäude, in geschlossener Bebauung                                                        | Bautzner Straße 14 (Karte)                                 | 1910 (Mietshaus), 1834 (Hinterhaus)                                                                              | mit Dreiecksgiebel, Lisenengliederung und stilisierter Ornamentik exemplarischer neoklassizistischer Bau nach 1900, wohl Wohn- und Geschäftshaus, vor allem baugeschichtlich von Bedeutung, auch künstlerisch von Belang | 09214403 |
| Weitere Bilder                          | Mietshaus in ehem. geschlossener Bebauung                                                                                         | Bautzner Straße 20 (Karte)                                 | um 1910 (Mietshaus)                                                                                              | mit Ladenzone, mit Dreiecksgiebel und Lisenengliederung exemplarischer neoklassizistischer Bau nach 1900, wohl Wohn- und Geschäftshaus, vor allem baugeschichtlich von Bedeutung | 09214407 |
|                                         | Mietshaus in geschlossener Bebauung                                                                                               | Bautzner Straße 22 (Karte)                                 | um 1885 (Mietshaus)                                                                                              | zeittypisches Gebäude des ausgehenden 19. Jahrhunderts, Fassade mit Schmuck- und Gliederungselementen, wie Dreiecksgiebel, Konsolen usw., nach historischen Stilvorbildern, im Treppenhaus Malerei (als Dekorationsmalerei), baugeschichtlich von Bedeutung | 09214409 |
|                                         | Doppelwohnhaus in offener Bebauung                                                                                                | Bautzner Straße 30; 32 (Karte)                             | Mitte 19. Jh., vor 1852 (Doppelwohnhaus)                                                                         | spätbiedermeierlich, mit ausgewogen gestalteter, klassizistischer Fassade, Teil eines markanten Straßenzuges, vor allem baugeschichtlich von Bedeutung | 09214546 |
| Weitere Bilder                          | Doppelwohnhaus in offener Bebauung                                                                                                | Bautzner Straße 34; 36 (Karte)                             | um 1860 (Doppelwohnhaus)                                                                                         | spätbiedermeierliche, mit ausgewogen gestalteter, klassizistischer Fassade, Teil eines markanten Straßenzuges, vor allem baugeschichtlich von Bedeutung | 09214742 |
|                                         | Mietshaus in geschlossener Bebauung                                                                                               | Bautzner Straße 46 (Karte)                                 | 1870/1880 (Mietshaus)                                                                                            | im Erdgeschoss Läden, zeittypisches Gebäude des ausgehenden 19. Jahrhunderts, Fassade mit Schmuck- und Gliederungselementen nach historischen Stilvorbildern, baugeschichtlich von Bedeutung | 09214743 |
|                                         | Mietshaus in geschlossener Bebauung                                                                                               | Bautzner Straße 48 (Karte)                                 | um 1885 (Mietshaus)                                                                                              | Laden im Erdgeschoss, aufwendig gestaltetes historisierendes Wohngebäude aus der Gründerzeit, Fassade gerahmt von seitlichen Vorlagen, detailreicher Schmuck nach dem Vorbild von Renaissance und Barock, baugeschichtlich und künstlerisch bedeutend, zudem als Teil eines weitgehend geschlossen erhaltenen Straßenzuges seiner Zeit stadtentwicklungsgeschichtlich von Belang | 09214744 |
|                                         | Mietshaus in geschlossener Bebauung                                                                                               | Bautzner Straße 50 (Karte)                                 | um 1885 (Mietshaus)                                                                                              | Laden im Erdgeschoss, historisierendes Wohngebäude aus der Gründerzeit, Fassade mit detailreichem Schmuck vor allem nach dem Vorbild der Renaissance, baugeschichtlich bedeutend, zudem als Teil eines weitgehend geschlossen erhaltenen Straßenzuges seiner Zeit stadtentwicklungsgeschichtlich von Belang | 09214745 |
|                                         | Mietshaus in geschlossener Bebauung                                                                                               | Bautzner Straße 52 (Karte)                                 | um 1895 (Mietshaus)                                                                                              | aufwendig gestaltetes historisierendes Wohngebäude aus der Gründerzeit, charakteristische Klinker-Sandstein-Fassade, belebt von gleichmäßig über die Front verteiltem Fassadenschmuck, verschiedene Stilvorbilder nachahmend, baugeschichtlich bedeutend, zudem als Teil eines weitgehend geschlossen erhaltenen Straßenzuges seiner Zeit stadtentwicklungsgeschichtlich von Belang | 09214418 |
|                                         | Wohnhaus in geschlossener Bebauung                                                                                                | Bautzner Straße 54 (Karte)                                 | um 1850 (Wohnhaus)                                                                                               | eines der älteren Gebäude im Quartier, erinnert an dessen allmähliche Verstädterung, stadtentwicklungsgeschichtlich von Bedeutung | 09214419 |
|                                         | Mietshaus in geschlossener Bebauung                                                                                               | Bautzner Straße 56 (Karte)                                 | 1870/1880 (Mietshaus)                                                                                            | zeittypisches Gebäude des ausgehenden 19. Jahrhunderts, Fassade mit Schmuck- und Gliederungselementen nach historischen Stilvorbildern, insbesondere der Renaissance, baugeschichtlich von Bedeutung | 09214420 |
|                                         | Wohnhaus in geschlossener Bebauung                                                                                                | Bautzner Straße 58 (Karte)                                 | um 1860 (Wohnhaus)                                                                                               | zweistöckiges Gebäude mit Ladengeschäft im Erdgeschoss, darüber aufwendiger Dekor, eines der älteren Gebäude im Quartier, baugeschichtlich und stadtentwicklungsgeschichtlich bedeutend | 09214748 |
| Weitere Bilder                          | Gasthaus »Zu den 3 Kronen« (ehem.)                                                                                                | Bautzner Straße 60 (Karte)                                 | 1755 (Wohnhaus)                                                                                                  | Wohnhaus in geschlossener Bebauung; ehem. Gasthof „Zu den drei Kronen“, dreigeschossiger Bau, eines der älteren Gebäude im Quartier, im Kern noch aus dem 18. Jahrhundert, baugeschichtlich und stadtentwicklungsgeschichtlich bedeutend. Ältestes Gebäude der Äußeren Neustadt, barocke Struktur wurde im 19. Jahrhundert bei einem Umbau vereinfacht. | 09214421 |
|                                         | Mietshaus in Ecklage und geschlossener Bebauung                                                                                   | Bautzner Straße 62 (Karte)                                 | 1870/1880 (Mietshaus)                                                                                            | zeittypisches Gebäude des ausgehenden 19. Jahrhunderts, Fassade mit Schmuck- und Gliederungselementen nach historischen Stilvorbildern, baugeschichtlich von Bedeutung | 09214424 |
|                                         | Diakonissenanstalt Dresden; ehem. Pfarrhaus                                                                                       | Bautzner Straße 64 (Karte)                                 | 1833–1841 (Pfarrhaus)                                                                                            | Ehemaliges Pfarrhaus mit Seitengebäude (Ecke Wolfsgasse), Einfriedung und Toranlage; heute Teil der Diakonissenanstalt (Hostienbäckerei), charakteristische Bauten aus der 1. Hälfte des 19. Jahrhunderts, baugeschichtlich und ortsgeschichtlich bedeutend (siehe auch Bautzner Straße 66, 70 und Holzhofgasse 27, 29). | 09214422 |
|                                         | Diakonissenanstalt Dresden; Mathildenhaus                                                                                         | Bautzner Straße 66 (Karte)                                 | 1844 (Mathildenhaus)                                                                                             | Kleines Haus, auch Mathildenhaus genannt, Pfortenhaus und Toranlage; Teil der Diakonissenanstalt, charakteristische Bauten aus der 1. Hälfte des 19. Jahrhunderts, baugeschichtlich und ortsgeschichtlich bedeutend (siehe auch Bautzner Straße 64, 70 und Holzhofgasse 27, 29). | 09214423 |
| Weitere Bilder                          | Diakonissenanstalt Dresden; Diakonissenhauskirche                                                                                 | Bautzner Straße 70 (Karte)                                 | 1928–1929 (Anstaltskirche), 1973 (Schuke-Orgel)                                                                  | Kirche mit kleiner Vorhalle, dazu Ausstattung sowie Einfriedung; Gotteshaus der Diakonissenanstalt, Saalkirche mit halbrunder Apsis als Chorabschluss und mittig sitzendem Dachreiter, zumeist moderne Ausstattung der Nachkriegszeit, bedeutsames Zeugnis der Kirchenbaukunst des 20. Jahrhunderts, verbunden mit den Namen der beiden bekannten Architekten Max Hans Kühne und Oswin Hempel, vor allem baugeschichtlich und künstlerisch bedeutend (siehe auch Bautzner Straße 64, 66 und Holzhofgasse 25, 29). | 09214425 |
| Weitere Bilder                          | Finanzministerium | Carolaplatz 1 (Karte)                                      | 1890–1896 (Ministerium)                                                                                          | Ministerium; dreigeschossiger Blockbau auf hohem Sockelgeschoss, mit drei Innenhöfen, aufwendige Gliederung nach barockem Schema, die Formensprache jedoch im Sinne der Neorenaissance (Dresdner Schule), Mitteltrakt zur Elbe durch kuppelförmiges Dach, Dreiecksgiebel mit Fliesengemälde und Kolossalordnung hervorgehoben, Eingangshalle Ost mit ursprünglicher Ausstattung, darunter einer aufwendigen, mittlerweile restaurierten Deckengestaltung mit Malerei (zumeist als Dekorationsmalerei), baugeschichtlich, künstlerisch, orts- und landesgeschichtlich sowie städtebaulich bedeutend | 09214173 |
|                                         | Mietvilla mit Einfriedung | Carolinenstraße 1 (Karte)                                  | um 1830 (Mietvilla)                                                                                              | Beispiel der Reformarchitektur nach 1900, schlicht gestaltet, im Kern möglicherweise älter, baugeschichtlich von Belang | 09214174 |
|                                         | Villa mit nördlichem Nebengebäude                                                                                                 | Carolinenstraße 2 (Karte)                                  | 1827 (Villa), 1833 (Nebengebäude)                                                                                | Villa mit nördlichem Nebengebäude, Schalenbrunnen und Einfriedung; typischer klassizistischer Bau mit Pfeilervorbau und Mäanderband, baugeschichtlich bedeutend, im Zusammenhang mit Grünring städtebaulich und stadtentwicklungsgeschichtlich von Wert | 09214175 |
|                                         | Villa mit Hintergebäude und Einfriedung                                                                                           | Carolinenstraße 4 (Karte)                                  | um 1830 (Villa)                                                                                                  | im Zusammenhang mit Grünring städtebaulich und stadtentwicklungsgeschichtlich von Wert | 09214178 |
|                                         | Villa mit Einfriedung | Carolinenstraße 6 (Karte)                                  | 1. Hälfte 19. Jh. (Villa)                                                                                        | mit benachbarter Carolinenstraße 8 baulich verbunden, charakteristisches „biedermeierliches“ oder klassizistisches Wohngebäude des Neustädter Grünrings von Thormeyer, zweigeschossiger Rechteckbau, Satteldach, klar gegliederte Fassade und bescheidener Dekor, baugeschichtlich, städtebaulich und stadtentwicklungsgeschichtlich bedeutsam | 09214176 |
|                                         | Villa mit Einfriedung | Carolinenstraße 8 (Karte)                                  | 1826 (Villa) | mit benachbarter Carolinenstraße 6 baulich verbunden, charakteristisches „biedermeierliches“ oder klassizistisches Wohngebäude des Neustädter Grünrings von Thormeyer, zweigeschossiger Rechteckbau, Walmdach, klar gegliederte Fassade und bescheidener Dekor, baugeschichtlich, städtebaulich und stadtentwicklungsgeschichtlich bedeutsam | 09214177 |
|                                         | Villa mit Nebengebäude und Einfriedung                                                                                            | Carolinenstraße 10 (Karte)                                 | um 1830 (Villa)                                                                                                  | Fassade dominiert von hohem Giebel, Balkon auf Säulen und Hängeplattenfries, offenbar auch zur spätklassizistischen Bebauung des so genannten Grünrings gehörendes Gebäude, aus diesem Zusammenhang heraus baugeschichtlich, städtebaulich und stadtentwicklungsgeschichtlich bedeutend | 09214179 |
|                                         | Intendanturgebäude mit Kriegszahlamt und Pensionszentrale (ehem.)                                                                 | Carusufer 5 (Karte)                                        | 1901–1903 (Verwaltung)                                                                                           | Verwaltungsgebäude; charakteristischer historisierender Militärbau um 1900 mit aufwendiger Klinker-Fassade, vor allem nach dem Vorbild der Renaissance, baugeschichtlich und militärgeschichtlich bedeutend | 09215550 |
| Weitere Bilder                          | Königsufer: Rosengarten mit allen Baulichkeiten (Einzeldenkmale zu ID-Nr. 09306037)                                               | Carusufer 10; 12b (Karte)                                  | 1933–1938 (Rosengarten), 1936 (Figurengruppe), 1936 (Tierplastik)                                                | Einzeldenkmale der Sachgesamtheit Königsufer: Rosengarten mit allen Baulichkeiten, wie Torhaus, zwei elbseitigen Fahnenstangen einschließlich Sandsteinbasen, Treppen, Pavillon, Restaurant sowie Plastiken; Teil der Neustädter Elbufergestaltung, in auffälliger, teilweise repräsentativer und auch zeittypischer Form, Königsufer einzigartige Gestaltung des Flussufers einer Stadt, baugeschichtlich, städtebaulich und gartenkünstlerisch/landschaftsgestalterisch bedeutend | 09215549 |
|                                         | Mietvilla | Carusufer 11 (Karte)                                       | um 1862 (Mietvilla)                                                                                              | typischer Bau der Dresdner Schule (Semper-Nicolai-Schule) mit hervorgehobener Mitte, Fassaden bei Wiederaufbau etwas vereinfacht, vor allem baugeschichtlich bedeutend | 09215551 |
|                                         | Königsufer: Unterkunftshaus (Einzeldenkmale zu ID-Nr. 09306037)                                                                   | Diakonissenweg 1 (Karte)                                   | 1933–1938 (Pergola)                                                                                              | Einzeldenkmal der Sachgesamtheit Königsufer: Mauer-, Pergola- und Treppengestaltung an der Ostseite des Diakonissenweges; Teil der Neustädter Elbufergestaltung, in auffälliger, teilweise repräsentativer und auch zeittypischer Form, Königsufer einzigartige Gestaltung des Flussufers einer Stadt, baugeschichtlich und gartenkünstlerisch bedeutend, das zugehörige ehemalige, äußerst schlichte Arbeiterunterkunftshaus ist für sich kein Einzeldenkmal, bildet aber ein unverzichtbares Sachgesamtheitsteil des Königsufers, eng mit dessen Entstehen verbunden | 09214338 |
|                                         | Eisenbahnbrücke | Eisenbahnstraße (Karte)                                    | 1899 (Eisenbahnbrücke)                                                                                           | im Stadtbild Dresdens selten gewordene, aufwendig gestaltete Blechträgerbrücke mit Pendelstützen der Eisenbahnstrecke Dresden-Pieschen–Dresden-Neustadt (sä. LDV, Streckennummer 6246), baugeschichtlich und eisenbahngeschichtlich bedeutend. | 09215393 |
| Weitere Bilder                          | Mietshaus in Ecklage und geschlossener Bebauung                                                                                   | Erich-Ponto-Straße 19 (Karte)                              | um 1900 (Mietshaus)                                                                                              | aufwendig gestaltetes historisierendes Wohngebäude aus der Gründerzeit und um 1900, dominiert von Seitenrisaliten, Balkonen usw., äußerst reicher Fassadenschmuck, vor allem neobarock geprägt, baugeschichtlich und künstlerisch bedeutend | 09214171 |
| Weitere Bilder                          | Mietvilla mit Einfriedung | Erna-Berger-Straße 2 (Karte)                               | um 1900 (Mietvilla)                                                                                              | beeindruckender historisierender Bau der Wende vom 19. zum 20. Jahrhundert, im Stil der Deutschen Renaissance, dominiert von Zwerchhaus und Erker auf Mittelachse der Straßenfront, baugeschichtlich und in Teilen künstlerisch von Bedeutung | 09214180 |
| Weitere Bilder                          | Villa mit Einfriedung | Erna-Berger-Straße 3 (Karte)                               | 1827 (Villa) | charakteristisches „biedermeierliches“ oder klassizistisches Wohngebäude des Neustädter Grünrings von Thormeyer, zweigeschossiger Bau, Walmdach/Pyramidendach, klar gegliederte Fassade, der bescheidene Dekor jünger, historisierend, die Dachaufbauten Zutaten der Nachwendezeit, baugeschichtlich, städtebaulich und stadtentwicklungsgeschichtlich bedeutsam | 09214182 |
| Weitere Bilder                          | Villa mit Einfriedung | Erna-Berger-Straße 5 (Karte)                               | 1826, lt. Brandkasse (Villa)                                                                                     | mit benachbarter Erna-Berger-Straße 7 baulich verbunden, charakteristisches „biedermeierliches“ oder klassizistisches Wohngebäude des Neustädter Grünrings von Thormeyer, zweigeschossiger Bau, Walmdach, klar gegliederte Fassade, bescheidene Dekor, baugeschichtlich, städtebaulich und stadtentwicklungsgeschichtlich bedeutsam | 09214181 |
|                                         | Villa mit Einfriedung | Erna-Berger-Straße 7 (Karte)                               | 1826, lt. Brandkasse (Villa)                                                                                     | mit benachbarter Erna-Berger-Straße 5 baulich verbunden, charakteristisches „biedermeierliches“ oder klassizistisches Wohngebäude des Neustädter Grünrings von Thormeyer, zweigeschossiger Bau, Walmdach, klar gegliederte Fassade, baugeschichtlich, städtebaulich und stadtentwicklungsgeschichtlich bedeutsam | 09306227 |
|                                         | Villa mit Einfriedung | Erna-Berger-Straße 9 (Karte)                               | 1827 (Villa) | im Zusammenhang mit Grünring, einer städtebaulichen Planung mit offener Bebauung, die maßgeblich auf den Architekten Thormeyer zurückgeht, städtebaulich und stadtentwicklungsgeschichtlich von Wert | 09214183 |
|                                         | Mietvilla | Erna-Berger-Straße 11 (Karte)                              | 1827 (Mietvilla)                                                                                                 | im Kern 2. Viertel 19. Jahrhundert, später aufgestockt, umgestaltet, im Zusammenhang mit dem Grünring, einer städtebaulichen Planung mit offener Bebauung, die maßgeblich auf den Architekten Thormeyer zurückgeht, städtebaulich und stadtentwicklungsgeschichtlich von Wert | 09214184 |
| Weitere Bilder                          | Mietvilla | Erna-Berger-Straße 13 (Karte)                              | 1866 (Mietvilla)                                                                                                 | gestalterisch bemerkenswertes Wohngebäude, im Stil der Neorenaissance (Dresdner Schule) errichtet, Risalit und seitliche Achse mit Palladio-Motiv hervorgehoben, baugeschichtlich, künstlerisch, städtebaulich und stadtentwicklungsgeschichtlich bedeutsam | 09214185 |
| Weitere Bilder                          | Verein zum Frauenschutz (ehem.)                                                                                                   | Georgenstraße 1; 3 (Karte)                                 | 1827 (Schule) | Gebäudegruppe der ehem. Gesamtanstalt des Vereins mit längsrechteckigem dreigeschossigen Bau (1845–1846 und später) giebelständigem Zwischentrakt (um 1880), schlichtem, villenartigen Gebäude mit flachem Walmdach (1827), Verbindungsbauten und Einfriedung; die Formen »biedermeierlich« bis spätklassizistisch, baugeschichtlich, ortsgeschichtlich, personengeschichtlich, sozialgeschichtlich sowie städtebaulich und stadtentwicklungsgeschichtlich bedeutend, Teilabbruch des giebelständigen Zwischentraktes im Frühjahr 1998. | 09214262 |
| Weitere Bilder                          | Villa mit Einfriedung | Georgenstraße 2 (Karte)                                    | 1827 (Villa) | markanter spätklassizistischer Bau, gestalterisch hervorgehoben durch Mittelrisalit mit Balkonvorlage auf Konsolen, baugeschichtlich und künstlerisch bedeutend, als Teil des Neustädter Grünrings von Thormeyer von städtebaulichem Wert | 09214263 |
|                                         | Frauensanatorium Dr. Wagner-Hohenlobbese (ehem.)                                                                                  | Georgenstraße 4 (Karte)                                    | um 1910 (Klinik)                                                                                                 | Ehemaliges Klinikgebäude: heute Wohnhaus, an Stelle eines älteren Vorgängers kurz vor dem Ersten Weltkrieg errichtet, markanter, gestalterisch versachlichter Bau seiner Zeit, mit wenigen, aber akzentuierenden Schmuck- und Gliederungselementen, die sich vor allem auf dem Mittelrisalit konzentrieren, erst Frauenarztpraxis sowie Klinik- und heilgymnastische Anstalt, später Klinik und Entbindungsanstalt, baugeschichtlich und künstlerisch bedeutend | 09214264 |
| Weitere Bilder                          | Villa Eschebach; Volksbank | Georgenstraße 6 (Karte)                                    | 1903–1904 (Villa)                                                                                                | Villa mit Hintergebäude, Garten und Einfriedung; wohl die gestalterisch bemerkenswerteste Neobarock-Villa Dresdens, Bauherr war Carl Eschebach (1842–1905), Besitzer der Eschebach-Werke und Kunstmäzen, heute als Bankgebäude genutzt, baugeschichtlich, künstlerisch, personengeschichtlich, städtebaulich und stadtentwicklungsgeschichtlich bedeutend. Villa mit großem Wintergarten, durch die Luftangriffe auf Dresden 1945 ausgebrannt, danach wiederhergerichtet, 1995 bis 1997 saniert, Sitz der Dresdner Volks- und Raiffeisenbank. | 09214265 |
| Direkt Bild zu diesem Denkmal hochladen | Straßenseitige Einfriedung des Grundstücks                                                                                        | Georgenstraße 7 (Karte)                                    | um 1890 (Einfriedung)                                                                                            | entlang Hospitalstraße, Albertplatz und Georgenstraße, markanter und gestalterisch anspruchsvoller, wohl gusseiserner Zaun aus dem späten 19. Jahrhundert auf Sandsteinsockel, mit Toren und Pfeilern, baugeschichtlich bedeutend | 09306126 |
| Weitere Bilder                          | Mietshaus mit Einfriedung in Ecklage und offener Bebauung                                                                         | Glacisstraße 7 (Karte)                                     | um 1890 (Mietshaus)                                                                                              | aufwendig gestaltetes historisierendes Wohngebäude aus der Gründerzeit, dominiert von Erker an der Ecke, Risaliten, Vorlagen, Balkonen usw., reicher Fassadenschmuck, baugeschichtlich und künstlerisch bedeutend | 09214186 |
| Weitere Bilder                          | Villa mit Nebengebäude und Einfriedung                                                                                            | Glacisstraße 9 (Karte)                                     | 1833/1839 (Villa), um 1865 (Nebengebäude)                                                                        | spätklassizistischer Bau der Biedermeierzeit, gestalterisch hervorgehoben durch Mittelrisalit, baugeschichtlich bedeutend, als Teil des Neustädter Grünrings von Thormeyer von städtebaulichem Wert | 09214187 |
| Weitere Bilder                          | Mietshaus in ehem. geschlossener Bebauung                                                                                         | Glacisstraße 20b (Karte)                                   | um 1900 (Mietshaus)                                                                                              | äußerst aufwendig gestaltetes historisierendes Wohngebäude aus der Gründerzeit und um 1900, dominiert von Erker, Balkonen usw., äußerst reicher Fassadenschmuck, vor allem der Deutschen Renaissance nachempfunden, baugeschichtlich und künstlerisch bedeutend | 09214598 |
| Weitere Bilder                          | Mietshaus in Ecklage und geschlossener Bebauung                                                                                   | Glacisstraße 24 (Karte)                                    | bezeichnet 1891–1892 (Mietshaus)                                                                                 | ursprüngliche Flurausstattung mit Stuckdekor, geätztem Glas, Malerei usw., aufwendig gestaltetes historisierendes Wohngebäude aus der Gründerzeit, dominiert von Risaliten, Vorlagen, Balkonen usw., reicher Fassadenschmuck, baugeschichtlich und künstlerisch bedeutend | 09214597 |
| Weitere Bilder                          | Mietshaus in Ecklage und geschlossene Bebauung                                                                                    | Glacisstraße 26 (Karte)                                    | 1891 (Mietshaus)                                                                                                 | aufwendig gestaltetes historisierendes Wohngebäude aus der Gründerzeit, dominiert von Erker und Kuppel an der Ecke, Risaliten, Vorlagen, Balkonen usw., reicher Fassadenschmuck, baugeschichtlich und künstlerisch bedeutend | 09214596 |
| Weitere Bilder                          | Goldene Brezel; Tonhalle; Kleines Haus                                                                                            | Glacisstraße 28 (Karte)                                    | 1865 (Theater)                                                                                                   | Gasthaus (ehem.), heute Theatergebäude mit zweiläufiger Treppenanlage und seitlichen Anbauten; innen modernisiert, als Architektur seiner Zeit baugeschichtlich und mit seinen wechselnden Funktionen ortsgeschichtlich bedeutend. Im 19. Jahrhundert Villa, 1816 wurde der Saal angebaut, heutiger Zuschauersaal, bis 1930 Gasthaus mit Ballsaal, danach Nutzung als Kirche, ab 1951 ausschließliche Nutzung als Spielstätte des Staatstheaters, 1977 ausgebaut, 2003 bis 2005 restauriert. | 09214599 |
| Weitere Bilder                          | IV. Bürgerschule; IV. Bezirksschule; IV. Grundschule; Heinrich-Schütz-Konservatorium                                              | Glacisstraße 30 (Karte)                                    | 1839 (Schule), um 1890 (Turnhalle)                                                                               | Schulgebäude mit Turnhalle; Dreiflügelanlage, bemerkenswerter spätklassizistischer Gebäudekomplex mit klar gegliederter Fassade und gequadertem Erdgeschoss, frei stehende Turnhalle mit Dreiecksgiebel über Haupteingang, baugeschichtlich bedeutend, zudem Teil des städtebaulich einzigartigen Grünrings, jetzt vom Heinrich-Schütz-Konservatorium genutzt. | 09214593 |
| Weitere Bilder                          | Doppelhaus mit Hintergebäude in offener Bebauung                                                                                  | Glacisstraße 32; 34 (Karte)                                | 1840 lt. Brandkasse (Doppelwohnhaus)                                                                             | bemerkenswertes spätklassizistisches Anwesen mit klar gegliederter Fassade, gequadertem Erdgeschoss und verziertem Traufgesims, heute als Bürogebäude (Nummer 34) und als Schulgebäude (Nummer 32) genutzt, baugeschichtlich und wohl auch künstlerisch bedeutend, zudem Teil des städtebaulich einzigartigen Grünrings, jetzt vom Heinrich-Schütz-Konservatorium genutzt. | 09214594 |
| Weitere Bilder                          | Doppelwohnhaus in offener Bebauung                                                                                                | Glacisstraße 36; 38 (Karte)                                | 1842 (Doppelwohnhaus)                                                                                            | bemerkenswertes spätklassizistisches Anwesen mit klar gegliederter Fassade, seltenes Beispiel des Rundbogenstils in Dresden, baugeschichtlich und wohl auch künstlerisch bedeutend, zudem Teil des städtebaulich einzigartigen Grünrings | 09214595 |
| Weitere Bilder                          | Doppelwohnhaus in offener Bebauung                                                                                                | Glacisstraße 40; 42 (Karte)                                | 1866 (Doppelwohnhaus)                                                                                            | spätklassizistisches Anwesen mit klar gegliederter Fassade, baugeschichtlich bedeutend, zudem Teil des städtebaulich einzigartigen Grünrings | 09214600 |
| Weitere Bilder                          | Zur Goldenen Krone (ehem.) | Glacisstraße 44 (Karte)                                    | 1831 (Wohnhaus)                                                                                                  | Doppelwohnhaus in offener Bebauung; spätklassizistisches Anwesen mit klar gegliederter Fassade, genutetem Erdgeschoss und Traufgesims, ehem. Apotheke (Bautzner Straße 4), andere Hälfte heute als Gebäude der Inneren Mission genutzt (Glacisstraße 44), baugeschichtlich und wohl auch künstlerisch bedeutend, zudem Teil des städtebaulich einzigartigen Grünrings. | 09214396 |
| Weitere Bilder                          | Königsufer: Milchpavillon; Glockenspielpavillon (Einzeldenkmale zu ID-Nr. 09306037)                                               | Große Meißner Straße (Karte)                               | urspr. 1936 (Gartenpavillon), 1992, etwas verkleinerte Kopie (Gartenpavillon)                                    | Einzeldenkmal der Sachgesamtheit Königsufer: Aussichtspavillon; offener Rundpavillon mit Glockenspiel, abgetrepptem, weit vorkragenden Dach, Säulen und Unterbau, Teil der Neustädter Elbufergestaltung, Königsufer einzigartige Gestaltung des Flussufers einer Stadt, städtebaulich und landschaftsgestalterisch bedeutend | 09214334 |
| Weitere Bilder                          | Vogelsches Haus | Große Meißner Straße 15 (Karte)                            | um 1800 (westl. Gartenhaus), 1811–1814 (östl. Gartenhaus)                                                        | Zwei Gartenhäuser; aneinandergebaut, das östliche entstand 1811–1814 für den Dresdner Kunsttheoretiker und Zeichner Christian Leberecht Vogel, markanter klassizistischer Bau, das westliche, früher erbaute Gartenhaus mit Mansarddach und Gaupenreihen, baugeschichtlich und personengeschichtlich sowie künstlerisch bedeutend, errichtet nach Plänen von Christian Friedrich Schuricht, Umbau 1936 durch Paul Wolf, Rekonstruktion 1984/85. | 09218743 |
| Weitere Bilder                          | Hotel Bellevue; Gervesches Haus; Kollegienhaus; Königliche Kanzlei                                                                | Große Meißner Straße 15 (Karte)                            | um 1690 (Wohnhaus); 1982–1985 (Hotel)                                                                            | Ehem. Wohn- und Brauhausgebäude, dazu der elbseitige Garten; ersteres barocke Anlage einschl. der Erweiterungen zum Regierungsgebäude (genannt „die Regierung“), aus mehreren, sich um zwei Innenhöfe gruppierenden Bauten, mit straßenseitigem Vordergebäude, mittlerem Querhaus, westlichem Seitenflügel zwischen Vorder- und Querhaus, sowie zwei Seitenflügeln zwischen mittlerem und elbseitigem Querhaus (1723–1727), östlichem Seitenflügel zwischen Vorderhaus und mittlerem Querhaus (1733–1734) und elbseitigem Querhaus (um 1984), wohl das bedeutendste der wenigen noch erhaltenen barocken Bürgerhäuser Dresdens, von singulärer Bedeutung, zudem baugeschichtlich, künstlerisch, landesgeschichtlich und stadtentwicklungsgeschichtlich besonders wertvoll. | 09214190 |
| Weitere Bilder                          | Blockhaus | Große Meißner Straße 19 (Karte)                            | 1732–1739 (Wachhaus)                                                                                             | Ehemaliges Wachgebäude; quadratischer, anderthalbgeschossiger Barockbau mit Pilastergliederung, Nutung, charakteristischen Rundbogenöffnungen, neben Nutzung als Wachgebäude, Kriegsministerium usw., baugeschichtlich, künstlerisch, militärgeschichtlich und städtebaulich bedeutend, zudem singulär. Blockhaus, Neustädter Wache, errichtet nach Plänen von Zacharias Longuelune, urspr. eine Kontroll- und Zollstation, 1945 zerstört und 1980 als Restaurant und Veranstaltungsort wiedereröffnet. | 09214189 |
|                                         | Villa mit Hintergebäude und Einfriedung                                                                                           | Hainstraße 2 (Karte)                                       | um 1895 (Villa)                                                                                                  | markanter historisierender Bau im Stil der Deutschen Renaissance, belebt von Standerkern, Volutengiebeln, Eckbetonung usw., vor allem baugeschichtlich bedeutend | 09214191 |
| Weitere Bilder                          | Bahnhof Dresden-Neustadt | Hansastraße 2 (Karte)                                      | 1898–1901 (Personenbahnhof), 1899–1901 (Bahnbetriebswerk)                                                        | Bahnhof, Seitenwände der Eisenbahnbrücke Hansastraße, Theodor Kunz-Relief (Schlesischer Platz 1, Hansastraße 2) und Bahnbetriebswerk/Lokeinsatzstelle mit Lokschuppen, zwei Wasserkränen; architektonisch bemerkenswerter Bahnhof um 1900, baugeschichtlich, künstlerisch, ortsgeschichtlich und verkehrsgeschichtlich bedeutend. | 09214582 |
|                                         | Reichsbahnamt | Hansastraße 4 (Karte)                                      | um 1900 (Verwaltungsgebäude)                                                                                     | Verwaltungsgebäude und Einfriedung; Bahnamt der Deutschen Reichsbahn, heute Deutsche Bahn AG, äußerst markanter historisierender Klinkerbau seiner Zeit, baugeschichtlich bedeutend, bildet zudem städtebaulich auffällige Baugruppe mit der Hansastraße 6 und dem Neustädter Bahnhof. | 09215004 |
|                                         | Reichsbahnamt | Hansastraße 6 (Karte)                                      | um 1900 (Verwaltungsgebäude)                                                                                     | Verwaltungsgebäude und Einfriedung; Bahnamt der Deutschen Reichsbahn, heute Deutsche Bahn AG, äußerst markanter historisierender Klinkerbau seiner Zeit, baugeschichtlich bedeutend, bildet zudem städtebaulich auffällige Baugruppe mit der Hansastraße 4 und dem Neustädter Bahnhof | 09215308 |
| Weitere Bilder                          | Sachgesamtheit Neustädter Markt und Hauptstraße mit zahlreichen Einzeldenkmalen                                                   | Hauptstraße (Karte)                                        | ab 1686 (Straße), 1732 (Lindenallee), 1974–1979 (Marktplatz)                                                     | Sachgesamtheit Neustädter Markt und Hauptstraße (ehem. Fußgängerboulevard Straße der Befreiung); Platz- und Straßenanlage mit Häuserzeilen als Platzwänden, Grünanlagen, Kleinarchitekturen, Denkmal und Mobiliar, darin einbezogen die Hauptstraße einschließlich Sichtachse bis zum Blockhaus als Teil der einheitlichen städtebaulichen Planung Wolf Caspar von Klengels (1630-1691) für die Innere Neustadt, die ursprünglich aus drei Achsen und verbindenden Radialstraßen bestand. | 09307155 |
| Weitere Bilder                          | Neustädter Markt und Hauptstraße (Sachgesamtheit): acht Figuren und zwei Vasen (Einzeldenkmale zu ID-Nr. 09307155)                | Hauptstraße (Karte)                                        | 3. Drittel 18. Jh. (Statue)                                                                                      | Einzeldenkmale der Sachgesamtheit Hauptstraße: acht Figuren (derzeit im Lapidarium Zionskirche untergestellt, 02.03.2017) und zwei Vasen; die kunsthistorisch bedeutsamen barocken Figuren befanden sich ursprünglich im Zwinger und wurden im Zusammenhang mit der Neugestaltung aus DDR-Zeiten hierher versetzt, künstlerisch und kunsthistorisch bedeutend. | 09214192 |
| Direkt Bild zu diesem Denkmal hochladen | Kellergewölbe des Neustädter Rathauses (Einzeldenkmal zu ID-Nr. 09307155)                                                         | Hauptstraße 1 (Karte)                                      | 1750–1754 (Kelleranlagen)                                                                                        | mehrjochige Anlage mit Tonnengewölben aus Sandsteinquadermauerwerk, baugeschichtlich und ortsgeschichtlich bedeutend zudem singulär (als ältestes erhaltenes Bauteil eines Dresdner Rathauses). Fragmente Trümmerbergung und Kellergewölbe des Neustädter Rathauses, nach Plänen von Johann Gottfried Fehre und Johann Christoph Knöffel errichtet, 1945 durch die Luftangriffe auf Dresden zerstört, 1950 gesprengt und danach oberirdisch abgetragen. | 09216935 |
| Direkt Bild zu diesem Denkmal hochladen | Fragment aus der Trümmerbergung, Portal (Einzeldenkmal zu ID-Nr. 09307155)                                                        | Hauptstraße 1 (Karte)                                      | 17./18. Jh. (Portal)                                                                                             | baugeschichtlich und künstlerisch bedeutend | 09214291 |
| Weitere Bilder                          | Fragment aus der Trümmerbergung, Schlussstein (Einzeldenkmal zu ID-Nr. 09307155)                                                  | Hauptstraße 5a (Karte)                                     | 17./18. Jh. (Schlussstein)                                                                                       | baugeschichtlich und künstlerisch bedeutend | 09306024 |
| Weitere Bilder                          | Wohnhaus in geschlossener Bebauung (Einzeldenkmal zu ID-Nr. 09307155)                                                             | Hauptstraße 9 (Karte)                                      | um 1810 (Wohnhaus), bezeichnet 1898 (Gedenktafel)                                                                | Wohnhaus in geschlossener Bebauung, Gedenktafel für Ernst Traugott Fischer; barockes Bürgerhaus mit axiale Fassadengliederung, dabei Mitte gestalterisch mit Portal und Fensterbedachungen hervorgehoben, baugeschichtlich bedeutend, zudem als erhaltener Teil der »Neuen Stadt bey Dresden«, einer bedeutsamen städtebaulichen Planung ab 1686, städtebaulich von Belang. | 09214194 |
| Weitere Bilder                          | Lynarsches Palais (Einzeldenkmal zu ID-Nr. 09307155)                                                                              | Hauptstraße 11 (Karte)                                     | um 1810 (Wohnhaus)                                                                                               | Palais der Adelsfamilie Lynar, Wohnhaus in geschlossener Bebauung; im Kern barockes, klassizistisch überformtes Bürgerhaus, axiale Fassadengliederung, Mitte gestalterisch hervorgehoben, baugeschichtlich bedeutend, zudem als erhaltener Teil der »Neuen Stadt bey Dresden«, einer bedeutsamen städtebaulichen Planung ab 1686, städtebaulich von Belang | 09214195 |
| Weitere Bilder                          | Kügelgenhaus (Einzeldenkmal zu ID-Nr. 09307155)                                                                                   | Hauptstraße 13 (Karte)                                     | 1712 und später (Wohnhaus)                                                                                       | Wohnhaus in geschlossener Bebauung; ab 1808 Wohnstätte des bekannten Porträt- und Historienmalers Gerhard von Kügelgen (1772–1820), im Inneren bemalte Balkenzugdecke aus dem späten 17. Jahrhundert, barockes Bürgerhaus mit axialer Fassadengliederung, dabei Mitte gestalterisch mit Portal und Fensterbedachungen hervorgehoben, personengeschichtlich und baugeschichtlich bedeutend, zudem als erhaltener Teil der »Neuen Stadt bey Dresden«, einer bedeutsamen städtebaulichen Planung ab 1686, städtebaulich von Belang. Errichtet nach Plänen von Michael Burger, Wohnung von Gerhard von Kügelgen, der hier einen Salon unterhielt, beherbergt heute das Museum der Dresdner Romantik. | 09214196 |
| Weitere Bilder                          | Wohnhaus in geschlossener Bebauung (Einzeldenkmal zu ID-Nr. 09307155)                                                             | Hauptstraße 15 (Karte)                                     | 2. Viertel 18. Jh. (Wohnhaus)                                                                                    | barockes Bürgerhaus mit axiale Fassadengliederung, dabei Mitte gestalterisch mit Portal hervorgehoben, Obergeschosse durch Lisenengliederung zusammengefasst, baugeschichtlich bedeutend, zudem als erhaltener Teil der »Neuen Stadt bey Dresden«, einer bedeutsamen städtebaulichen Planung ab 1686, städtebaulich von Belang | 09214197 |
| Weitere Bilder                          | Thomae-Haus; Thomae-Pavillon | Hauptstraße 17 (Einzeldenkmal zu ID-Nr. 09307155) (Karte)  | nach 1713 (Wohnhaus), nach 1713 (Gartenpavillon)                                                                 | Wohnhaus mit Gartenanlage und kleinem Pavillon (sog. Thomae-Pavillon) in geschlossener Bebauung; barockes Anwesen, weitgehend ursprünglich, baugeschichtlich und künstlerisch bedeutend, als eines der wenigen erhaltenen Dresdner Bürgerhäuser aus dem 18. Jahrhundert stadtentwicklungsgeschichtlich von Belang sowie mit Seltenheitswert. Wohnhaus von Johann Benjamin Thomae und seinem Schwiegersohn Johann Gottfried Knöffler, vermutlich nach Plänen von Matthäus Daniel Pöppelmann errichtet, Ausbau vermutlich im 19. Jahrhundert, 1978 rekonstruiert, nach Plänen von Thomae errichteter Pavillon im Barockgarten hinterm Haus in den 1990er Jahren instand gesetzt, Luna-Büste von Thomae am Pavillon, heute eine Kopie aus Carrara-Marmor. | 09214198 |
| Weitere Bilder                          | Wohnhaus in geschlossener Bebauung                                                                                                | Hauptstraße 19 (Einzeldenkmal zu ID-Nr. 09307155) (Karte)  | 1720–1725 (Wohnhaus)                                                                                             | barockes Bürgerhaus mit axiale Fassadengliederung, dabei Mitte gestalterisch mit Portal und großem Ornament unter der Traufe hervorgehoben, baugeschichtlich bedeutend, zudem als erhaltener Teil der »Neuen Stadt bey Dresden«, einer bedeutsamen städtebaulichen Planung ab 1686, städtebaulich von Belang. Vorderhaus zum Societaetstheater, 1979 rekonstruiert, das „1980 [mit Ausnahme der Türflügel] nicht mehr im originalen Zustand erhalten[e] Erdgeschoss wurde lediglich in einem dem 18. Jahrhundert angenäherten Zustand wiederhergestellt“. | 09214199 |
|                                         | Verlagsgebäude und Plastik eines Kavaliers (Einzeldenkmal zu ID-Nr. 09307155)                                                     | Hauptstraße 21 (Karte)                                     | 1961–1962 (Verlagshaus), um 1750 (Bauplastik)                                                                    | Bau charakteristisches Beispiel für die traditionelle Architektur der Zeit nach dem Zweiten Weltkrieg mit rechteckiger Kubatur, Lochfassade und Walmdach, an der Rückseite gestalterisch auffälliges Treppenhaus, vor allem baugeschichtlich bedeutend, Figur als Fragment aus der Trümmerbergung an Fassade angebracht, künstlerisch und kunsthistorisch bedeutend, ehem. Redaktionsgebäude der Dresdner Neueste Nachrichten. | 09214200 |
| Weitere Bilder                          | Dreikönigskirche | Hauptstraße 23 (Karte)                                     | bezeichnet 1712 (Kirche), 1732–1739 (Kirche), bezeichnet 1754 (Barockengel), um 1500 (Tafelbilder), 1993 (Orgel) | Kirche mit Ausstattung: Rechteckbau mit Mansarddach und einbezogenem Westturm, Wandgliederung durch gekuppelte Pilaster und hohe durchlaufende Fenster, an der westlichen Schmalseite hochbarockes Sandsteinportal vom Vorgängerbau, innen prachtvoller Sandsteinaltar von 1738; bedeutendes Zeugnis barocker Kirchenbaukunst, baugeschichtlich, künstlerisch, kirchen- und ortsgeschichtlich, städtebaulich und stadtentwicklungsgeschichtlich bedeutend, zudem singulär. Dreikönigskirche, errichtet nach Plänen von Matthäus Daniel Pöppelmann (1662–1736), 1945 ausgebrannt, 1984–1991 wiederaufgebaut, im Inneren Dresdner Totentanz von Christoph Walther I. | 09214193 |
|                                         | Repräsentatives gründerzeitliches Wohn- und Geschäftshaus                                                                         | Hauptstraße 36 (Karte)                                     | um 1900 (Wohn- und Geschäftshaus)                                                                                | Historismusbau mit aufwendiger Fassadengestaltung, zwei Seitenrisalite, Beletage durch Balkon betont, baugeschichtlich, künstlerisch und stadtentwicklungsgeschichtlich bedeutend | 09214201 |
| Weitere Bilder                          | Der Löwe: Restaurant mit Windfang und Innenausstattung (Einzeldenkmal zu ID-Nr. 09307155)                                         | Hauptstraße 48 (Karte)                                     | 1986-1988 (Restaurant); 1986–1988 (Büste); 1986–1988 (Statue)                                                    | gestalterisch singuläre Lokalität aus der Spätphase der DDR mit Seltenheitswert, mit Arbeiten des bekannten Dresdner Bildhauers Peter Makolies künstlerisch bedeutend Das heutige Restaurant »Der Löwe« wurde als Tagesbar »Löwe« 1988 fertiggestellt. Seitdem hat es sich unverfälscht erhalten. Zur bemerkenswerten Ausstattung des Lokals gehören ein markanter Windfang sowie ein mehrteiliger Gastraum über einem eigenwilligen Grundriss mit Bartresen, Sitzgruppen, Treppen, Sandsteinmauern und -wänden, einer individuellen Deckengestaltung und als gestalterischer Höhepunkt figürliche Arbeiten des Bildhauers Peter Makolies: ein weiblicher Akt und zwei männliche Köpfe, ebenfalls aus Sandstein. Hinzu kommen in die Decke eingearbeitete Lampen, Hocker und der ebenfalls aus der Entstehungszeit stammende Fußboden. Die »Sitzlandschaft« im Gastraum, gebildet durch ineinander verschränkte Sitzgruppen und unterschiedlichen Höhenniveaus erzeugen eine spannungsreiche Raumordnung. Sie werden von einer Symmetrie zusammengehalten, in dessen Mitte der erwähnte weibliche Akt steht. Der Entwurf für die Gesamtheit des Lokals stammt vom Architekten Wolfgang Löser und der Architektin Christa Steinbrück. Das Mobiliar wurde als Sonderanfertigung vom VEB Deutsche Werkstätten Hellerau geschaffen. Beim Restaurant »Der Löwe« handelt es sich um eine gestalterisch singuläre Innenraumausstattung aus der Spätphase der DDR mit Seltenheitswert. In Dresden und darüber hinaus ist nach dem derzeitigen Wissenstand kein vergleichbares Objekt bekannt. Hinzu kommt die Unversehrtheit des Windfangs und des Interieurs. Neben dem Zeugniswert für eine Innenraumausstattung der späten DDR ist der Lokalausstattung auch ein künstlerischer Wert beizumessen. So stammt die plastische Dekoration von dem namhaften Dresdner Künstler Makolies. | 09306878 |
|                                         | Wohnhaus in halboffener Bebauung                                                                                                  | Heinrichstraße 1 (Karte)                                   | 1740 (Wohnhaus)                                                                                                  | barockes Bürgerhaus mit Innenhof, axiale Fassadengliederung, dabei Mitte gestalterisch mit Portal und aufwendigen Fensterbedachungen hervorgehoben, baugeschichtlich bedeutend, zudem als erhaltener Teil der »Neuen Stadt bey Dresden«, einer bedeutsamen städtebaulichen Planung ab 1686, städtebaulich von Belang | 09218548 |
|                                         | Wohnhaus in geschlossener Bebauung                                                                                                | Heinrichstraße 3 (Karte)                                   | 1. Hälfte 18. Jh. (Wohnhaus)                                                                                     | wohl barockes Bürgerhaus, axiale Fassadengliederung, baugeschichtlich bedeutend, zudem als erhaltener Teil der „Neuen Stadt bey Dresden“, einer bedeutsamen städtebaulichen Planung ab 1686, städtebaulich von Belang | 09214202 |
|                                         | Wohnhäuser in Ecklage und geschlossener Bebauung                                                                                  | Heinrichstraße 5 (Karte)                                   | 2. Hälfte 18. Jh. (Wohnhaus)                                                                                     | zwei zu einer Adresse zusammengefasst Gebäude, markantes Ensemble innerhalb des stadtentwicklungsgeschichtlich unverwechselbaren Areals zwischen Hauptstraße, Heinrichstraße, Königstraße und An der Dreikönigskirche, letztes vor allem von barocker Bebauung dominiertes Wohnquartier in Dresden, Gebäude zudem bauliche Zeugnisse der Architektur vom ausgehenden 18. bis ins 19. Jahrhundert, charakteristisch das Krüppelwalmdach des kleineren und die streng axial gestaltete Fassade des größeren Hauses, durch Geschlossenheit der Straßenzüge besonders anschauliche Wirkung, Häuser stadtentwicklungsgeschichtlich, städtebaulich und baugeschichtlich bedeutend | 09214203 |
| Weitere Bilder                          | Hotel Stadt Leipzig | Heinrichstraße 7 (Karte)                                   | 1706/1707 Dendro (Deckenbalken), 1837 (Hotel)                                                                    | Hotel (Heinrichstraße 7 und Rähnitzgasse 15); repräsentativer Neorenaissancebau an der Ecke Heinrichstraße/Rähnitzgasse, breitgelagerte zwanzigachsige Hauptfassade, Erdgeschoss gestalterisch abgesetzt, ansonsten Fenstereinfassungen und Traufgesims als Schmuck, gilt als das älteste in Dresden erhaltene Hotelgebäude, baugeschichtlich, künstlerisch und ortsgeschichtlich bedeutend | 09214204 |
| Weitere Bilder                          | Hotel Sachsenhof | Heinrichstraße 9 (Karte)                                   | 17. Jahrhundert (Hotel)                                                                                          | Hotel; markanter zweigeschossiger Bau, einer der ältesten im Quartier, baugeschichtlich bedeutend, zudem als erhaltener Teil der »Neuen Stadt bey Dresden«, einer bedeutsamen städtebaulichen Planung ab 1686, städtebaulich von Belang | 09214205 |
|                                         | Wohnhaus in geschlossener Bebauung                                                                                                | Heinrichstraße 10 (Karte)                                  | 18. Jh. (Wohnhaus)                                                                                               | ursprünglich wohl dreigeschossiges barockes Bürgerhaus, als erhaltener Teil der „Neuen Stadt bey Dresden“, einer bedeutsamen städtebaulichen Planung ab 1686, städtebaulich von Belang | 09214285 |
| Weitere Bilder                          | Königstraße (Sachgesamtheit): Kohlsches Haus (ehem.) (Einzeldenkmal zu ID-Nr. 09214213)                                           | Heinrichstraße 16 (Karte)                                  | bezeichnet 1733 (Wohnhaus)                                                                                       | Einzeldenkmal der Sachgesamtheit Königstraße: Wohnhaus in Ecklage und geschlossener Bebauung; äußerst repräsentatives und gestalterisch auffälliges Bürgerhaus aus dem 18. und frühen 19. Jahrhundert, zudem Teil des architektonisch und städtebaulich bedeutsamen Ensembles der Königstraße. | 09214207 |
|                                         | Schwanenvilla der Diakonissenanstalt Dresden                                                                                      | Holzhofgasse 8; 10 (Karte)                                 | 1826 (Villa) | Villa mit Einfriedung; heute Geriatrie des Diakonissenkrankenhauses, weitgehend ein Wiederaufbau, eines der bedeutsamsten Bauten des Klassizismus in Dresden und ein Werk Woldemar Hermanns (1807–1878), einer der lokalen Begründer dieses Stils, vor allem baugeschichtlich bedeutend | 09215499 |
| Weitere Bilder                          | Wohnhaus in Ecklage und geschlossene Bebauung                                                                                     | Holzhofgasse 9 (Karte)                                     | 1860er Jahre (Wohnhaus)                                                                                          | mit Dreiecksgiebel über dem Eingang noch spätklassizistisch geprägter Bau des Historismus im 19. Jahrhundert, baugeschichtlich bedeutend, zudem als Teil eines weitgehend geschlossen erhalten Quartiers dieser Zeit stadtentwicklungsgeschichtlich von Belang | 09215500 |
| Weitere Bilder                          | Mietshaus in geschlossener Bebauung                                                                                               | Holzhofgasse 11 (Karte)                                    | bezeichnet 1888 (Mietshaus)                                                                                      | markanter Bau des Historismus im 19. Jahrhundert, baugeschichtlich bedeutend, zudem als Teil eines weitgehend geschlossen erhalten Quartiers dieser Zeit stadtentwicklungsgeschichtlich von Belang | 09215501 |
|                                         | Mietshaus in geschlossener Bebauung                                                                                               | Holzhofgasse 13 (Karte)                                    | um 1890 (Mietshaus)                                                                                              | markanter Bau des Historismus im späten 19. Jahrhundert mit charakteristischer Klinker-Sandstein-Fassade, baugeschichtlich bedeutend, zudem als Teil eines weitgehend geschlossen erhalten Quartiers in etwa dieser Zeit stadtentwicklungsgeschichtlich von Belang | 09215502 |
|                                         | Wohnhaus in halboffener Bebauung                                                                                                  | Holzhofgasse 15 (Karte)                                    | 18. Jh. (Wohnhaus)                                                                                               | zweigeschossiger Bau, mit großer Wahrscheinlichkeit aus dem 18. Jahrhundert stammend, wegen seines hohen Alters vor allem ortsgeschichtlich bedeutend | 09215503 |
|                                         | Mietshaus in halboffener Bebauung                                                                                                 | Holzhofgasse 19 (Karte)                                    | 1898/1899 (Mietshaus)                                                                                            | markanter Bau des Historismus im späten 19. Jahrhundert mit charakteristischer Klinker-Sandstein-Fassade, baugeschichtlich bedeutend, zudem als Teil eines weitgehend geschlossen erhalten Quartiers in etwa dieser Zeit stadtentwicklungsgeschichtlich von Belang | 09215504 |
|                                         | Wohnhaus in geschlossener Bebauung                                                                                                | Holzhofgasse 21 (Karte)                                    | um 1925 (Wohnhaus)                                                                                               | charakteristischer Bau der 1920er Jahre mit belebenden Klinkerelementen, baugeschichtlich von Belang | 09215505 |
| Weitere Bilder                          | Diakonissenanstalt Dresden | Holzhofgasse 27; 29 (Karte)                                | 1890–1893, bezeichnet 1893 (MCCCLXXXXIII)                                                                        | Krankenhausgebäude mit rückwärtigen Flügelanbauten und Einfriedung; langgestreckter historisierender Bau, charakteristisches Beispiel für eine Heilanstalt des ausgehenden 19. Jahrhunderts, baugeschichtlich und sozialgeschichtlich bedeutend | 09215506 |
|                                         | Mietshaus mit Einfriedung in Ecklage                                                                                              | Hospitalstraße 3 (Karte)                                   | 1903 (Mietshaus)                                                                                                 | Mietshaus mit Einfriedung in Ecklage und geschlossener Bebauung; exemplarischer Jugendstilbau der sachlichen Phase, wohltuend die sparsame Verwendung und disziplinierte Anordnung des Ornaments, baugeschichtlich und künstlerisch bedeutend | 09214208 |
|                                         | Doppelwohnhaus mit Einfriedung in offener Bebauung                                                                                | Hospitalstraße 4; 6 (Karte)                                | 1860 (Doppelwohnhaus)                                                                                            | mit Anklängen an italienische Renaissance, früher Historismusbau, baugeschichtlich bedeutend, im Zusammenhang mit Grünring städtebaulich und stadtentwicklungsgeschichtlich bedeutend | 09214209 |
| Weitere Bilder                          | Amtsgericht; Kommandantur; Justizministerium                                                                                      | Hospitalstraße 7 (Karte)                                   | 1894 (Gericht)                                                                                                   | Ehemaliges Amtsgericht; heute Justizministerium, repräsentatives öffentliches Gebäude der deutschen Kaiserzeit, mit aufwendiger historisierender Fassade, der Mittelrisalit dabei hervorgehoben, große Teile der originalen Innenausstattung erhalten, baugeschichtlich, künstlerisch und ortsgeschichtlich bedeutend, errichtet nach Plänen von Max Isidor Krause, ehem. Königliches Amtsgericht, 1995/96 saniert. | 09214210 |
|                                         | Mietvilla mit Einfriedung | Hospitalstraße 12 (Karte)                                  | 1863–1864 (Mietvilla)                                                                                            | markantes historisierendes Wohngebäude aus der Vorgründerzeit, dominiert von Mittelrisalit und Balkonen, auffälliger, akzentuierender Fassadenschmuck, baugeschichtlich bedeutend, im Zusammenhang mit dem Grünring, einer städtebaulichen Planung mit offener Bebauung, die maßgeblich auf den Architekten Thormeyer zurückgeht, städtebaulich und stadtentwicklungsgeschichtlich von Wert | 09214211 |
| Weitere Bilder                          | Doppelmietshaus mit Einfriedung in offener Bebauung                                                                               | Hospitalstraße 13; 15 (Karte)                              | 1899 (Doppelmietshaus)                                                                                           | äußerst aufwendig gestaltetes historisierendes Wohngebäude um 1900, dominiert von Erkern, Balkonen, Giebeln, Säulen usw., äußerst reicher Fassadenschmuck, vor allem der Deutschen Renaissance nachempfunden, baugeschichtlich und künstlerisch bedeutend | 09214212 |
| Weitere Bilder                          | Mietshaus in Ecklage und geschlossener Bebauung                                                                                   | Hoyerswerdaer Straße 25 (Karte)                            | 1874 (Mietshaus)                                                                                                 | mit Läden, aufwendig gestaltetes historisierendes Wohngebäude aus der Gründerzeit, dominiert von Erker und Vorlagen an der Ecke, aufwändiger, detailreicher Fassadenschmuck, zudem Teil eines zusammenhängend erhaltenen Straßenzuges seiner Zeit, baugeschichtlich und künstlerisch bedeutend | 09214695 |
| Weitere Bilder                          | Mietshaus mit Läden in Ecklage und geschlossener Bebauung                                                                         | Hoyerswerdaer Straße 26 (Karte)                            | 1877 (Mietshaus)                                                                                                 | aufwendig gestaltetes historisierendes Wohngebäude aus der Gründerzeit, dominiert von halbrund vorkragenden Loggien an der Ecke, die dem Bau ein unverwechselbares Erscheinungsbild geben, Schmuck- und Gliederungselemente der Renaissance (ädikulaartige Einfassung von Fenstern) und des Klassizismus (strenge Reihung von Dreiecksgiebeln), baugeschichtlich und künstlerisch bedeutend, zudem Teil eines weitgehend geschlossen erhaltenen Straßenzuges seiner Zeit, stadtentwicklungsgeschichtlich von Belang | 09214696 |
| Weitere Bilder                          | Mietshaus in geschlossener Bebauung                                                                                               | Hoyerswerdaer Straße 27 (Karte)                            | 1875 (Mietshaus)                                                                                                 | aufwendig gestaltetes historisierendes Wohngebäude aus der Gründerzeit, dominiert von einem mittigen Erker, aufwändiger, detailreicher Fassadenschmuck, zudem Teil eines zusammenhängend erhaltenen Straßenzuges seiner Zeit, baugeschichtlich und künstlerisch bedeutend | 09214697 |
| Weitere Bilder                          | Mietshaus in geschlossener Bebauung                                                                                               | Hoyerswerdaer Straße 28 (Karte)                            | 1876 (Mietshaus)                                                                                                 | mit Laden, Teil eines zusammenhängend erhaltenen Straßenzuges seiner Zeit, stadtentwicklungsgeschichtlich bedeutend | 09214699 |
| Weitere Bilder                          | Mietshaus mit Läden in geschlossener Bebauung                                                                                     | Hoyerswerdaer Straße 29 (Karte)                            | 1876 (Mietshaus)                                                                                                 | aufwendig gestaltetes historisierendes Wohngebäude aus der Gründerzeit, dominiert von einem mittigen Erker, aufwändiger, detailreicher Fassadenschmuck, zudem Teil eines zusammenhängend erhaltenen Straßenzuges seiner Zeit, baugeschichtlich und künstlerisch bedeutend | 09214698 |
| Weitere Bilder                          | Mietshaus in geschlossener Bebauung                                                                                               | Hoyerswerdaer Straße 30 (Karte)                            | 1874 (Mietshaus)                                                                                                 | mit Laden, markantes historisierendes Wohngebäude aus der Gründerzeit, mittig angeordnete Vorlage, hier auch der Eingang, detailreicher Fassadenschmuck, zudem Teil eines zusammenhängend erhaltenen Straßenzuges seiner Zeit, baugeschichtlich und stadtentwicklungsgeschichtlich bedeutend | 09214700 |
| Weitere Bilder                          | Mietshaus in geschlossener Bebauung                                                                                               | Hoyerswerdaer Straße 31 (Karte)                            | 1876 (Mietshaus)                                                                                                 | mit Laden, markantes historisierendes Wohngebäude aus der Gründerzeit, mittig angeordnete Vorlage, der Eingang seitlich, äußerst detailreicher Fassadenschmuck, zudem Teil eines zusammenhängend erhaltenen Straßenzuges seiner Zeit, baugeschichtlich und künstlerisch bedeutend | 09214701 |
| Weitere Bilder                          | Mietshaus in geschlossener Bebauung                                                                                               | Hoyerswerdaer Straße 32 (Karte)                            | 1876 (Mietshaus)                                                                                                 | aufwendig gestaltetes historisierendes Wohngebäude aus der Gründerzeit, dominiert von einem mittigen Erker und flankierenden Vorlagen, aufwändiger, detailreicher Fassadenschmuck, zudem Teil eines zusammenhängend erhaltenen Straßenzuges seiner Zeit, baugeschichtlich und künstlerisch bedeutend | 09214702 |
| Weitere Bilder                          | Mietshaus in geschlossener Bebauung                                                                                               | Hoyerswerdaer Straße 33 (Karte)                            | 1874 (Mietshaus)                                                                                                 | aufwendig gestaltetes historisierendes Wohngebäude aus der Gründerzeit, der äußerst detailreiche Schmuck verteilt sich flächig über die gesamte Fassade (im Sinne eines „horror vacui“), spätklassizistische geprägt, baugeschichtlich und künstlerisch bedeutend, zudem Teil eines weitgehend geschlossen erhaltenen Straßenzuges seiner Zeit, stadtentwicklungsgeschichtlich von Belang | 09214703 |
| Weitere Bilder                          | Mietshaus mit Laden in geschlossener Bebauung                                                                                     | Hoyerswerdaer Straße 34 (Karte)                            | 1876 (Mietshaus)                                                                                                 | aufwendig gestaltetes historisierendes Wohngebäude aus der Gründerzeit, dominiert von Vorlage zwischen erstem und zweitem Obergeschoss, hier konzentriert sich detailreiche Schmuck, spätklassizistische geprägt, baugeschichtlich und künstlerisch bedeutend, zudem Teil eines weitgehend geschlossen erhaltenen Straßenzuges seiner Zeit, stadtentwicklungsgeschichtlich von Belang | 09214704 |
| Weitere Bilder                          | Mietshaus in geschlossener Bebauung                                                                                               | Hoyerswerdaer Straße 35 (Karte)                            | 1877 (Mietshaus)                                                                                                 | aufwendig gestaltetes historisierendes Wohngebäude aus der Gründerzeit, dominiert von Erker zwischen erstem und zweitem Obergeschoss, Mittelachse und erstes Obergeschoss als Beletage am aufwendigsten gestaltet, Schmuck- und Gliederungselemente nach Etage mehr oder weniger aufwendig, dadurch Ausgewogenheit der Fassade, baugeschichtlich und künstlerisch bedeutend, zudem Teil eines weitgehend geschlossen erhaltenen Straßenzuges seiner Zeit, stadtentwicklungsgeschichtlich von Belang | 09214705 |
| Weitere Bilder                          | Mietshaus in geschlossener Bebauung                                                                                               | Hoyerswerdaer Straße 37 (Karte)                            | 1874 (Mietshaus)                                                                                                 | (mit Gaststätte), markantes historisierendes Wohngebäude aus der Gründerzeit, dominiert von einem mittigen Erker, zudem Teil eines zusammenhängend erhaltenen Straßenzuges seiner Zeit, baugeschichtlich und stadtentwicklungsgeschichtlich bedeutend | 09214706 |
| Weitere Bilder                          | Mietshaus in geschlossener Bebauung                                                                                               | Hoyerswerdaer Straße 38 (Karte)                            | 1875 (Mietshaus)                                                                                                 | mit Läden, markantes historisierendes Wohngebäude aus der Gründerzeit, dominiert von mittigen Balkonen und Vorlagen, auffälliger Fassadenschmuck, zudem Teil eines zusammenhängend erhaltenen Straßenzuges seiner Zeit, baugeschichtlich und stadtentwicklungsgeschichtlich bedeutend | 09214707 |
| Weitere Bilder                          | Mietshaus in Ecklage und geschlossener Bebauung                                                                                   | Hoyerswerdaer Straße 39 (Karte)                            | bezeichnet 1910 (Mietshaus)                                                                                      | mit Ladenzone, beeindruckendes Beispiel der Reformarchitektur in Dresden zwischen Versachlichung mit historisierenden Elementen vor allem des Klassizismus und ausklingendem Jugendstil, Belebung der Fassaden durch Lisenengliederung, nach der Bautzner Straße dominierender Segmentbogengiebel, stilisierter Schmuck akzentuierend, als architektonisches Zeugnis seiner Zeit baugeschichtlich bedeutend, zudem künstlerisch von Belang | 09214708 |
| Weitere Bilder                          | Marienbrücke I – Straßenbrücke | Kleine Marienbrücke (Karte)                                | 1846–1852 (Straßenbrücke)                                                                                        | Straßenbrücke einschließlich Stützmauer zum Palaisgarten mit Geländer und einem Sitzplatz an der Ecke zum Palaisplatz; verkehrsgeschichtlich und baugeschichtlich sowie städtebaulich bedeutend. | 09213965 |
| Weitere Bilder                          | Sachgesamtheit Königstraße mit zahlreichen Einzeldenkmalen                                                                        | Königstraße 1; 2; 3; 5; 5a; 6; 7; 8; 9; 10; 12; 14 (Karte) | ab 1731 (Straße), ab 1731 (Allee)                                                                                | Sachgesamtheit Königstraße mit folgenden Einzeldenkmalen: den Häusern Königstraße 1 / Wallgäßchen 1 (ID-Nr. 09214214), Heinrichstraße 16 / Königstraße 2 (ID-Nr. 09214207), Königstraße 3 (ID-Nr. 09214216), Königstraße 5 (ID-Nr. 09214217), Königstraße 5a (ID-Nr. 09214324), Königstraße 6 (ID-Nr. 09214218), Königstraße 7 (ID-Nr. 09214219), Königstraße 9 (ID-Nr. 09214221), Königstraße 10 (ID-Nr. 09214222), Königstraße 12 (ID-Nr. 09214224), Palaisplatz 3 (ID-Nr. 09214273), Rähnitzgasse 25 (ID-Nr. 09214294) und Rähnitzgasse 27 (ID-Nr. 09214295), der Allee (als Gartendenkmal) sowie der Straße und den Häusern Königstraße 8, 14 (als Sachgesamtheitsteile); barocker Straßenzug mit Alleebepflanzung und einheitlich gestalteter Bebauung aus der 1. Hälfte des 18. Jahrhunderts zwischen Palaisplatz und Eingang Nieritzstraße, einzige weitestgehend ursprünglich erhaltene Achse der Neuen Königstadt, baugeschichtlich und städtebaulich bedeutend sowie singulär. | 09214213 |
|                                         | Königstraße (Sachgesamtheit): Der Strauß (ehem.) (Einzeldenkmal zu ID-Nr. 09214213)                                               | Königstraße 1 (Karte)                                      | bez. 1734 (Wohnhaus)                                                                                             | Einzeldenkmal der Sachgesamtheit Königstraße: Wohnhaus in Ecklage und geschlossener Bebauung; symmetrische Fassadengliederung, Mittelachse durch Torbogen und figuralen sowie ornamentalen Schmuck hervorgehoben, Teil der barocken Bebauung der Königstraße und eines der wenigen erhaltenen Bürgerhäuser Dresdens aus dem 18. Jahrhundert, von besonderer baugeschichtlicher und stadtentwicklungsgeschichtlicher Bedeutung sowie künstlerisch wertvoll. Errichtet nach Plänen von Michael Günther, Fassadendetail Strauß mit goldenem Hufeisen im Schnabel gab dem Gebäude seinen Namen. | 09214214 |
| Weitere Bilder                          | Königstraße (Sachgesamtheit): Kohlsches Haus (ehem.) (Einzeldenkmal zu ID-Nr. 09214213)                                           | Königstraße 2 (Karte)                                      | bezeichnet 1733 (Wohnhaus)                                                                                       | Einzeldenkmal der Sachgesamtheit Königstraße: Wohnhaus in Ecklage und geschlossener Bebauung; äußerst repräsentatives und gestalterisch auffälliges Bürgerhaus aus dem 18. und frühen 19. Jahrhundert, zudem Teil des architektonisch und städtebaulich bedeutsamen Ensembles der Königstraße | 09214207 |
| Weitere Bilder                          | Königstraße (Sachgesamtheit): Wohnhaus in Ecklage und geschlossener Bebauung (Einzeldenkmal zu ID-Nr. 09214213)                   | Königstraße 3 (Karte)                                      | 1732 (Wohnhaus)                                                                                                  | Einzeldenkmal der Sachgesamtheit Königstraße: Wohnhaus in Ecklage und geschlossener Bebauung; symmetrische Fassadengliederung, Mittelachse durch Torbogen und figuralen sowie ornamentalen Schmuck hervorgehoben, Teil der barocken Bebauung der Königstraße und eines der wenigen erhaltenen Bürgerhäuser Dresdens aus dem 18. Jahrhundert, von besonderer baugeschichtlicher und stadtentwicklungsgeschichtlicher Bedeutung sowie künstlerisch wertvoll. Errichtet nach Plänen von Johann Schob und George Bähr, 1737 im Besitz des Malers Carl Christian Reinow, Ausbau 1742, Sanierung 1992. | 09214216 |
| Weitere Bilder                          | Mietshaus in Ecklage und geschlossener Bebauung                                                                                   | Königstraße 4 (Karte)                                      | 1880/1890 (Mietshaus)                                                                                            | Mietshaus in Ecklage und geschlossener Bebauung, aufwendiger Historismusbau mit zeittypischen Gestaltungselementen, baugeschichtlich von Belang, als Bestandteil eines markanten und geschlossen überkommenen Dresdner Wohnquartiers aus dem 18. und 19. Jahrhundert zwischen König- und Hauptstraße zudem stadtentwicklungsgeschichtlich bedeutend. | 09214261 |
| Weitere Bilder                          | Königstraße (Sachgesamtheit): Wohnhaus in geschlossener Bebauung (Einzeldenkmal zu ID-Nr. 09214213)                               | Königstraße 5 (Karte)                                      | um 1737 (Wohnhaus)                                                                                               | Einzeldenkmal der Sachgesamtheit Königstraße: Wohnhaus in geschlossener Bebauung; symmetrische Fassadengliederung, Mittelachse durch Torbogen und figuralen sowie ornamentalen Schmuck hervorgehoben, Teil der barocken Bebauung der Königstraße und eines der wenigen erhaltenen Bürgerhäuser Dresdens aus dem 18. Jahrhundert, von besonderer baugeschichtlicher und stadtentwicklungsgeschichtlicher Bedeutung sowie künstlerisch wertvoll, nach Plänen von Martin Zumpe für Johann Christian Zschoch erbaut, 1742 im Besitz des Architekten Johann Christian Simon, Restaurierung 1990. | 09214217 |
| Weitere Bilder                          | Königstraße (Sachgesamtheit): Lippertsches Haus (ehem.) (Einzeldenkmal zu ID-Nr. 09214213)                                        | Königstraße 5a (Karte)                                     | 1733/1755 (1737)                                                                                                 | Einzeldenkmal der Sachgesamtheit Königstraße: Wohnhaus in Ecklage und geschlossener Bebauung; Bau mit Innenhof, symmetrische Fassadengliederung, Mittelachse durch Torbogen und ornamentalen Schmuck hervorgehoben, Teil der barocken Bebauung der Königstraße und eines der wenigen erhaltenen Bürgerhäuser Dresdens aus dem 18. Jahrhundert, von besonderer baugeschichtlicher und stadtentwicklungsgeschichtlicher Bedeutung sowie künstlerisch wertvoll. Ab 1776 im Besitz von Philipp Daniel Lippert (1702–1785), später Verlagsgebäude von Walter Hahn (1889–1969), heute Sitz des sächsischen Landesstudios des ZDF. | 09214324 |
| Weitere Bilder                          | Königstraße (Sachgesamtheit): Wohnhaus mit Hintergebäude in Ecklage und geschlossener Bebauung (Einzeldenkmal zu ID-Nr. 09214213) | Königstraße 6 (Karte)                                      | 1. Hälfte 18. Jh. (Wohnhaus)                                                                                     | Einzeldenkmal der Sachgesamtheit Königstraße: Wohnhaus mit Hintergebäude in Ecklage und geschlossener Bebauung; symmetrische Fassadengliederung, Mittelachse durch Torbogen und ornamentalen Schmuck hervorgehoben, Teil der barocken Bebauung der Königstraße und eines der wenigen erhaltenen Bürgerhäuser Dresdens aus dem 18. Jahrhundert, von besonderer baugeschichtlicher und stadtentwicklungsgeschichtlicher Bedeutung sowie künstlerisch wertvoll | 09214218 |
| Weitere Bilder                          | Königstraße (Sachgesamtheit): Haus Das Roß (ehem.) (Einzeldenkmal zu ID-Nr. 09214213)                                             | Königstraße 7 (Karte)                                      | 1766 (Wohnhaus)                                                                                                  | Einzeldenkmal der Sachgesamtheit Königstraße: Wohnhaus in geschlossener Bebauung; symmetrische Fassadengliederung, Mittelachse durch Torbogen und figuralen sowie ornamentalen Schmuck hervorgehoben, Teil der barocken Bebauung der Königstraße und eines der wenigen erhaltenen Bürgerhäuser Dresdens aus dem 18. Jahrhundert, von besonderer baugeschichtlicher und stadtentwicklungsgeschichtlicher Bedeutung sowie künstlerisch wertvoll. Errichtet nach Plänen von George Zumpe, Fertigstellung durch Christoph Junge, Name leitet sich aus dem Pferd in der Kartusche ab. | 09214219 |
| Weitere Bilder                          | Königstraße (Sachgesamtheit): Wohnhaus mit rückwärtigen Anbau (Einzeldenkmal zu ID-Nr. 09214213)                                  | Königstraße 9 (Karte)                                      | bezeichnet 1735 (Wohnhaus), um 1850 (Wohnhaus)                                                                   | Königstraße (Sachgesamtheit): Wohnhaus mit jüngerem rückwärtigen Anbau in Ecklage und geschlossener Bebauung; symmetrische Fassadengliederung, Mittelachse durch Torbogen und ornamentalen Schmuck hervorgehoben, Teil der barocken Bebauung der Königstraße und eines der wenigen erhaltenen Bürgerhäuser Dresdens aus dem 18. Jahrhundert, von besonderer baugeschichtlicher und stadtentwicklungsgeschichtlicher Bedeutung sowie künstlerisch wertvoll, errichtet nach Plänen von Johann Friedrich Lutz, barocke Kartusche, sonst fast gänzlich ohne Dekor. | 09214221 |
| Weitere Bilder                          | Königstraße (Sachgesamtheit): Haus Der Anker (Einzeldenkmal zu ID-Nr. 09214213)                                                   | Königstraße 10 (Karte)                                     | 1730–1735 (Wohnhaus)                                                                                             | Einzeldenkmal der Sachgesamtheit Königstraße: Wohnhaus in geschlossener Bebauung; bildet mit Rähnitzgasse 25 charakteristisches Durchgangshaus des Barock, mit Innenhof, symmetrische Fassadengliederung, Mittelachse durch Torbogen und ornamentalen Schmuck hervorgehoben, Teil der barocken Bebauung der Königstraße und eines der wenigen erhaltenen Bürgerhäuser Dresdens aus dem 18. Jahrhundert, von besonderer bau- und stadtentwicklungsgeschichtlicher Bedeutung sowie künstlerisch wertvoll (siehe auch Rähnitzgasse 25). Durchgangshaus zur Rähnitzgasse 25, erbaut nach Plänen von George Zumpe, für den Sattler Johann Christoph Richter. Der Name des Hauses leitet sich aus dem Anker in der Kartusche ab. Hier wohnten Adam Friedrich Oeser und Johann Joachim Winckelmann, wovon eine 1998 am Eingang enthüllte Messingtafel zeugt. | 09214222 |
| Weitere Bilder                          | Wohnhaus in Ecklage und geschlossener Bebauung                                                                                    | Königstraße 11 (Karte)                                     | 1854/1858 (Wohnhaus)                                                                                             | charakteristischer spätklassizistischer Bau mit schlichter und dennoch nobler Fassadengestaltung, dabei Teil zweier bemerkenswerter Straßenzüge, baugeschichtlich und städtebaulich bedeutend | 09214223 |
| Weitere Bilder                          | Königstraße (Sachgesamtheit): Hannsches Haus (ehem.) (Einzeldenkmal zu ID-Nr. 09214213)                                           | Königstraße 12 (Karte)                                     | 1. Hälfte 18. Jh. (Wohnhaus)                                                                                     | Einzeldenkmal der Sachgesamtheit Königstraße: Wohnhaus in geschlossener Bebauung; bildet mit Rähnitzgasse 27 charakteristisches Durchgangshaus des Barock, mit Innenhof, symmetrische Fassadengliederung, Mittelachse durch Torbogen und ornamentalen Schmuck hervorgehoben, Teil der barocken Bebauung der Königstraße und eines der wenigen erhaltenen Bürgerhäuser Dresdens aus dem 18. Jahrhundert, von besonderer bau- und stadtentwicklungsgeschichtlicher Bedeutung sowie künstlerisch wertvoll, baugeschichtlich, künstlerisch und stadtentwicklungsgeschichtlich bedeutend (siehe auch Rähnitzgasse 27). | 09214224 |
| Weitere Bilder                          | Hacklsches Haus | Königstraße 13 (Karte)                                     | letztes Viertel 18. Jh., 1780 (Wohnhaus)                                                                         | Wohnhaus in geschlossener Bebauung; symmetrische Fassadengliederung, Mittelachse durch Torbogen hervorgehoben, ursprünglich wohl dreigeschossig, sicher 1872 aufgestockt, Teil der barocken Bebauung der Königstraße und eines der wenigen erhaltenen Bürgerhäuser Dresdens aus dem 18. Jahrhundert, von besonderer bau- und stadtentwicklungsgeschichtlicher Bedeutung. Errichtet nach Plänen von Johann Josef Hackl († 1785), barocke Rohbausubstanz erhalten, reicher ornamentaler Schmuck nicht erhalten, 1824 drittes Obergeschoss ergänzt und Satteldach aufgesetzt. | 09214225 |
| Weitere Bilder                          | Societät; Bachs Säle; Neustädter Casino; heute Kulturrathaus                                                                      | Königstraße 15 (Karte)                                     | nach 1824 (Verwaltung)                                                                                           | Gasthaus, ehemals Kasino; gestalterisch markantes Vordergebäude mit rückwärtigem Saalanbau, baugeschichtlich und stadtentwicklungsgeschichtlich bedeutend, als ehemaliges Gasthaus mit Ballsaal und Domizil der sogenannten Gesellschaft Neustädter Casino zudem sozialgeschichtlich von Wert | 09214226 |
|                                         | Wohnhaus in geschlossener Bebauung                                                                                                | Königstraße 16 (Karte)                                     | 1841 (Wohnhaus)                                                                                                  | typischer Bau aus dem 3. Viertel des 19. Jahrhunderts, setzt barocke Achse der Königstraße fort, baugeschichtlich und stadtentwicklungsgeschichtlich von Belang | 09214227 |
| Weitere Bilder                          | Mietshaus mit Hintergebäude in geschlossener Bebauung                                                                             | Königstraße 17 (Karte)                                     | 1861–1862 (Mietshaus), 1867/1868 (Hinterhaus)                                                                    | eines der gestalterisch anspruchsvollsten und am authentischsten erhaltenen historisierenden Häuser aus dem 3. Viertel des 19. Jahrhunderts in Dresden, baugeschichtlich und künstlerisch bedeutend, setzt zudem barocke Achse der Königstraße fort | 09214228 |
| Direkt Bild zu diesem Denkmal hochladen | Wohnhaus in halboffener Bebauung                                                                                                  | Königstraße 18 (Karte)                                     | 1841 (Wohnhaus)                                                                                                  | typischer Bau aus dem 3. Viertel des 19. Jahrhunderts, setzt barocke Achse der Königstraße fort, baugeschichtlich und stadtentwicklungsgeschichtlich von Belang | 09214229 |
|                                         | Wohn- und Geschäftshaus mit Hintergebäuden                                                                                        | Königstraße 19 (Karte)                                     | 2. Viertel 19. Jh. (Wohn- und Geschäftshaus)                                                                     | Wohn- und Geschäftshaus mit Hintergebäuden, Torbogen und kleiner Pforte in geschlossener Bebauung; ursprünglich zur etwa ab 1827/1828 realisierten städtebaulichen Idealplanung des sog. Neustädter Grünrings gehörend, heute vom Umbau 1930 geprägt, stadtentwicklungsgeschichtlich und baugeschichtlich bedeutend | 09214230 |
| Weitere Bilder                          | Mietshaus mit Hintergebäude in geschlossener Bebauung                                                                             | Königstraße 21 (Karte)                                     | 1862 (Wohnhaus)                                                                                                  | eines der gestalterisch anspruchsvollsten und am authentischsten erhaltenen historisierenden Häuser aus dem 3. Viertel des 19. Jahrhunderts in Dresden, baugeschichtlich und künstlerisch bedeutend, setzt zudem barocke Achse der Königstraße fort | 09214231 |
| Weitere Bilder                          | Johannesbad (ehem.) | Königstraße 23 (Karte)                                     | 1864 (Mietshaus), 1829 (Badeanstalt)                                                                             | Mietshaus mit Anbau und rückwärtige Badeanstalt; ersteres historisierender Bau mit reicher Fassadengestaltung, baugeschichtlich und künstlerisch bedeutend, rückwärtiger Komplex mit zwei Flügeln und erhöhtem Mitteltrakt, innen markantes Treppenhaus, Saal mit Spiegelgewölbe einschließlich Ausmalung (als Dekorationsmalerei) usw., als eines der letzten erhaltenen Dusch-, Wannen- und Dampfbäder von Dresden singulär, zudem bau-, kunst- und sozialgeschichtlich bedeutend | 09214232 |
| Weitere Bilder                          | Mietshaus mit Hintergebäude in halboffener Bebauung                                                                               | Königstraße 25 (Karte)                                     | 1842–1843 (Mietshaus)                                                                                            | bemerkenswerter Bau der historisierenden Architektur im 19. Jahrhundert, zeigt zwei Phasen der Entwicklung, baugeschichtlich und künstlerisch bedeutend, setzt barocke Achse der Königstraße fort, auch stadtentwicklungsgeschichtlich von Belang | 09214233 |
|                                         | Wohnanlage in Ecklage und offener Bebauung                                                                                        | Königstraße 29; 31 (Karte)                                 | um 1910 (Mehrfamilienwohnhaus)                                                                                   | Wohnanlage in Ecklage und offener Bebauung (Königstraße 29/31 und Theresienstraße 20); mit klar gegliedertem Baukörper und wenigem, aber akzentuierendem Schmuck typisches Beispiel der Reformarchitektur nach 1900, baugeschichtlich bedeutend, als Teil des Albertplatzes und wegen der markanten Lage auch städtebaulich von Belang. | 09214234 |
| Weitere Bilder                          | Sachgesamtheit Königsufer mit zahlreichen Einzeldenkmalen                                                                         | Königsufer (Karte)                                         | 1933–1938 (Königsufer), 1933–1938 (Arbeiterwohnhaus)                                                             | Sachgesamtheit Königsufer, mit mehreren Einzeldenkmalen: Glockenspielpavillon (ID-Nr. 09214334), Brückenkopf der Augustusbrücke mit Treppenanlagen (ID-Nr. 09214335), Kundgebungsplatz nahe der Carolabrücke (ID-Nr. 09214333), dem Staudengarten mit Sonnenuhr (ID-Nr. 09306047), Treppenanlage mit Stützmauer und Plastik eines Bogenschützen (ID-Nr. 09214336), Brückenkopf der Albertbrücke mit Treppenanlagen (ID-Nr. 09214337), Rosengarten mit Torhaus; einzigartige Gestaltung des Flussufers einer Stadt, in auffälliger, teilweise repräsentativer und auch zeittypischer Form, baugeschichtlich, städtebaulich und gartenkünstlerisch/landschaftsgestalterisch bedeutend. | 09306037 |
| Weitere Bilder                          | Königsufer: Kundgebungsplatz (Einzeldenkmale zu ID-Nr. 09306037)                                                                  | Königsufer (Karte)                                         | 1933–1936 (Kundgebungsplatz)                                                                                     | Einzeldenkmale der Sachgesamtheit Königsufer: ehemaliger Kundgebungsplatz nahe der Carolabrücke, mit Sitzreihen, Treppen und zwei Basen für Fahnenmasten; Teil der Neustädter Elbufergestaltung, in auffälliger, teilweise repräsentativer und auch zeittypischer Form, Königsufer einzigartige Gestaltung des Flussufers einer Stadt, baugeschichtlich, städtebaulich und gartenkünstlerisch/landschaftsgestalterisch bedeutend. | 09214333 |
| Weitere Bilder                          | Königsufer: Mauer-, Pergola- und Treppengestaltung (Einzeldenkmale zu ID-Nr. 09306037)                                            | Königsufer (Karte)                                         | 1933–1938 (Treppenanlage)                                                                                        | Einzeldenkmal o. g. Sachgesamtheit: Mauer-, Pergola- und Treppengestaltung zwischen Löwenstraße und Prießnitz; Teil der Neustädter Elbufergestaltung, in auffälliger, teilweise repräsentativer und auch zeittypischer Form, Königsufer einzigartige Gestaltung des Flussufers einer Stadt, baugeschichtlich, städtebaulich und gartenkünstlerisch/landschaftsgestalterisch bedeutend | 09306386 |
| Weitere Bilder                          | Gesamtministerium; Staatskanzlei                                                                                                  | Königsufer 2 (Karte)                                       | bezeichnet 1900–1903 (Ministerium)                                                                               | Ministerium; stattliche dreieinhalbgeschossige Vierflügelanlage mit monumentalem Mitteltrakt, betont durch Turmaufbau, vier erhöhten und von Mansarddächern abgeschlossenen Eckbauten, Risaliten usw., reiche barockisierende Fassaden, innen Ausstattung aus der Entstehungszeit, baugeschichtlich, künstlerisch, landesgeschichtlich und ortsgeschichtlich sowie städtebaulich bedeutend. Errichtet als Königliches Gesamtministerium nach Entwürfen von Edmund Waldow und unter Leitung des Architekten Heinrich Tscharmann, durch die Luftangriffe auf Dresden 1945 teils zerstört, in den 1950er Jahren wiederaufgebaut, 1990 bis 1994 saniert. | 09214168 |
| Weitere Bilder                          | Schmuckplatz mit Brunnen »Blütenbaum«                                                                                             | Köpckestraße (Karte)                                       | 1979 (Schmuckplatz), 1979 (Bassin), 1979 (Relief)                                                                | Schmuckplatz mit Brunnen »Blütenbaum« und Strukturwand/Betonformsteinwand; dazu Pflasterung, mehrere Hochbeete, Treppen und rahmend Zier-Kirschen, eine DDR-typische und im Rahmen der damaligen Möglichkeiten auch gestalterisch anspruchsvolle Anlage, architekturhistorische und künstlerische Bedeutung | 09306272 |
| Weitere Bilder                          | Vier Reliefs zur Stadtgeschichte von Dresden (Einzeldenkmale zu ID-Nr. 09307155)                                                  | Köpckestraße (Karte)                                       | 1978–1979 (Relief)                                                                                               | kunsthistorische, künstlerische ortsgeschichtliche Bedeutung | 09307092 |
| Weitere Bilder                          | Jägerhof; Museum für Volkskunst                                                                                                   | Köpckestraße 1 (Karte)                                     | 1568–1613 (Jagdhaus)                                                                                             | Ehemaliges Jagdhaus; langgestreckter, flacher Bau mit drei Türmen an der Ostseite, mit Renaissancegiebel, vorgebautem Altan, wahrscheinlich eines der ältesten Gebäude Dresdens, bedeutsam für die Jagdgeschichte Sachsens, baugeschichtlich, landesgeschichtlich und ortsgeschichtlich, künstlerisch bedeutend sowie singulär. Urspr. Vierflügelanlage, bis 1617 Obergeschoss hinzugefügt, nur der um 1880 von Carl Adolph Canzler und Bernhard Hempel umgebaute Westflügel blieb erhalten, 1911 bis 1913 saniert, seither als Museum für Sächsische Volkskunst genutzt, durch die Luftangriffe auf Dresden 1945 ausgebrannt, Erdgeschoss im Original erhalten, Obergeschosse rekonstruiert. | 09214340 |
|                                         | Mietvilla mit Einfriedung | Lessingstraße 5 (Karte)                                    | um 1875 (Mietvilla)                                                                                              | historisierendes Wohngebäude aus der Gründerzeit, dominiert von Mittelrisalit und Balkon, akzentuierender Fassadenschmuck, baugeschichtlich bedeutend | 09215510 |
| Weitere Bilder                          | Mietvilla mit Einfriedung | Lessingstraße 11 (Karte)                                   | um 1875 (Mietvilla)                                                                                              | historisierendes Wohngebäude aus der Gründerzeit, dominiert von Mittelrisalit und Balkon, akzentuierender Fassadenschmuck, baugeschichtlich bedeutend | 09215511 |
| Weitere Bilder                          | Bahnhof Dresden-Neustadt | Lößnitzstraße 7b (Karte)                                   | 1898–1901 (Personenbahnhof), 1899–1901 (Bahnbetriebswerk)                                                        | Bahnhof, Seitenwände der Eisenbahnbrücke Hansastraße, Theodor Kunz-Relief (Schlesischer Platz 1, Hansastraße 2) und Bahnbetriebswerk/Lokeinsatzstelle mit Lokschuppen, zwei Wasserkränen; architektonisch bemerkenswerter Bahnhof um 1900, baugeschichtlich, künstlerisch, ortsgeschichtlich und verkehrsgeschichtlich bedeutend. | 09214582 |
|                                         | Doppelmietshaus in Ecklage und geschlossener Bebauung                                                                             | Löwenstraße 9; 11 (Karte)                                  | 1892 (Doppelmietshaus)                                                                                           | markantes historisierendes Wohngebäude aus der Gründerzeit, charakteristische Klinker-Sandstein-Fassade, belebt von gleichmäßig über die Front verteiltem Fassadenschmuck, baugeschichtlich bedeutend, zudem als Teil eines weitgehend geschlossen erhaltenen Straßenzuges seiner Zeit stadtentwicklungsgeschichtlich von Belang | 09214968 |
|                                         | Doppelmietshaus in Ecklage und geschlossener Bebauung                                                                             | Löwenstraße 10; 12 (Karte)                                 | bezeichnet 1913 (Doppelmietshaus)                                                                                | beeindruckendes Beispiel der Reformarchitektur in Dresden zwischen Versachlichung mit historisierenden Elementen, wie drei Erkern, und ausklingendem Jugendstil mit akzentuierendem floralem und ornamentalem Schmuck, nach der Bautzner Straße dominierender Risalit mit Dreiecksgiebel und Schmuckkonzentration, als architektonisches Zeugnis seiner Zeit baugeschichtlich bedeutend, zudem auch künstlerisch von Belang | 09214969 |
| Weitere Bilder                          | Marienbrücke I – Straßenbrücke | Marienbrücke (Karte)                                       | 1846–1852 (Straßenbrücke)                                                                                        | Straßenbrücke einschließlich Stützmauer zum Palaisgarten mit Geländer und einem Sitzplatz an der Ecke zum Palaisplatz; verkehrsgeschichtlich und baugeschichtlich sowie städtebaulich bedeutend. | 09213965 |
| Weitere Bilder                          | Marienbrücke II – Eisenbahnbrücke                                                                                                 | Marienbrücke (Karte)                                       | 1898–1901 (Eisenbahnbrücke)                                                                                      | Eisenbahnbrücke; Bau aus Bögen und Pfeilern, Pfeiler und landseitige Bögen aus Sandstein, die mittleren vier Brückenteile als Gitterträger-Konstruktionen, bedeutsames Zeugnis der Verkehrsgeschichte, markantes Beispiel der Brückenarchitektur um 1900, wichtiger Teil der unverwechselbaren Elbsilhouette von Dresden, verkehrsgeschichtlich und baugeschichtlich sowie städtebaulich bedeutend (siehe auch Marienbrücke I) | 09216624 |
| Weitere Bilder                          | IV. Fach-und Fortbildungsschule (ehem.)                                                                                           | Melanchthonstraße 9 (Karte)                                | 1914–1916 (Schule), 1914–1916 (Relief), 1914–1916 (Heizung)                                                      | Schulgebäude mit Bauplastik und Ausstattung (Warmluftheizungsanlage), dazu Turnhalle; heute Berufsschule, markanter langgestreckter Bau in der Formensprache des Neoklassizismus, Eingang mit zweiläufiger Treppe, Portal und Figurenreliefs hervorgehoben, abgesehen davon weniger, akzentuierender Schmuck, im Gebäude bauzeitlich erhaltene Warmluftheizungsanlage, baugeschichtlich und künstlerisch bedeutend | 09215515 |
| Weitere Bilder                          | Neustädter Markthalle | Metzer Straße 1 (Karte)                                    | 1899 (Markthalle)                                                                                                | markanter, langgestreckter Historismusbau mit äußerst aufwendiger Fassadengestaltung und originaler Ausstattung, eines der wenigen noch erhalten Beispiele dieser für seine Zeit typischen Baugattung, baugeschichtlich, künstlerisch und ortsgeschichtlich bedeutend sowie mit Seltenheitswert | 09214296 |
| Weitere Bilder                          | Neustädter Markt und Hauptstraße (Sachgesamtheit): Nymphenbrunnen auf dem Neustädter Markt (Einzeldenkmale zu ID-Nr. 09307155)    | Neustädter Markt (Karte)                                   | 1938 (Brunnen), 1938 (Brunnenplastik)                                                                            | Einzeldenkmale der Sachgesamtheit Hauptstraße: Zwei Eckbrunnen (Kopien der barocken Originale) von Johann Benjamin Thomae, jeweils mit Nymphe, Putto (Knabenfigur) und wasserspeiendem Delphin; geringfügige Unterschiede in den Details (linke Nymphe mit Spaten), künstlerisch und kunsthistorisch bedeutend, als Teil der Hauptstraße auch städtebaulich von Belang. Zwei Brunnen mit zwei Flussnymphen, die die Flüsse Elbe und Weichsel darstellen. | 09214235 |
| Weitere Bilder                          | Neustädter Markt und Hauptstraße (Sachgesamtheit): Goldener Reiter (Einzeldenkmale zu ID-Nr. 09307155)                            | Neustädter Markt (Karte)                                   | 1735–1736 (Sockel), 1732–1734 (Reiterstandbild)                                                                  | Einzeldenkmal der Sachgesamtheit Neustädter Markt und Hauptstraße: Denkmal; monumentales Reiterdenkmal Augusts des Starken, aus Figur des Kurfürsten im antiken Gewand römischer Imperatoren auf sich aufbäumendem Pferd und hohem Podest mit Inschrift, künstlerisch und kunsthistorisch bedeutend sowie als einzigartiges Wahrzeichen Dresdens singulär und bedeutend für das Ortsbild | 09216862 |
| Weitere Bilder                          | Zwei Brunnenanlagen | Neustädter Markt (Karte)                                   | 1979 (Brunnen)                                                                                                   | mit Schalen, Aufbauten und Fontäne, Beispiele der späteren Phase der DDR-Kunst, verbinden mit ihrer abstrakten Formensprache moderne und historische Architektur am Neustädter Markt, kunsthistorisch, künstlerisch und städtebaulich von Bedeutung | 09306851 |
| Weitere Bilder                          | Neustädter Markt und Hauptstraße (Sachgesamtheit): Zwei Fahnenmasten (Einzeldenkmale zu ID-Nr. 09307155)                          | Neustädter Markt (Karte)                                   | 1893 (Fahnenmast)                                                                                                | Einzeldenkmal der Sachgesamtheit Hauptstraße: Symmetrische Anlage aus aufwendigem Mastpaar; beide Masten mit architektonischem Sockel, zylindrischem Postament, geschwungener Balustrade, Kandelaber und reichem Schmuck, wie Festons, Rocaillen, Akanthuswerk und Putten, auf Grund der Bewegtheit und Fülle sowie des qualitätvollen Naturalismus ein bedeutendes Werk neobarocker Denkmalskunst, künstlerisch und kunsthistorisch bedeutend, im Zusammenhang mit Hauptstraße auch städtebaulich von Belang. | 09216863 |
| Weitere Bilder                          | Fragmente aus der Trümmerbergung (Einzeldenkmal zu ID-Nr. 09307155)                                                               | Neustädter Markt 1; 13; 14 (Karte)                         | 17./18. Jh. (Friese), 17./18. Jh. (Schlussstein), 17./18. Jh. (Wappen)                                           | Fragmente aus der Trümmerbergung, Friese, Schlusssteine und Wappen; baugeschichtlich und künstlerisch bedeutend | 09216859 |
|                                         | Wohnhaus in geschlossener Bebauung                                                                                                | Nieritzstraße 2 (Karte)                                    | 1844 (Wohnhaus)                                                                                                  | charakteristischer Bau der Biedermeierzeit mit schlichter und dennoch nobler Fassadengestaltung, dabei Teil eines geschlossenen und weitestgehend unversehrt erhaltenen Straßenzuges dieser Zeit, baugeschichtlich und städtebaulich bedeutend | 09214236 |
|                                         | Wohnhaus in halboffener Bebauung                                                                                                  | Nieritzstraße 3 (Karte)                                    | 1844 (Wohnhaus)                                                                                                  | charakteristischer Bau der Biedermeierzeit mit schlichter und dennoch nobler Fassadengestaltung, dabei Teil eines geschlossenen und weitestgehend unversehrt erhaltenen Straßenzuges dieser Zeit, baugeschichtlich und städtebaulich bedeutend | 09214237 |
|                                         | Wohnhaus in geschlossener Bebauung                                                                                                | Nieritzstraße 4 (Karte)                                    | 1844 (Wohnhaus)                                                                                                  | charakteristischer Bau der Biedermeierzeit mit schlichter und dennoch nobler Fassadengestaltung, dabei Teil eines geschlossenen und weitestgehend unversehrt erhaltenen Straßenzuges dieser Zeit, baugeschichtlich und städtebaulich bedeutend | 09214238 |
|                                         | Wohnhaus in geschlossener Bebauung                                                                                                | Nieritzstraße 5 (Karte)                                    | 1844 (Wohnhaus)                                                                                                  | charakteristischer Bau der Biedermeierzeit mit schlichter und dennoch nobler Fassadengestaltung, dabei Teil eines geschlossenen und weitestgehend unversehrt erhaltenen Straßenzuges dieser Zeit, baugeschichtlich und städtebaulich bedeutend | 09214239 |
|                                         | Wohnhaus in geschlossener Bebauung                                                                                                | Nieritzstraße 6 (Karte)                                    | 1844 (Wohnhaus)                                                                                                  | charakteristischer Bau der Biedermeierzeit mit schlichter und dennoch nobler Fassadengestaltung, dabei Teil eines geschlossenen und weitestgehend unversehrt erhaltenen Straßenzuges dieser Zeit, baugeschichtlich und städtebaulich bedeutend | 09214240 |
|                                         | Wohnhaus in geschlossener Bebauung                                                                                                | Nieritzstraße 7 (Karte)                                    | 1844 (Wohnhaus)                                                                                                  | charakteristischer Bau der Biedermeierzeit mit schlichter und dennoch nobler Fassadengestaltung, dabei Teil eines geschlossenen und weitestgehend unversehrt erhaltenen Straßenzuges dieser Zeit, baugeschichtlich und städtebaulich bedeutend | 09214241 |
|                                         | Wohnhaus in geschlossener Bebauung, mit winkelförmigem Hintergebäude                                                              | Nieritzstraße 8 (Karte)                                    | 1844 (Wohnhaus), 1891–1898 (Hinterhaus)                                                                          | schlichter, aber nobel gestalteter Bau der späten Biedermeierzeit, akzentuierender Fassadenschmuck, Teil eines zeitgleich entstandenen, stadtentwicklungsgeschichtlich unverwechselbaren Straßenzuges, das winkelförmige Hintergebäude später erbaut, bau- und stadtentwicklungsgeschichtlich bedeutend | 09214242 |
|                                         | Wohnhaus in geschlossener Bebauung                                                                                                | Nieritzstraße 9 (Karte)                                    | 1844 (Wohnhaus)                                                                                                  | charakteristischer Bau der Biedermeierzeit mit schlichter und dennoch nobler Fassadengestaltung, dabei Teil eines geschlossenen und weitestgehend unversehrt erhaltenen Straßenzuges dieser Zeit, baugeschichtlich und städtebaulich bedeutend | 09214243 |
|                                         | Wohnhaus in geschlossener Bebauung                                                                                                | Nieritzstraße 10 (Karte)                                   | 1844 (Wohnhaus)                                                                                                  | charakteristischer Bau der Biedermeierzeit mit schlichter und dennoch nobler Fassadengestaltung, dabei Teil eines geschlossenen und weitestgehend unversehrt erhaltenen Straßenzuges dieser Zeit, baugeschichtlich und städtebaulich bedeutend | 09214244 |
|                                         | Martha-Heim; Hotel Martha; Hospiz                                                                                                 | Nieritzstraße 11 (Karte)                                   | 1844 (Hotel) | Herbergsgebäude; als Teil der charakteristischen spätklassizistischen Bebauung der Nieritzstraße baugeschichtlich, künstlerisch und stadtentwicklungsgeschichtlich sowie als ehem. Einrichtung des Dresdner Vereins zur Hebung der Sittlichkeit, Damenheim usw. ortsgeschichtlich und sozialgeschichtlich bedeutend | 09214245 |
|                                         | Wohnhaus in geschlossener Bebauung                                                                                                | Nieritzstraße 12 (Karte)                                   | 1844 (Wohnhaus)                                                                                                  | charakteristischer Bau der Biedermeierzeit mit schlichter und dennoch nobler Fassadengestaltung, dabei Teil eines geschlossenen und weitestgehend unversehrt erhaltenen Straßenzuges dieser Zeit, baugeschichtlich und städtebaulich bedeutend | 09214246 |
|                                         | Wohnhaus in Ecklage und geschlossener Bebauung                                                                                    | Nieritzstraße 14 (Karte)                                   | 1844 (Wohnhaus)                                                                                                  | charakteristischer Bau der Biedermeierzeit mit schlichter und dennoch nobler Fassadengestaltung, dabei Teil eines geschlossenen und weitestgehend unversehrt erhaltenen Straßenzuges dieser Zeit, baugeschichtlich und städtebaulich bedeutend | 09214247 |
| Weitere Bilder                          | Verein zum Frauenschutz (ehem.)                                                                                                   | Oberer Kreuzweg 5 (Karte)                                  | 1827 (Schule) | Gebäudegruppe der ehem. Gesamtanstalt des Vereins mit längsrechteckigem dreigeschossigen Bau (1845–1846 und später) giebelständigem Zwischentrakt (um 1880), schlichtem, villenartigen Gebäude mit flachem Walmdach (1827), Verbindungsbauten und Einfriedung; die Formen »biedermeierlich« bis spätklassizistisch, baugeschichtlich, ortsgeschichtlich, personengeschichtlich, sozialgeschichtlich sowie städtebaulich und stadtentwicklungsgeschichtlich bedeutend, Teilabbruch des giebelständigen Zwischentraktes im Frühjahr 1998. | 09214262 |
| Weitere Bilder                          | Villa mit Hintergebäude und Einfriedung                                                                                           | Oberer Kreuzweg 6 (Karte)                                  | 1. Hälfte 19. Jh. (Villa)                                                                                        | beide Gebäude charakteristische „biedermeierliche“ oder klassizistische Häuser des Neustädter Grünrings von Thormeyer, zweigeschossig, Satteldach, klar gegliederte Fassade, der bescheidene Dekor am Vorderhaus jünger, historisierend, städtebaulich und stadtentwicklungsgeschichtlich bedeutsam | 09214249 |
| Weitere Bilder                          | Sachgesamtheit Haus Schuricht mit Einzeldenkmalen                                                                                 | Oberer Kreuzweg 8 (Karte)                                  | 1817–1827 (Nebengebäude)                                                                                         | Sachgesamtheit Haus Schuricht mit den Einzeldenkmalen: Villa und Einfriedung (ID-Nr. 09214230) sowie zwei Nebengebäuden und Grundstücksfläche/Garten als Sachgesamtheitsteile; baugeschichtlich, künstlerisch und städtebaulich von Bedeutung. | 09303280 |
| Weitere Bilder                          | Haus Schuricht; Villa Thormeyer (Einzeldenkmale zu ID-Nr. 09303280)                                                               | Oberer Kreuzweg 8 (Karte)                                  | 1817–1827 (Villa)                                                                                                | Einzeldenkmale der Sachgesamtheit Haus Schuricht: Villa mit Einfriedung; markanter spätklassizistischer Bau, gestalterisch hervorgehoben durch Mittelrisalit mit Säulen, Balkonvorlage und reliefierten Fries, baugeschichtlich und künstlerisch bedeutend, als Teil des Neustädter Grünrings von Thormeyer von städtebaulichem Wert und in seiner unverwechselbaren Form singulär. Erbaut 1826 im klassizistischen Stil durch den Klavierfabrikanten Ernst Philipp Rosenkranz, Architekt: Gottlob Friedrich Thormeyer (1775–1842). | 09214250 |
|                                         | Wohnhaus in Ecklage und geschlossener Bebauung (Einzeldenkmal zu ID-Nr. 09307155)                                                 | Obergraben 2 (Karte)                                       | 2. Hälfte 19. Jh., um 1880 (Wohnhaus)                                                                            | als Bestandteil eines markanten und geschlossen überkommenen Dresdner Wohnquartiers aus dem 18. und 19. Jahrhundert zwischen König- und Hauptstraße vor allem stadtentwicklungsgeschichtlich bedeutend | 09214251 |
|                                         | Wohnhaus in geschlossener Bebauung                                                                                                | Obergraben 6 (Karte)                                       | 1852/1863 (Wohnhaus)                                                                                             | als Bestandteil eines markanten und geschlossen überkommenen Dresdner Wohnquartiers aus dem 18. und 19. Jahrhundert zwischen König- und Hauptstraße vor allem stadtentwicklungsgeschichtlich bedeutend | 09214252 |
| Direkt Bild zu diesem Denkmal hochladen | Wohnhaus in geschlossener Bebauung                                                                                                | Obergraben 8 (Karte)                                       | 1852/1863 (Wohnhaus)                                                                                             | als Bestandteil eines markanten und geschlossen überkommenen Dresdner Wohnquartiers aus dem 18. und 19. Jahrhundert zwischen König- und Hauptstraße vor allem stadtentwicklungsgeschichtlich bedeutend | 09214253 |
| Direkt Bild zu diesem Denkmal hochladen | Wohn- und Geschäftshaus in Ecklage                                                                                                | Obergraben 8a (Karte)                                      | um 1840 (Wohn- und Geschäftshaus)                                                                                | Wohn- und Geschäftshaus in Ecklage und geschlossener Bebauung sowie gestalterisch abweichendes Gebäude am Obergraben (Obergraben 8a und Rähnitzgasse 18); repräsentatives, markantes Eckhaus mit großzügiger spätklassizistischer Fassade, baugeschichtlich und künstlerisch bedeutend, als Bestandteil eines markanten und geschlossen überkommenen Dresdner Wohnquartiers aus dem 18. und 19. Jahrhundert zwischen König- und Hauptstraße auch stadtentwicklungsgeschichtlich von Belang | 09215769 |
|                                         | Wohnhaus in geschlossener Bebauung                                                                                                | Obergraben 9 (Karte)                                       | um 1800 (Wohnhaus)                                                                                               | barockes Bürgerhaus mit axialer Fassadengliederung und ausgebautem Mansarddach, auf Grund original erhaltener Bauteile (wie Fassade und Keller) baugeschichtlich wertvoll, als Bestandteil des letzten barocken Wohnquartiers von Dresden zwischen König- und Hauptstraße stadtentwicklungsgeschichtlich bedeutend | 09210265 |
|                                         | Mietshaus in Ecklage und geschlossener Bebauung                                                                                   | Obergraben 10 (Karte)                                      | um 1900 (Mietshaus)                                                                                              | repräsentatives, historisierendes Gebäude, auffälliger Baumschmuck insbesondere an der Ecke, vor baugeschichtlich und stadtentwicklungsgeschichtlich bedeutend | 09214255 |
|                                         | Haus Zum Einhorn | Obergraben 11 (Karte)                                      | um 1800 und später (Wohnhaus)                                                                                    | Wohnhaus in geschlossener Bebauung; barockes Bürgerhaus mit axialer Fassadengliederung, ausgebautem Mansarddach usw., baugeschichtlich bedeutend sowie als Bestandteil des letzten barocken Wohnquartiers von Dresden zwischen König- und Hauptstraße stadtentwicklungsgeschichtlich bedeutend. | 09214256 |
|                                         | Wohnhaus in geschlossener Bebauung                                                                                                | Obergraben 13 (Karte)                                      | um 1800 und später (Wohnhaus)                                                                                    | barockes Bürgerhaus mit axialer Fassadengliederung, ausgebautem Mansarddach usw., baugeschichtlich bedeutend sowie als Bestandteil des letzten barocken Wohnquartiers von Dresden zwischen König- und Hauptstraße stadtentwicklungsgeschichtlich bedeutend | 09214257 |
| Direkt Bild zu diesem Denkmal hochladen | Wohnhaus in geschlossener Bebauung                                                                                                | Obergraben 15 (Karte)                                      | Mitte 19. Jh. (Wohnhaus)                                                                                         | als Bestandteil eines markanten und geschlossen überkommenen Dresdner Wohnquartiers aus dem 18. und 19. Jahrhundert zwischen König- und Hauptstraße vor allem stadtentwicklungsgeschichtlich bedeutend | 09214258 |
|                                         | Wohnhaus in geschlossener Bebauung                                                                                                | Obergraben 17 (Karte)                                      | Mitte 19. Jh. (Wohnhaus)                                                                                         | als Bestandteil eines markanten und geschlossen überkommenen Dresdner Wohnquartiers aus dem 18. und 19. Jahrhundert zwischen König- und Hauptstraße vor allem stadtentwicklungsgeschichtlich bedeutend | 09214254 |
|                                         | Wohn- und Geschäftshaus in Ecklage und geschlossener Bebauung                                                                     | Obergraben 17a (Karte)                                     | bezeichnet 1720 (Wohnhaus)                                                                                       | als Bestandteil eines markanten und geschlossen überkommenen Dresdner Wohnquartiers aus dem 18. und 19. Jahrhundert zwischen König- und Hauptstraße vor allem stadtentwicklungsgeschichtlich bedeutend | 09214259 |
|                                         | Mietshaus in geschlossener Bebauung                                                                                               | Obergraben 19 (Karte)                                      | um 1900 (Mietshaus)                                                                                              | als Bestandteil eines markanten und geschlossen überkommenen Dresdner Wohnquartiers aus dem 18. und 19. Jahrhundert zwischen König- und Hauptstraße vor allem stadtentwicklungsgeschichtlich bedeutend | 09214260 |
| Direkt Bild zu diesem Denkmal hochladen | Mietshaus in Ecklage und geschlossener Bebauung                                                                                   | Obergraben 21 (Karte)                                      | | Mietshaus in Ecklage und geschlossener Bebauung, aufwendiger Historismusbau mit zeittypischen Gestaltungselementen, baugeschichtlich von Belang, als Bestandteil eines markanten und geschlossen überkommenen Dresdner Wohnquartiers aus dem 18. und 19. Jahrhundert zwischen König- und Hauptstraße zudem stadtentwicklungsgeschichtlich bedeutend. | 09214261 |
| Weitere Bilder                          | Palaisplatz | Palaisplatz (Karte)                                        | um 1730 (Stadtplatz)                                                                                             | Platz mit Grünanlage und Pflasterung; gestaltete Platzanlage, belebt von Brunnen und umgeben von repräsentativen Baulichkeiten, herausragendes Beispiel für viele andere mit großem handwerklichen Geschick gepflasterte Plätze in der Stadt, künstlerisch, städtebaulich und stadtentwicklungsgeschichtlich bedeutend | 09214266 |
| Weitere Bilder                          | Fontänenbrunnen; Rundbrunnen | Palaisplatz (Karte)                                        | 1898 (Brunnen)                                                                                                   | Ringbrunnen mit Stufenpodest; Becken, Beckenrand und anliegendes Stufenpodest aus Granit, zur Entstehungszeit 1898 mit Innendurchmesser von 21,60 m und Fläche von 366,25 m² Anlage mit größter Ringbrunnenfläche in Dresden, ortsgeschichtlich und im Zusammenhang mit dem Platz städtebaulich bedeutend | 09214268 |
| Weitere Bilder                          | Leipziger Tor | Palaisplatz 2 (Karte)                                      | 1827–1829 (Wachhaus)                                                                                             | Östliches Torhaus; kubischer Kernbau mit vorgelegtem Portikus und niedrigen Flügeln, neben Schinkel-Wache bedeutendster klassizistischer Bau Dresdens, baugeschichtlich, künstlerisch und stadtentwicklungsgeschichtlich bedeutend. Torhaus des Leipziger Tores, errichtet nach Plänen von Gottlob Friedrich Thormeyer, 1945 beschädigt, danach wiederaufgebaut und ab 1952 als Dresdner Standesamt genutzt, baugleiches Gegenstück auf der anderen Straßenseite 1969 abgebrochen. | 09214271 |
| Weitere Bilder                          | Landes-Brandversicherungsanstalt (ehem.)                                                                                          | Palaisplatz 2a; 2b; 2c; 2d (Karte)                         | 1899 (Versicherungsgebäude)                                                                                      | Verwaltungsgebäude; repräsentativer historisierender Eckbau der Jahrhundertwende mit aufwendiger Fassadengestaltung, neobarock geprägt, dazu Jugendstilanklänge, baugeschichtlich und künstlerisch bedeutend. Ehem. Brandversicherungsanstalt, palastartiges Gebäude mit neobarocker Sandsteinfassade und Jugendstilelementen, errichtet nach Plänen von Oswald Haenel. | 09214272 |
|                                         | Königstraße (Sachgesamtheit): Der Adler; Thielemannsches Haus; Allfinanz-Versicherung (Einzeldenkmal zu ID-Nr. 09214213)          | Palaisplatz 3 (Karte)                                      | 1733 (Wohn- und Geschäftshaus)                                                                                   | Einzeldenkmal der Sachgesamtheit Königstraße: Wohn- und Geschäftshaus in Ecklage und geschlossener Bebauung; symmetrische Fassadengliederung, Mittelachse durch Torbogen und figuralen sowie ornamentalen Schmuck hervorgehoben, Teil der barocken Bebauung der Königstraße und eines der wenigen erhaltenen Bürgerhäuser Dresdens aus dem 18. Jahrhundert, von besonderer baugeschichtlicher und stadtentwicklungsgeschichtlicher Bedeutung sowie künstlerisch wertvoll | 09214273 |
| Weitere Bilder                          | Wohn- und Geschäftshaus in halboffener Bebauung                                                                                   | Palaisplatz 4 (Karte)                                      | 2. Hälfte 18. Jh. / 1. Hälfte 19. Jh. (Wohn- und Geschäftshaus)                                                  | äußerst repräsentatives und gestalterisch auffälliges Bürgerhaus aus dem 18. und frühen 19. Jahrhundert, im weiteren Sinne zudem formal Teil des architektonisch und städtebaulich bedeutsamen Ensembles der Königstraße | 09214270 |
| Weitere Bilder                          | Sachgesamtheit Japanisches Palais und Palaisgarten                                                                                | Palaisplatz 11 (Karte)                                     | 1715, Barockgarten (Schlossgarten)                                                                               | Sachgesamtheit Japanisches Palais und Palaisgarten: Palais (ID-Nr. 09214267), Exedra und Aufschüttung der Bastion VI der Neustädter Festungswerke (ID-Nr. 09306571) und Schlossgarten (Gartendenkmal); der ursprünglich barocke Palaisgarten etwa um 1820 unter Einbeziehung der Befestigungsanlagen im Englischen Stil verändert, baugeschichtlich, künstlerisch, städtebaulich, ortsgeschichtlich und landesgeschichtlich wertvoll, zudem als einer der bedeutendsten und repräsentativsten Barockbauten Dresden singulär. | 09305970 |
| Weitere Bilder                          | Japanisches Palais und Palaisgarten: Palais (Einzeldenkmal zu ID-Nr. 09305970)                                                    | Palaisplatz 11 (Karte)                                     | 1715 (Palais) | Einzeldenkmal der Sachgesamtheit Japanisches Palais und Palaisgarten: Palais; zweieinhalbgeschossiger, blockhafter Vierflügelbau mit pavillonartig betonten Ecken, alle Wände mit Lisenengliederung, Balkonen und differenziertem Oberflächenrelief, zum Palaisplatz Vorhalle mit rustizierten Pfeilern, Säulen, Attika, Giebel und Kuppeldach, elbseitig ähnliche Hervorhebung, innen klassizistische Ausmalungen nach Entwürfen Sempers, aus dem Holländische hervorgegangen, baugeschichtlich, künstlerisch, städtebaulich, ortsgeschichtlich und landesgeschichtlich wertvoll, zudem als einer der bedeutendsten und repräsentativsten Barockbauten Dresden singulär. Errichtet nach Plänen von Rudolph Fäsch, Umbau durch Matthäus Daniel Pöppelmann, 1945 schwer beschädigt und bis 1987 wiederaufgebaut, vom Senckenberg Naturhistorische Sammlungen Dresden und Museum für Völkerkunde Dresden genutzt. | 09214267 |
| Weitere Bilder                          | Japanisches Palais und Palaisgarten: Exedra und Bastion VI der Neustädter Festungswerke (Einzeldenkmal zu ID-Nr. 09305970)        | Palaisplatz 11 (Karte)                                     | 1. Viertel 18. Jh. (Exedra), Ende 17. Jh. (Wall)                                                                 | Einzeldenkmal der Sachgesamtheit Japanisches Palais und Palaisgarten: Exedra und Erdaufschüttung der Bastion VI der Neustädter Festungswerke; wohl schon im ersten Viertel des 18. Jahrhunderts in die Umwallung einbezogene hufeisenförmige Anlage (Terrasse, Auffahrt), als letzte Reste des barocken Gartens des einstigen Holländischen und späteren Japanischen Palais sowie der Neustädter Festungswerke baugeschichtlich und ortsgeschichtlich bedeutend. | 09306571 |
|                                         | Baugewerkenschule (ehem.) | Paul-Schwarze-Straße 2 (Karte)                             | 1897 (Schule) | Schulgebäude; markanter Dreiflügelbau mit historisierender Fassade, allerdings nur noch bis zum zweiten Obergeschoss im originalen Zustand, baugeschichtlich und ortsgeschichtlich bedeutend. Ehem. Königliche Baugewerkschule (St. Privat-Straße 2), nach der teilweisen Zerstörung im Zweiten Weltkrieg vereinfacht wieder aufgebaut. | 09214274 |
| Direkt Bild zu diesem Denkmal hochladen | Barockes Oberlichtgitter | Rähnitzgasse 7 (Karte)                                     | Mitte 18. Jh. (Gebäudeteil)                                                                                      | Barockes Oberlichtgitter, kreuzgratgewölbter Raum im Erdgeschoss, Treppenlauf bis zum ersten Obergeschoss und Keller; verschiedene baugeschichtlich bedeutende Gebäudeteile. | 09210267 |
| Weitere Bilder                          | Kunsthaus Dresden | Rähnitzgasse 8 (Karte)                                     | Mitte 18. Jh. (Wohnhaus)                                                                                         | Wohnhaus in geschlossener Bebauung; bemerkenswerter Innenhof, heute Ausstellungsgebäude, im Kern barocker Bau, um 1880 die Fassade überformt, baugeschichtlich bedeutend, als Bestandteil eines markanten und geschlossen überkommenen Dresdner Wohnquartiers aus dem 18. und 19. Jahrhundert zwischen König- und Hauptstraße auch stadtentwicklungsgeschichtlich von Belang. | 09214276 |
|                                         | Wohnhaus in geschlossener Bebauung                                                                                                | Rähnitzgasse 9 (Karte)                                     | Mitte 18. Jh. (Wohnhaus)                                                                                         | als Bestandteil eines markanten und geschlossen überkommenen Dresdner Wohnquartiers aus dem 18. und 19. Jahrhundert zwischen König- und Hauptstraße stadtentwicklungsgeschichtlich bedeutend | 09214277 |
| Weitere Bilder                          | Wohnhaus in geschlossener Bebauung                                                                                                | Rähnitzgasse 10 (Karte)                                    | bezeichnet 1788 (Wohnhaus)                                                                                       | im Kern barocker Bau, baugeschichtlich bedeutend, als Bestandteil eines markanten und geschlossen überkommenen Dresdner Wohnquartiers aus dem 18. und 19. Jahrhundert zwischen König- und Hauptstraße auch stadtentwicklungsgeschichtlich von Belang | 09214278 |
|                                         | Wohnhaus in geschlossener Bebauung                                                                                                | Rähnitzgasse 11 (Karte)                                    | Mitte 18. Jh. (Wohnhaus)                                                                                         | barocker Bau, baugeschichtlich bedeutend, als Bestandteil eines markanten und geschlossen überkommenen Dresdner Wohnquartiers aus dem 18. und 19. Jahrhundert zwischen König- und Hauptstraße auch stadtentwicklungsgeschichtlich von Belang | 09214279 |
|                                         | Wohnhaus in geschlossener Bebauung                                                                                                | Rähnitzgasse 13 (Karte)                                    | 1. Hälfte 19. Jh. (Wohnhaus)                                                                                     | als Bestandteil eines markanten und geschlossen überkommenen Dresdner Wohnquartiers aus dem 18. und 19. Jahrhundert zwischen König- und Hauptstraße stadtentwicklungsgeschichtlich bedeutend | 09214281 |
| Weitere Bilder                          | Wohnhaus in geschlossener Bebauung                                                                                                | Rähnitzgasse 14 (Karte)                                    | 1684 Dendro (Wohnhaus)                                                                                           | im Kern barocker Bau, baugeschichtlich bedeutend, als Bestandteil eines markanten und geschlossen überkommenen Dresdner Wohnquartiers aus dem 18. und 19. Jahrhundert zwischen König- und Hauptstraße zudem stadtentwicklungsgeschichtlich von Belang | 09214282 |
| Weitere Bilder                          | Hotel Stadt Leipzig | Rähnitzgasse 15 (Karte)                                    | 1706/1707 Dendro (Deckenbalken), 1837 (Hotel)                                                                    | Hotel (Heinrichstraße 7 und Rähnitzgasse 15); repräsentativer Neorenaissancebau an der Ecke Heinrichstraße/Rähnitzgasse, breitgelagerte zwanzigachsige Hauptfassade, Erdgeschoss gestalterisch abgesetzt, ansonsten Fenstereinfassungen und Traufgesims als Schmuck, gilt als das älteste in Dresden erhaltene Hotelgebäude, baugeschichtlich, künstlerisch und ortsgeschichtlich bedeutend. | 09214204 |
| Weitere Bilder                          | Wohnhaus in Ecklage und geschlossener Bebauung                                                                                    | Rähnitzgasse 17 (Karte)                                    | Ende 17. Jh. (Wohnhaus), bezeichnet 1710 (Wohnhaus)                                                              | umgebautes barockes Klostergebäude, baugeschichtlich und ortsgeschichtlich bedeutend | 09214206 |
|                                         | Wohn- und Geschäftshaus in Ecklage                                                                                                | Rähnitzgasse 18 (Karte)                                    | um 1840 (Wohn- und Geschäftshaus)                                                                                | Wohn- und Geschäftshaus in Ecklage und geschlossener Bebauung sowie gestalterisch abweichendes Gebäude am Obergraben (Obergraben 8a und Rähnitzgasse 18); repräsentatives, markantes Eckhaus mit großzügiger spätklassizistischer Fassade, baugeschichtlich und künstlerisch bedeutend, als Bestandteil eines markanten und geschlossen überkommenen Dresdner Wohnquartiers aus dem 18. und 19. Jahrhundert zwischen König- und Hauptstraße auch stadtentwicklungsgeschichtlich von Belang | 09215769 |
|                                         | Mietshaus in geschlossener Bebauung                                                                                               | Rähnitzgasse 18b (Karte)                                   | bezeichnet 1899 (Mietshaus)                                                                                      | aufwendig gestaltetes historisierendes Wohngebäude aus der Gründerzeit und um 1900, charakteristische Klinker-Sandstein-Fassade, belebt von gleichmäßig über die Front verteiltem Fassadenschmuck, verschiedene Stilvorbilder nachahmend, baugeschichtlich bedeutend, zudem als Teil eines weitgehend geschlossen erhaltenen Quartiers der Neustadt stadtentwicklungsgeschichtlich von Belang | 09214287 |
| Weitere Bilder                          | Fehrsches Haus | Rähnitzgasse 19 (Karte)                                    | 1730 (Wohnhaus)                                                                                                  | Wohnhaus in Ecklage und geschlossener Bebauung; palaisartiger Bau mit repräsentativer Fassadengestaltung und ausgebautem Mansarddach, eines der besterhaltenen bürgerlichen Barockhäuser Dresdens, baugeschichtlich, künstlerisch und stadtentwicklungsgeschichtlich bedeutend sowie singulär. Errichtet nach Plänen von Johann Gottfried Fehre, Schauseite Rähnitzgasse mit Kartuschen und Muschelwerk, urspr. Wohnhaus Fehres mit Palaischarakter, heute Nutzung als Hotel. | 09214288 |
|                                         | Mietshaus in geschlossener Bebauung                                                                                               | Rähnitzgasse 20 (Karte)                                    | bezeichnet 1899 (Mietshaus)                                                                                      | aufwendig gestaltetes historisierendes Wohngebäude aus der Gründerzeit und um 1900, charakteristische Klinker-Sandstein-Fassade, belebt von gleichmäßig über die Front verteiltem Fassadenschmuck, verschiedene Stilvorbilder nachahmend, baugeschichtlich bedeutend, zudem als Teil eines weitgehend geschlossen erhaltenen Quartiers der Neustadt stadtentwicklungsgeschichtlich von Belang | 09214289 |
|                                         | Mietshaus in geschlossener Bebauung                                                                                               | Rähnitzgasse 20b (Karte)                                   | bezeichnet 1900 (Mietshaus)                                                                                      | aufwendig gestaltetes historisierendes Wohngebäude aus der Gründerzeit und um 1900, charakteristische Klinker-Sandstein-Fassade, belebt von gleichmäßig über die Front verteiltem Fassadenschmuck, verschiedene Stilvorbilder nachahmend, baugeschichtlich bedeutend, zudem als Teil eines weitgehend geschlossen erhaltenen Quartiers der Neustadt stadtentwicklungsgeschichtlich von Belang | 09214290 |
|                                         | Wohnhaus in geschlossener Bebauung                                                                                                | Rähnitzgasse 22 (Karte)                                    | 1810 (Wohnhaus)                                                                                                  | als Bestandteil eines markanten und geschlossen überkommenen Dresdner Wohnquartiers aus dem 18. und 19. Jahrhundert zwischen König- und Hauptstraße stadtentwicklungsgeschichtlich bedeutend | 09214292 |
|                                         | Wohnhaus in geschlossener Bebauung                                                                                                | Rähnitzgasse 23 (Karte)                                    | Mitte 18. Jh. (Wohnhaus)                                                                                         | Barockbau, symmetrische Fassadengliederung, Mittelachse hervorgehoben, eines der wenigen erhaltenen Bürgerhäuser Dresdens aus dem 18. Jahrhundert, von baugeschichtlicher und stadtentwicklungsgeschichtlicher Bedeutung | 09214293 |
|                                         | Königstraße (Sachgesamtheit): Haus Der Anker (Einzeldenkmal zu ID-Nr. 09214213)                                                   | Rähnitzgasse 25 (Karte)                                    | 1730–1735 (Wohnhaus)                                                                                             | Einzeldenkmal der Sachgesamtheit Königstraße: Wohnhaus in geschlossener Bebauung; bildet mit Königstraße 10 charakteristisches Durchgangshaus des Barock, baugeschichtlich, künstlerisch und stadtentwicklungsgeschichtlich bedeutend (siehe auch Königstraße 10). Durchhaus zur Königstraße 10, Kartusche mit Ankersymbol. | 09214294 |
|                                         | Königstraße (Sachgesamtheit): Wohnhaus in geschlossener Bebauung (Einzeldenkmal zu ID-Nr. 09214213)                               | Rähnitzgasse 27 (Karte)                                    | 1. Hälfte 18. Jh. (Wohnhaus)                                                                                     | Einzeldenkmal der Sachgesamtheit Königstraße: Wohnhaus in geschlossener Bebauung; bildet mit Königstraße 12 charakteristisches Durchgangshaus des Barock, baugeschichtlich, künstlerisch und stadtentwicklungsgeschichtlich bedeutend (siehe auch Königstraße 12). | 09214295 |
|                                         | Doppelwohnhaus in offener Bebauung                                                                                                | Robert-Blum-Straße 4; 6 (Karte)                            | Mitte 19. Jh. (Doppelwohnhaus)                                                                                   | charakteristisches spätklassizistisches Gebäude, analog Robert-Blum-Straße 8 und Theresienstraße 1 als Doppelhaus ausgeführt, baugeschichtlich und stadtentwicklungsgeschichtlich bedeutend | 09214297 |
|                                         | Doppelwohnhaus in offener Bebauung                                                                                                | Robert-Blum-Straße 8 (Karte)                               | 1838 (Doppelwohnhaus)                                                                                            | Doppelwohnhaus in offener Bebauung (Robert-Blum-Straße 8 und Theresienstraße 1); charakteristisches spätklassizistisches Gebäude, analog Robert-Blum-Straße 4/6 als Doppelhaus ausgeführt, baugeschichtlich und stadtentwicklungsgeschichtlich bedeutend | 09214298 |
| Weitere Bilder                          | Mietshaus in offener Bebauung (einschl. der benachbarten Erdgeschosszone)                                                         | Robert-Blum-Straße 9; 11 (Karte)                           | bezeichnet 1916–1917 (Mietshaus)                                                                                 | beeindruckendes, während des Ersten Weltkrieges erbautes Wohngebäude der Architektur um 1910 mit aufwendiger Fassadengestaltung, vor allem neoklassizistisch geprägt, baugeschichtlich und stadtentwicklungsgeschichtlich bedeutend | 09214299 |
| Weitere Bilder                          | Brückenkopf der Albertbrücke (Einzeldenkmale zu ID-Nr. 09306037)                                                                  | Rosa-Luxemburg-Platz (Karte)                               | 1933–1938 (Brückenteil), bezeichnet 1936–1937 (Relief), bezeichnet 1938 (Relief), 1933–1938 (Fußgängerbrücke)    | Einzeldenkmale der Sachgesamtheit Königsufer: Brückenkopf der Albertbrücke mit Treppenanlagen, Pavillon und Großreliefs sowie kleiner Brücke zum Staudengarten; Teil der Neustädter Elbufergestaltung, in auffälliger, teilweise repräsentativer und auch zeittypischer Form, Königsufer einzigartige Gestaltung des Flussufers einer Stadt, baugeschichtlich, künstlerisch, städtebaulich und gartenkünstlerisch/landschaftsgestalterisch bedeutend. | 09214337 |
| Weitere Bilder                          | Königsufer: Treppenanlage, Stützmauer und Plastik „Bogenschütze“ (Einzeldenkmale zu ID-Nr. 09306037)                              | Rosa-Luxemburg-Platz (Karte)                               | 1933–1938 (Treppenanlage), 1933–1938 (Stützmauer), 1935–1936, Nachguss des Originals von 1901 (Statue)           | Einzeldenkmal der Sachgesamtheit Königsufer: Treppenanlage, Stützmauer und Plastik eines Bogenschützen von Ernst Moritz Geyger (1861–1941); zwischen Staudengarten, Elbpromenade und Rosa-Luxemburg-Platz, Teil der Neustädter Elbufergestaltung, in auffälliger, teilweise repräsentativer und auch zeittypischer Form, Königsufer einzigartige Gestaltung des Flussufers einer Stadt, baugeschichtlich, künstlerisch, städtebaulich und gartenkünstlerisch/landschaftsgestalterisch bedeutend | 09214336 |
| Weitere Bilder                          | Bahnhof Dresden-Neustadt | Schlesischer Platz 1 (Karte)                               | 1898–1901 (Personenbahnhof), 1899–1901 (Bahnbetriebswerk)                                                        | Bahnhof, Seitenwände der Eisenbahnbrücke Hansastraße, Theodor Kunz-Relief (Schlesischer Platz 1, Hansastraße 2) und Bahnbetriebswerk/Lokeinsatzstelle mit Lokschuppen, zwei Wasserkränen; architektonisch bemerkenswerter Bahnhof um 1900, baugeschichtlich, künstlerisch, ortsgeschichtlich und verkehrsgeschichtlich bedeutend. | 09214582 |
|                                         | Doppelwohnhaus in offener Bebauung                                                                                                | Theresienstraße 1 (Karte)                                  | 1838 (Doppelwohnhaus)                                                                                            | Doppelwohnhaus in offener Bebauung (Robert-Blum-Straße 8 und Theresienstraße 1); charakteristisches spätklassizistisches Gebäude, analog Robert-Blum-Straße 4/6 als Doppelhaus ausgeführt, baugeschichtlich und stadtentwicklungsgeschichtlich bedeutend | 09214298 |
|                                         | Mietshaus mit Seitengebäude | Theresienstraße 5 (Karte)                                  | vor 1852 (Mietshaus)                                                                                             | Mietshaus mit Seitengebäude in ehem. halboffener Bebauung, markanter historistischer Bau der frühen Gründerzeit mit ausgewogen gegliederter Fassade, vor allem baugeschichtlich bedeutend. | 09214301 |
| Weitere Bilder                          | Mietvilla | Theresienstraße 8 (Karte)                                  | 1884 (Mietvilla)                                                                                                 | gestalterisch markanter, mit Säulen, Akroterien usw. vor allem spätklassizistischer Bau der Architektur des 19. Jahrhunderts, baugeschichtlich bedeutend, zudem als Teil des Neustädter Grünrings von Thormeyer städtebaulich von Belang | 09214303 |
| Weitere Bilder                          | Nieritz-Denkmal | Theresienstraße 9 (vor) (Karte)                            | 1878 (Denkmal)                                                                                                   | Denkmal für Karl Gustav Nieritz; aus Stufen, Sockel, Säule, Büste und zwei Kindergestalten, künstlerisch und personengeschichtlich bedeutend | 09214305 |
|                                         | Villa mit Nebengebäude und Einfriedung                                                                                            | Theresienstraße 9; 9a; 9b; 9c (Karte)                      | 1826 (Villa) | charakteristisches „biedermeierliches“ oder klassizistisches Wohngebäude des Neustädter Grünrings von Thormeyer, zweigeschossiger Bau, Walmdach, klar gegliederte Fassade, bescheidene Dekor, baugeschichtlich, städtebaulich und stadtentwicklungsgeschichtlich bedeutsam | 09214304 |
|                                         | Doppelmietshaus mit Einfriedung in halboffener Bebauung                                                                           | Theresienstraße 10; 10b (Karte)                            | bezeichnet 1910 (Doppelmietshaus)                                                                                | typisches Gebäude der Reformarchitektur nach 1900 mit wenigem akzentuierendem Schmuck, baugeschichtlich bedeutend | 09214306 |
|                                         | Villa mit Nebengebäude und Einfriedung                                                                                            | Theresienstraße 11; 11e; 11f; 11g (Karte)                  | 1826 (Villa) | charakteristisches „biedermeierliches“ oder klassizistisches Wohngebäude des Neustädter Grünrings von Thormeyer, zweigeschossiger Bau, Walmdach, klar gegliederte Fassade, bescheidene Dekor, baugeschichtlich, städtebaulich und stadtentwicklungsgeschichtlich bedeutsam | 09214307 |
| Direkt Bild zu diesem Denkmal hochladen | Mietshaus mit Einfriedung in geschlossener Bebauung                                                                               | Theresienstraße 12 (Karte)                                 | 1903 (Mietshaus)                                                                                                 | typisches Gebäude der Architektur um 1900 mit versachlichten historisierenden Elementen, z. B. Spitzbogenfriesen, und Jugendstilmotiven, Bänderung im Zaun, diese akzentuierend, Anwesen baugeschichtlich bedeutend | 09214308 |
|                                         | Villa mit zwei Hintergebäuden, Garten (als Nebenanlage) und Einfriedung                                                           | Theresienstraße 13 (Karte)                                 | vor 1833 (Villa)                                                                                                 | charakteristisches, anfänglich »biedermeierliches« Wohngebäude des Neustädter Grünrings von Thormeyer, ursprünglich zweigeschossiger Bau, später, wohl 1875 aufgestockt und mit einer historistischen Gestaltung versehen, klar gegliederte Fassade, bescheidene Dekor, baugeschichtlich, städtebaulich und stadtentwicklungsgeschichtlich bedeutsam | 09214309 |
|                                         | Mietshaus mit Einfriedung in geschlossener Bebauung                                                                               | Theresienstraße 14 (Karte)                                 | 1904 (Mietshaus)                                                                                                 | typisches Gebäude der Architektur um 1900 mit versachlichten historisierenden Elementen, z. B. Vorhangbogenmotive in den Fenstergewänden, und Jugendstilelemente, Bänderung in Balkonbrüstungen und Zaun, diese akzentuierend, Anwesen baugeschichtlich bedeutend | 09214310 |
|                                         | Villa mit Einfriedung | Theresienstraße 15 (Karte)                                 | 1826 (Villa) | charakteristisches „biedermeierliches“ oder klassizistisches Wohngebäude des Neustädter Grünrings von Thormeyer, zweigeschossiger Bau, Walmdach, klar gegliederte Fassade, kaum Dekor, baugeschichtlich, städtebaulich und stadtentwicklungsgeschichtlich bedeutsam | 09214311 |
| Direkt Bild zu diesem Denkmal hochladen | Wohnhaus in offener Bebauung | Theresienstraße 17 (Karte)                                 | vor 1833 (Wohnhaus)                                                                                              | vielleicht ehemaliges Gartenhaus der Nummer 15, charakteristisches »biedermeierliches« oder klassizistischer Bau des Neustädter Grünrings von Thormeyer, zweigeschossige, Satteldach, klar gegliederte Fassade, kaum Dekor, baugeschichtlich, städtebaulich und stadtentwicklungsgeschichtlich bedeutsam | 09214312 |
|                                         | Mietshaus mit Einfriedung in offener Bebauung                                                                                     | Theresienstraße 18 (Karte)                                 | um 1910 (Mietshaus)                                                                                              | mit klar gegliedertem Baukörper und wenigem, aber akzentuierendem Schmuck typisches Beispiel der Reformarchitektur nach 1900, baugeschichtlich bedeutend | 09214313 |
|                                         | Doppelvilla mit Hintergebäuden, Garten und Einfriedung                                                                            | Theresienstraße 19; 21; 21a (Karte)                        | vor 1833 (Villa)                                                                                                 | charakteristisches „biedermeierliches“ oder klassizistisches Wohngebäude des Neustädter Grünrings von Thormeyer, zweigeschossiger Bau, Walmdach, klar gegliederte Fassade, bescheidene Dekor, baugeschichtlich, städtebaulich und stadtentwicklungsgeschichtlich bedeutsam | 09214314 |
|                                         | Wohnanlage in Ecklage und offener Bebauung                                                                                        | Theresienstraße 20 (Karte)                                 | um 1910 (Mehrfamilienwohnhaus)                                                                                   | Wohnanlage in Ecklage und offener Bebauung (Königstraße 29/31 und Theresienstraße 20); mit klar gegliedertem Baukörper und wenigem, aber akzentuierendem Schmuck typisches Beispiel der Reformarchitektur nach 1900, baugeschichtlich bedeutend, als Teil des Albertplatzes und wegen der markanten Lage auch städtebaulich von Belang. | 09214234 |
|                                         | Villa mit Einfriedung | Theresienstraße 25 (Karte)                                 | vor 1833 (Villa)                                                                                                 | charakteristisches „biedermeierliches“ oder klassizistisches Wohngebäude des Neustädter Grünrings von Thormeyer, zweigeschossiger Bau, klar gegliederte Fassade, kaum Dekor, baugeschichtlich, städtebaulich und stadtentwicklungsgeschichtlich bedeutsam | 09214316 |
|                                         | Mietvilla mit Einfriedung | Theresienstraße 27 (Karte)                                 | vor 1833 (Mietvilla)                                                                                             | als Teil des Neustädter Grünrings von Thormeyer städtebaulich von Belang | 09214317 |
|                                         | Straßenseitige Einfriedung des Grundstücks                                                                                        | Theresienstraße 29 (Karte)                                 | um 1890 (Einfriedung)                                                                                            | markanter und gestalterisch anspruchsvoller, wohl gusseiserner Zaun aus dem späten 19. Jahrhundert auf Sandsteinsockel, baugeschichtlich bedeutend | 09214318 |
| Weitere Bilder                          | Mietshaus in geschlossener Bebauung                                                                                               | Tieckstraße 1 (Karte)                                      | 1883 (Mietshaus)                                                                                                 | markantes historisierendes Wohngebäude aus der Gründerzeit, dominiert von Eingangs- und Balkonachse, baugeschichtlich bedeutend, zudem Teil eines weitgehend geschlossen erhaltenen Straßenzuges einer Epoche, stadtentwicklungsgeschichtlich von Belang | 09214709 |
| Weitere Bilder                          | Mietshaus in geschlossener Bebauung                                                                                               | Tieckstraße 2 (Karte)                                      | um 1880 (Mietshaus)                                                                                              | markantes historisierendes Wohngebäude aus der Gründerzeit, mit Schmuck- und Gliederungselementen der Renaissance und des Klassizismus, baugeschichtlich bedeutend, zudem Teil eines weitgehend geschlossen erhaltenen Straßenzuges einer Epoche, stadtentwicklungsgeschichtlich von Belang | 09214713 |
| Weitere Bilder                          | Mietshaus in geschlossener Bebauung                                                                                               | Tieckstraße 3 (Karte)                                      | 1876 (Mietshaus)                                                                                                 | markantes historisierendes Wohngebäude aus der Gründerzeit, dominiert von Eingangsachse, baugeschichtlich bedeutend, zudem Teil eines weitgehend geschlossen erhaltenen Straßenzuges einer Epoche, stadtentwicklungsgeschichtlich von Belang | 09214710 |
| Weitere Bilder                          | Mietshaus in geschlossener Bebauung                                                                                               | Tieckstraße 4 (Karte)                                      | um 1880 (Mietshaus)                                                                                              | markantes historisierendes Wohngebäude aus der Gründerzeit, dominiert von Eingangsachse, baugeschichtlich bedeutend, zudem Teil eines weitgehend geschlossen erhaltenen Straßenzuges einer Epoche, stadtentwicklungsgeschichtlich von Belang | 09214714 |
| Weitere Bilder                          | Mietshaus in geschlossener Bebauung                                                                                               | Tieckstraße 6 (Karte)                                      | um 1880 (Mietshaus)                                                                                              | markantes historisierendes Wohngebäude aus der Gründerzeit, mit verschiedenen Schmuck- und Gliederungselementen, baugeschichtlich bedeutend, zudem Teil eines weitgehend geschlossen erhaltenen Straßenzuges einer Epoche, stadtentwicklungsgeschichtlich von Belang | 09214715 |
| Weitere Bilder                          | Mietshaus mit Laden in geschlossener Bebauung                                                                                     | Tieckstraße 7 (Karte)                                      | 1877 (Mietshaus)                                                                                                 | markantes historisierendes Wohngebäude aus der Gründerzeit, mit verschiedenen Schmuck- und Gliederungselementen, baugeschichtlich bedeutend, zudem Teil eines weitgehend geschlossen erhaltenen Straßenzuges einer Epoche, stadtentwicklungsgeschichtlich von Belang | 09214711 |
| Weitere Bilder                          | Mietshaus in geschlossener Bebauung                                                                                               | Tieckstraße 8 (Karte)                                      | um 1880 (Mietshaus)                                                                                              | markantes historisierendes Wohngebäude aus der Gründerzeit, dominiert von Eingangsachse, baugeschichtlich bedeutend, zudem Teil eines weitgehend geschlossen erhaltenen Straßenzuges einer Epoche, stadtentwicklungsgeschichtlich von Belang | 09214716 |
| Weitere Bilder                          | Mietshaus in geschlossener Bebauung                                                                                               | Tieckstraße 9 (Karte)                                      | 1877 (Mietshaus)                                                                                                 | Gebäude der Gründerzeit, Teil eines weitgehend geschlossen erhaltenen Straßenzuges einer Epoche, stadtentwicklungsgeschichtlich von Belang | 09214712 |
| Weitere Bilder                          | Mietshaus in geschlossener Bebauung                                                                                               | Tieckstraße 11 (Karte)                                     | um 1885 (Mietshaus)                                                                                              | relativ aufwendig gestaltetes historisierendes Wohngebäude aus der Gründerzeit, dominiert von hervorgehobener Mittelachse, hier konzentriert sich der Fassadenschmuck, noch spätklassizistische geprägt, baugeschichtlich bedeutend, zudem Teil eines weitgehend geschlossen erhaltenen Straßenzuges seiner Zeit, stadtentwicklungsgeschichtlich von Belang | 09214717 |
| Weitere Bilder                          | Mietshaus in geschlossener Bebauung                                                                                               | Tieckstraße 13 (Karte)                                     | bezeichnet 1888–1891 (Mietshaus)                                                                                 | relativ aufwendig gestaltetes historisierendes Wohngebäude aus der Gründerzeit, dominiert von leicht nach links versetztem Erker, flächiger, nobler Fassadenschmuck, Bau noch spätklassizistische geprägt, baugeschichtlich bedeutend, zudem Teil eines weitgehend geschlossen erhaltenen Straßenzuges seiner Zeit, stadtentwicklungsgeschichtlich von Belang | 09214718 |
| Weitere Bilder                          | Mietshaus in geschlossener Bebauung                                                                                               | Tieckstraße 15 (Karte)                                     | um 1885 (Mietshaus)                                                                                              | relativ aufwendig gestaltetes historisierendes Wohngebäude aus der Gründerzeit, dominiert von zwei Balkonen und der rechten, etwas hervorgehobenen Eingangsachse, flächiger, nobler Fassadenschmuck, Bau noch spätklassizistische geprägt, baugeschichtlich bedeutend, zudem Teil eines weitgehend geschlossen erhaltenen Straßenzuges seiner Zeit, stadtentwicklungsgeschichtlich von Belang | 09214719 |
| Weitere Bilder                          | Mietshaus in geschlossener Bebauung                                                                                               | Tieckstraße 17 (Karte)                                     | um 1890 (Mietshaus)                                                                                              | originale Flurausstattung mit Stuckdekor und Ausmalung, äußerst aufwendig gestaltetes historisierendes Wohngebäude aus der Gründerzeit, dominiert von mittigem Erker mit Turmhaube und seitlichen Loggienachsen, mit Beschlagwerk, Köpfen, Diamantierung, Rustika usw. vor allem im Stil der Deutschen Renaissance gehalten, baugeschichtlich und künstlerisch bedeutend, zudem Teil eines weitgehend geschlossen erhaltenen Straßenzuges seiner Zeit, stadtentwicklungsgeschichtlich von Belang | 09214720 |
| Weitere Bilder                          | Mietshaus in geschlossener Bebauung                                                                                               | Tieckstraße 19 (Karte)                                     | bezeichnet 1889 (Mietshaus)                                                                                      | originale Flurausstattung mit Stuckdekor und Ausmalung, äußerst aufwendig gestaltetes historisierendes Wohngebäude aus der Gründerzeit, dominiert von mittiger Eingangs- und zwei seitlichen Loggienachsen, belebt von eklektizistischem, d. h. verschiedene Stilvorbilder nachahmendem, Fassadenschmuck, baugeschichtlich und künstlerisch bedeutend, zudem Teil eines weitgehend geschlossen erhaltenen Straßenzuges seiner Zeit, stadtentwicklungsgeschichtlich von Belang | 09214548 |
| Weitere Bilder                          | Mietshaus in Ecklage und geschlossener Bebauung                                                                                   | Tieckstraße 21 (Karte)                                     | um 1890 (Mietshaus)                                                                                              | äußerst aufwendig gestaltetes historisierendes Wohngebäude aus der Gründerzeit, charakteristische Klinker-Sandstein-Fassade, dominiert von Eckturm und seitlicher Loggienachse an der Tieckstraße, belebt von gleichmäßig über die Fronten verteiltem Fassadenschmuck, verschiedene Stilvorbilder nachahmend, baugeschichtlich und künstlerisch bedeutend, zudem Teil eines weitgehend geschlossen erhaltenen Straßenzuges seiner Zeit stadtentwicklungsgeschichtlich von Belang | 09214721 |
| Weitere Bilder                          | Wohnhaus in Ecklage, offene Bebauung                                                                                              | Tieckstraße 29 (Karte)                                     | um 1860 (Wohnhaus)                                                                                               | spätbiedermeierlich, stadtentwicklungsgeschichtlich von Belang | 09215431 |
|                                         | Mietvilla mit Einfriedung | Unterer Kreuzweg 1 (Karte)                                 | 1865 (Mietvilla)                                                                                                 | markantes historisierendes Wohngebäude aus der Vorgründerzeit, dominiert von Mittelrisalit und Balkonen, auffälliger, akzentuierender Fassadenschmuck, baugeschichtlich bedeutend, im Zusammenhang mit dem Grünring, einer städtebaulichen Planung mit offener Bebauung, die maßgeblich auf den Architekten Thormeyer zurückgeht, städtebaulich und stadtentwicklungsgeschichtlich von Wert | 09214319 |
| Weitere Bilder                          | Villa/Landhaus mit Nebengebäude und Garten                                                                                        | Unterer Kreuzweg 3 (Karte)                                 | vor 1845 (Villa)                                                                                                 | Hauptbau schlichtes, aber charakteristisches und in Dresden eher seltenes Beispiel des Rundbogenstils als Spätform des Klassizismus, abgesehen davon markantes Landhausanwesen des frühen 19. Jahrhunderts, dieses vor allem baugeschichtlich bedeutend, im Zusammenhang mit dem so genannten Grünring, im Wesentlichen um den heutigen Albertplatz gelegen, städtebauliche von Belang, Landhaus mit seiner streng axialen, aber zugleich auch sehr noblen Fassade baukünstlerisch anspruchsvoll | 09214320 |
| Weitere Bilder                          | Mietvilla (Nr. 5) mit Nebengebäude (Nr. 5a)                                                                                       | Unterer Kreuzweg 5; 5a (Karte)                             | zwischen 1852 und 1862 (Mietvilla), zwischen 1863 und 1867 (Nebengebäude)                                        | als Teil des einzigartigen Neustädter Grünrings, einer nach Niederlegung der Festungswerke etwa ab 1828 realisierten städtebaulichen Idealplanung, städtebaulich und stadtentwicklungsgeschichtlich bedeutend | 09214321 |
|                                         | Königstraße (Sachgesamtheit): Haus Der Strauß (ehem.) (Einzeldenkmal zu ID-Nr. 09214213)                                          | Wallgäßchen 1 (Karte)                                      | bez. 1734 (Wohnhaus)                                                                                             | Einzeldenkmal der Sachgesamtheit Königstraße: Wohnhaus in Ecklage und geschlossener Bebauung; symmetrische Fassadengliederung, Mittelachse durch Torbogen und figuralen sowie ornamentalen Schmuck hervorgehoben, Teil der barocken Bebauung der Königstraße und eines der wenigen erhaltenen Bürgerhäuser Dresdens aus dem 18. Jahrhundert, von besonderer baugeschichtlicher und stadtentwicklungsgeschichtlicher Bedeutung sowie künstlerisch wertvoll | 09214214 |
|                                         | Hofpianofabrik Carl Rönisch (ehem.)                                                                                               | Wallgäßchen 2; 2a (Karte)                                  | 1872–1873 (Fabrik)                                                                                               | Ehemaliges Fabrikgebäude der Hofpianofabrik Carl Rönisch; Bau über U-förmigem Grundriss, die repräsentative Fassade zeigt historisierende Formen wie Rundbogenöffnungen, ein genutetes Hochparterre, Fensterbedachungen unterschiedlicher Form usw., baugeschichtlich, industriegeschichtlich und ortsgeschichtlich bedeutend. | 09214322 |
|                                         | Wohnhaus und Hintergebäude | Wallgäßchen 4 (Karte)                                      | um 1800 (Wohnhaus)                                                                                               | charakteristisches Anwesen aus der Biedermeierzeit mit schlichter Fassade, zudem Teil eines bedeutsamen Quartiers, bau- und stadtentwicklungsgeschichtlich bedeutend | 09214323 |
|                                         | Königstraße (Sachgesamtheit): Lippertsches Haus (ehem.) (Einzeldenkmal zu ID-Nr. 09214213)                                        | Wallgäßchen 7 (Karte)                                      | 1733/1755 (1737)                                                                                                 | Einzeldenkmal der Sachgesamtheit Königstraße: Wohnhaus in Ecklage und geschlossener Bebauung; Bau mit Innenhof, symmetrische Fassadengliederung, Mittelachse durch Torbogen und ornamentalen Schmuck hervorgehoben, Teil der barocken Bebauung der Königstraße und eines der wenigen erhaltenen Bürgerhäuser Dresdens aus dem 18. Jahrhundert, von besonderer baugeschichtlicher und stadtentwicklungsgeschichtlicher Bedeutung sowie künstlerisch wertvoll | 09214324 |
|                                         | Mietshaus in offener Bebauung | Weintraubenstraße 2 (Karte)                                | 1901–1902 (Mietshaus)                                                                                            | historisierendes Wohngebäude aus der Zeit um 1900, markanter, akzentuierender Fassadenschmuck, baugeschichtlich bedeutend | 09215555 |
| Weitere Bilder                          | Studienanstalt für Mädchen; Städtisches Mädchengymnasium; Romain-Rolland-Gymnasium Dresden                                        | Weintraubenstraße 3 (Karte)                                | 1913–1915 (Gymnasium)                                                                                            | Schulgebäude; über U-förmigem Grundriss, markanter Bau des frühen 20. Jahrhunderts zwischen Versachlichung und Historismus, mit Anklängen an barocke und klassizistische Architekturtraditionen, in der Mitte leicht vorgezogener Festsaaltrakt mit großen Fenstern, Lisenengliederung und Plastiken, in den Bereichen dahinter die Klassenzimmer untergebracht, das ursprüngliche Walmdach 1928 durch ausgebautes Mansarddach ersetzt, innen Gestaltungen im Jugendstil, eines der bemerkenswertesten öffentlichen Gebäude von Hans Erlwein, bis auf die Veränderungen im Dachbereich im Vergleich zu vielen anderen Bauten weitgehend original erhalten, wichtiges Zeugnis der Dresdner Architektur aus der ersten Hälfte des 19. Jahrhunderts mit hohem gestalterischen Anspruch, baugeschichtlich und ortsgeschichtlich sowie künstlerisch bedeutend. | 09215556 |
| Weitere Bilder                          | Wohnhaus in geschlossener Bebauung                                                                                                | Weintraubenstraße 19 (Karte)                               | um 1865 (Wohnhaus)                                                                                               | markanter spätklassizistischer Bau, etwa um die Mitte des 19. Jahrhunderts oder kurz danach entstanden, baugeschichtlich bedeutend, mit der noblen Fassadengestaltung auch künstlerisch von Belang | 09214581 |
| Weitere Bilder                          | Königsufer: Staudengarten mit Sonnenuhr (Einzeldenkmale zu ID-Nr. 09306037)                                                       | Wigardstraße (Karte)                                       | 1934–1935 (Staudengarten), 1940 (Sonnenuhr)                                                                      | Einzeldenkmal der Sachgesamtheit Königsufer: Staudengarten mit Sonnenuhr; Gartenanlage zwischen Wigardstraße und Elbpromenade mit Treppen- und Wegeführung, Rasenfeldern, Stauden, Bäumen, Teil der Neustädter Elbufergestaltung, in auffälliger, teilweise repräsentativer und auch zeittypischer Form, Königsufer einzigartige Gestaltung des Flussufers einer Stadt, baugeschichtlich, künstlerisch, städtebaulich und gartenkünstlerisch/landschaftsgestalterisch bedeutend. | 09306047 |
| Weitere Bilder                          | Institut für Lehrerbildung; Pädagogische Hochschule »Karl-Friedrich-Wander«; Staatsministerium für Wissenschaft und Kunst         | Wigardstraße 17 (Karte)                                    | 1963–1965 (Hochschule)                                                                                           | Hochschulgebäude; langgestreckter, viereinhalbgeschossiger Bau in schlichten klassizistischen Formen, Mittel- und Seitenteile leicht hervorgehoben, Beispiel der DDR-Architektur um 1960, baugeschichtlich bedeutend sowie als historisches Schulgebäude Dresdens ortsgeschichtlich von Wert. Institutsgebäude und Mensa der ehem. Pädagogischen Hochschule Dresden, errichtet im Stil des Sozialistischen Klassizismus unter Übernahme von Grundriss, Keller- und Sockelgeschoss sowie Gesamtgliederung des 1945 zerstörten Vorgängerbaus (Schulhaus der Dreikönigschule), seit 1994 Ministerialgebäude. | 09214325 |
| Weitere Bilder                          | Behrsches Haus | Wigardstraße 21 (Karte)                                    | um 1830 (Wohnhaus)                                                                                               | Wohnhaus in offener Bebauung; charakteristischer klassizistischer Bau des so genannten Grünrings, einer städtebaulichen Idealplanung vor allem des bekannten Architekten Thormeyer in der Inneren Neustadt, zudem Wohnstätte des sächsischen Justizminister Johann Heinrich August von Behr (1793–1871), bau- und personengeschichtlich sowie städtebaulich bedeutend | 09214326 |
| Weitere Bilder                          | Mietshaus in Ecklage und halboffener Bebauung                                                                                     | Wilhelm-Buck-Straße 17 (Karte)                             | 1902 (Mietshaus)                                                                                                 | aufwendig gestaltetes historisierendes Wohngebäude aus der Zeit um 1900, dominiert von Eckerker, Balkonen usw., markanter Fassadenschmuck, Elementen der Gotik und der Deutschen Renaissance nachempfunden, baugeschichtlich bedeutend | 09214327 |
| Weitere Bilder                          | Mietshaus geschlossener Bebauung                                                                                                  | Wilhelm-Buck-Straße 19 (Karte)                             | 1903 (Mietshaus)                                                                                                 | aufwendig gestaltetes historisierendes Wohngebäude aus der Zeit und um 1900, dominiert von Mittelachse und seitlichen Balkonreihen, markanter Fassadenschmuck, zumeist stilisiert, einige Elementen des Barock nachempfunden, baugeschichtlich bedeutend | 09214328 |
| Weitere Bilder                          | Mietshaus geschlossener Bebauung                                                                                                  | Wilhelm-Buck-Straße 21 (Karte)                             | 1902 (Mietshaus)                                                                                                 | typisches Gebäude der Architektur um 1900 mit versachlichten historisierenden Elementen, z. B. Spitzbogenfriesen und Dreipässen, diese akzentuierend, Anwesen baugeschichtlich bedeutend, interessant der Übergang zur 1905–1906 entstanden Wilhelm-Buck-Straße 23, die bereits eine völlig andere Stilrichtung zeigt. | 09214329 |
| Weitere Bilder                          | Mietshaus mit Einfriedung in Ecklage und geschlossener Bebauung                                                                   | Wilhelm-Buck-Straße 23 (Karte)                             | 1905–1906 (Mietshaus)                                                                                            | repräsentativer Bau der versachlichten Architektur nach 1900 zwischen Reformstil und Jugendstil, wenige akzentuierende Schmuck- und Gestaltungselemente beleben das Gebäude, baugeschichtlich bedeutend | 09214330 |
|                                         | Wohnhaus in geschlossener Bebauung                                                                                                | Wolfsgasse 1 (Karte)                                       | um 1885 (Wohnhaus)                                                                                               | markanter wohl spätklassizistischer Bau, etwa um die Mitte des 19. Jahrhunderts oder kurz danach entstanden, baugeschichtlich bedeutend | 09215559 |
|                                         | Wohnhaus in ehem. geschlossener Bebauung                                                                                          | Wolfsgasse 3 (Karte)                                       | um 1865 (Wohnhaus)                                                                                               | als baukünstlerisch sehr qualitätvolles Beispiel der Architektur des sächsischen Klassizismus (biedermeierliche Phase – etwa seit 1815) baugeschichtlich und künstlerisch bedeutend | 09215558 |
|                                         | Wohnhaus in ehem. geschlossener Bebauung                                                                                          | Wolfsgasse 7 (Karte)                                       | bezeichnet 1843, Inschrift eines Zimmermeisters an Brett (Wohnhaus)                                              | als baukünstlerisch sehr qualitätvolles Beispiel der Architektur des sächsischen Klassizismus (biedermeierliche Phase – etwa seit 1815) baugeschichtlich und künstlerisch bedeutend | 09215557 |

## Ausführliche Denkmaltexte
1. ↑  Die Diakonissenhauskirche wurde 1928–1929 durch den Architekten Max Hans Kühne errichtet. Nach den Bombenangriffen auf Dresden am 13. Februar 1945, bei denen das Gotteshaus ausbrannte, erfolgte 1960–1962 ein vereinfachender Wiederaufbau. Er lag in den Händen von Oswin Hempel. Dabei wurde der Innenraum neu gestaltet. Aus dieser Zeit stammt auch das Altarbild von Paul Sinkwitz. Im Jahre 1973 weihte man die Schuke-Orgel ein. In den Jahren 1992 und 2001 gab es zwei grundlegende Sanierungen. Bei der Anstaltskirche des Diakonissenkrankenhauses handelt es sich um einen Saalbau mit dominantem Dachreiter. Sie setzt sich aus einem Rechteck und zwei Halbzylindern zusammen, die ein nach den Schmalseiten abgerundetes Dach tragen. Vor allem die Längsseiten des avantgardistisch anmutenden Baukörpers werden von vertikalen Lichtbändern durchbrochen. An der Südseite befinden sich zwei Anbauten. In das Innere gelangt man über zwei gestalterisch hervorgehobene Portale. Das mit Namen der beiden bekannten Architekten Max Hans Kühne und Oswin Hempel verbundene markante Gotteshaus ist ein bedeutsames Zeugnis der Kirchenbaukunst des 20. Jahrhunderts von baugeschichtlicher Bedeutung. Mit der anspruchsvoll und außergewöhnlich gestalteten Fassade und der schlicht, aber nobel gehaltenen Ausstattung ist der Bau zudem künstlerisch von Belang (LfD/2012).
2. ↑  Ehem. Wohn- und Brauhausgebäude sowie seitliche, zu DDR-Zeiten entstandene Hotelflügel, dazu der elbseitige Garten; ersteres barocke Anlage einschl. der Erweiterungen zum Regierungsgebäude (genannt „die Regierung“), aus mehreren, sich um zwei Innenhöfe gruppierenden Bauten. Seit 1982–1985 in das Hotel integriert, dabei Proportionen der Neubauten angelehnt an die Barockanlage, deren Gliederung und Materialwahl an den Nachbargebäuden (Japanisches Palais und Blockhaus), Flügel aus DDR-Zeiten Beispiele der ostdeutschen Postmoderne, zudem mit besonderer und wohl auch singulärer Entstehungsgeschichte, Komplex eine der bedeutsameren Hotelanlagen der 1980er Jahre, hebt sich aus dem Durchschnitt dieser Zeit heraus, bestimmt Elbansicht der Innere Neustadt entscheidend mit, baugeschichtlich, ortsgeschichtlich und städtebaulich von Bedeutung. Kanzleigebäude, Mittelbau des Hotels Bellevue, errichtet nach Plänen von Johann Georg Gebhardt, 1734 durch Matthäus Daniel Pöppelmann erweitert.
3. 1 2 3  Bahnhof Dresden-Neustadt, Seitenwände der Eisenbahnbrücke Hansastraße, Theodor Kunz-Relief (Schlesischer Platz 1, Hansastraße 2) und Bahnbetriebswerk/Lokeinsatzstelle mit Lokschuppen, zwei Wasserkränen, sowie Bekohlungs-, Besandungs- und Entschlackungsanlage (Lößnitzstraße 7b); Bahnhof aus großer Bahnsteighalle und vorgelagertem, längsrechteckigem Empfangsgebäude, dessen Mitteltrakt durch Glaskuppel und zwei Eingangsvorlagen mit Segmentbogenabschlüssen hervorgehoben, Fassaden äußerst repräsentativ, Schmuck- und Gliederungselementen historistisch, Innen Ausmalung im Jugendstil, Bahnhof zusammen mit den Bahnbetriebswerk als Ersatzbau des Schlesischen Bahnhofs Rahmen des großangelegten Ausbaus des Dresdner Eisenbahnnetzes (Dresdner Knoten) errichtet, architektonisch bemerkenswerter Bahnhof um 1900, baugeschichtlich, künstlerisch, ortsgeschichtlich und verkehrsgeschichtlich bedeutend.
4. ↑  Sachgesamtheit Neustädter Markt und Hauptstraße mit folgenden Einzeldenkmalen: Reiterdenkmal August des Starken (siehe Einzeldenkmalliste – Neustädter Markt, ID-Nr. 09216862), acht Wohnhäusern (siehe Einzeldenkmalliste – Hauptstraße 9 – ID-Nr. 09214194, Hauptstraße 11 – ID-Nr. 09214195, Hauptstraße 13 – ID-Nr. 09214196, Hauptstraße 15 – ID-Nr. 09214197, Hauptstraße 17 – ID-Nr. 09214198, Hauptstraße 19 – ID-Nr. 09214199, Hauptstraße 21 – ID-Nr. 09214200), Wohnhaus (siehe Einzeldenkmalliste -Obergraben 2, ID-Nr. 09214251), zwei Brunnenanlagen (siehe Einzeldenkmalliste – Neustädter Markt, ID-Nr. 09306851), zwei Eckbrunnen, sog. Nymphenbrunnen (siehe Einzeldenkmalliste – Neustädter Markt, ID-Nr. 09214235), zwei Fahnenmasten mit Balustraden (siehe Einzeldenkmalliste – Neustädter Markt, ID-Nr. 09216863), acht barocken Figuren (derzeit im städtischen Lapidarium ehemalige Zionskirche untergestellt, 02.03.2017) sowie zwei Vasen ( beide, siehe Einzeldenkmalliste – Hauptstraße, ID-Nr. 09214192), Fragment aus der Trümmerbergung, Portal (siehe Einzeldenkmalliste – Hauptstraße 1, ID-Nr. 09214291), Kellergewölbe des Neustädter Rathauses (siehe Einzeldenkmalliste – Hauptstraße 1, ID-Nr. 09216935), Fragmenten aus der Trümmerbergung, Friese, Schlusssteine und Wappen (siehe Einzeldenkmalliste – Neustädter Markt, ID-Nr. 09216859), vier Reliefs zur Stadtgeschichte von Dresden (siehe Einzeldenkmalliste – Neustädter Markt, ID-Nr. 09307092), Platanenallee, Boulevard und Schmuckplatz einschließlich der Bereiche südlich von Großer Meißner Straße und Köpckestraße (siehe Einzeldenkmalliste – Hauptstraße und Neustädter Markt, ID-Nr. 09303117) und der kleinen Anlage westlich des Jägerhofes mit Brunnen »Blütenbaum« und Strukturwand / Betonformsteinwand (siehe Einzeldenkmalliste – Köpckestraße, ID-Nr. 09306272) sowie folgenden Sachgesamtheitsteilen: Hauptstraße 1, 1a, 3, 3a, 2, 4, 6, 8, 10, 12, 14, 16, 18, 20, 22, 24, 26, 28, 30, 32, 34 und Neustädter Markt 1, 2, 3, 4, 5, 6, 7, 8, 9, 10, 11, 12, 13, 14 (DDR-Plattenbauten), zwei Straßenbahnmasten, den Straßenfläche von Köpckestraße und Großer Meißner Straße sowie den Flächen an den Rückseiten der Häuserzeilen an Hauptstraße und Neustädter Markt; bemerkenswerte städtebauliche Figur und Planung sowie Freiflächengestaltung, geschichtlich, genauer ortsgeschichtlich und gartengeschichtlich, städtebaulich sowie künstlerisch, vor allem gartenkünstlerisch von Bedeutung.

Nach einer längeren Vorgeschichte mit der großflächigen Beseitigung von Kriegstrümmern, aber auch dem Abbruch erhaltenswerter und wiederaufbaufähiger Ruinen und unterschiedlichen Überlegungen zum Wiederaufbau der 1945 stark zerstörten Dresdner Innenstadt entstand 1974 bis 1979 am Neustädter Markt und der Hauptstraße ein neues Quartier mit Bauten des industriellen Wohnungsbaus (WBS 70) für Wohnungen und – in den Erdgeschossen – Geschäfte und Gastronomie. Auf der Westseite der Hauptstraße wurden einige erhalten gebliebene Gebäude saniert und sind wesentlicher Bestandteil dieses städtebaulichen Ensembles. Zwar blieb für die Hauptstraße (während der DDR: Straße der Befreiung) die ursprüngliche Idee einer das Stadtzentrum von Alt- und Neustadt in Süd-Nord-Richtung durchziehenden Fußgängermagistrale zwischen Hauptbahnhof und Albertplatz (DDR: Platz der Einheit) gültig. Allerdings ist hier 1979 (Vollendung auch als Prestigeobjekt anlässlich des 30. Jahrestages der DDR-Gründung) und damit zehn Jahre nach der weitgehenden Fertigstellung des südlichen Abschnitts (der Prager Straße) ein deutlicher Wandel der städtebaulichen Auffassungen festzustellen. Es wurden nicht mehr ausschließlich Neubauten, losgelöst von überkommenen Strukturen, errichtet, sondern einige historische Gebäude erhalten und einbezogen. Auch an die historische Bauflucht der Hauptstraße knüpfte man annähernd an. Allerdings wurde die bis 1945 erlebbare barocke städtebauliche Situation aufgegeben: Von den ursprünglich als Dreistrahl vom Markt in nördlicher Richtung ausgehenden Straßen behielt man nur die mittlere Achse der Hauptstraße bei, während die beiden seitlichen Achsen mit Plattenbauten überbaut wurden. Diese bilden symmetrische, im stumpfen Winkel abknickende Flügel.

Zu betonen ist die bemerkenswerte Freiflächengestaltung, die historische und neue Gestaltungselemente miteinander verbindet und wirkungsvoll in Beziehung zueinander setzt. Mittels Ornamentpflaster und umlaufender Stufenarchitektur hervorgehoben, ist der „Goldene Reiter“ Zentrum und Bezugspunkt der gesamten Anlage geblieben. Neben dem Reiterstandbild und den ehemaligen Eckbrunnen von Johann Benjamin Thomae (Kopien 1938 wohl von Paul Polte) gehört auch das Paar Fahnenmasten mit Balustraden zum älteren Bestand. Vor allem letztere leiten optisch in die Hauptstraße über. Die beiden modernen Wasserspiele von Friedrich Kracht in den Winkeln der seitlichen Flügel sind als Ausdruck ihres Anspruchs von großzügigen Freiflächen umgeben. Von Anfang an geplante »Baumblöcke« von Platanen zu beiden Seiten des Reiterstandbildes verbinden die seitlichen Bereiche mit der Platzmitte und knüpfen an die Platanen der Hauptstraße an.

Mit der Geste sich weit nach außen öffnender Flügel wird in zeitgenössischer Form und mit den damals vorhandenen technischen Möglichkeiten der barocke Duktus der Hauptstraße neu interpretiert. Es überlagern sich zwei städtebauliche Freiraumfiguren: die Hauptstraße als Boulevard und der Neustädter Markt als Schmuckplatz. Dazu gehört die Einbeziehung der Silhouette der Altstadt als vierte Platzseite. Im Zentrum stehen als große Geste der Goldene Reiter und repräsentative Wasserkünste, während die Flanken des Platzes beruhigt sind. Dies beschert ihm sowohl eine durchdachte Funktionalität als auch mittels individuell gestalteter Ausstattungselemente eine hohe Verweilqualität. Das ist in dieser Konsequenz für das Gebiet der DDR ein frühes und gleichermaßen bemerkenswertes Beispiel.

Der Neustädter Markt ist ein Kulturdenkmal im Sinne von § 2 Abs. 1 SächsDSchG, an dessen Erhaltung wegen seiner ortsgeschichtlichen, städtebaulichen, gartengeschichtlichen und gartenkünstlerischen Bedeutung ein öffentliches Interesse besteht. Hierbei kommt auch den Bauten des industriellen Wohnungsbaus insofern ein Denkmalwert als Beitrag zu einer Denkmalsachgesamtheit zu, als sie die Raumkanten der Hauptstraße und des Neustädter Marktes bilden und deshalb mit zu betrachten sind. Für das öffentliche Erhaltungsinteresse ist eine grundlegende Voraussetzung, dass die Notwendigkeit der Erhaltung einer Sache entweder ins Bewusstsein der Bevölkerung eingegangen ist oder von einem breiten Kreis von Sachverständigen getragen wird. Das LfD hat die Überzeugung gewonnen, dass zumindest letzteres zutrifft.
5. 1 2  Marienbrücke I (Straßenbrücke) – Wölbbrücke über zwölf Flachbögen mit Brückenhäuschen (siehe Devrientstraße 20) und landseitigen Treppenaufgängen, bis 1901 kombinierte Straßen- und Eisenbahnbrücke, bedeutsames Zeugnis der Verkehrsgeschichte, markantes Beispiel der Brückenarchitektur Mitte des 19. Jahrhunderts, wichtiger Teil der unverwechselbaren Elbsilhouette von Dresden, verkehrsgeschichtlich und baugeschichtlich sowie städtebaulich bedeutend (siehe auch Marienbrücke II).
6. ↑  Die Achse der Königstraße vom Palaisplatz bis zum Albertplatz wurde ab 1731 als zweite Hauptstraße der „Neuen Königstadt“ angelegt. Sie entstand unter maßgeblicher Mitwirkung des berühmtesten sächsischen Barockbaumeisters, Matthäus Daniel Pöppelmann, der die vorgeschriebene einheitliche Fassadenarchitektur entwarf. Die Königstraße ist als einzige städtebauliche Achse Dresdens aus der ersten Hälfte des 18. Jahrhunderts, die sich weitgehend mit ihrer ursprünglichen Bebauung erhalten hat, von singulärer Bedeutung. Als Werk Pöppelmanns besitzt sie außerdem einen besonderen architekturhistorischen Wert (LfD/2014).
7. ↑  Die wohl im 2. Viertel des 18. Jahrhunderts entstandene Königstraße 12 in Dresden, OT Innere Neustadt bildet mit der Rähnitzgasse 27 ein so genanntes Durchgangshaus, eine für barocke Bürgerhäuser mit gewerblicher Nutzung charakteristische Gebäudeform. Darüber hinaus gehört sie mit den in etwa gleichzeitig entstandenen Bauten an der Königstraße zu den bemerkenswertesten Wohnhäusern aus dem 18. Jahrhundert in Dresden. Soweit bekannt, kamen die Vorgaben für die Errichtung der Bürgerhäuser an der Königstraße von dem berühmten Barockbaumeister Pöppelmann. Darüber hinaus ist das zu beurteilende Gebäude Teil der städtebaulich unverwechselbaren und bedeutenden Königstraße, einer im Zusammenhang mit dem Japanischen Palais geplanten barocken Achse, die ursprünglich an einem point de vue (Blickpunkt) enden sollte. Das Gebäude Königstraße 12 ist somit baugeschichtlich, künstlerisch und städtebaulich bedeutend (LfD/2002).
8. ↑  Sachgesamtheit Königsufer, mit folgenden Einzeldenkmalen: dem Glockenspielpavillon (ID-Nr. 09214334), dem Brückenkopf der Augustusbrücke mit Treppenanlagen und Arkadengang mit Sgraffito-Wandgemälden auf Keramikkacheln (ID-Nr. 09214335), dem Kundgebungsplatz nahe der Carolabrücke mit Sitzreihen, Treppen und zwei Basen für Fahnenmasten (ID-Nr. 09214333), dem Staudengarten mit Sonnenuhr (ID-Nr. 09306047), einer Treppenanlage mit Stützmauer und Plastik eines Bogenschützen nahe der Albertbrücke (ID-Nr. 09214336), dem Brückenkopf der Albertbrücke mit Treppenanlagen, Pavillon und Großreliefs (ID-Nr. 09214337), dem Rosengarten mit Torhaus, zwei elbseitigen Fahnenstangen einschließlich Sandsteinbasen, Treppen, Pavillon, Restaurant sowie Plastiken (ID-Nr. 09215549), der Mauer-, Pergola- und Treppengestaltung als Promenade zwischen Löwenstraße und Prießnitz (ID-Nr. 09306386), der Mauer-, Pergola- und Treppengestaltung mit Arbeiterunterkunftshaus, letzteres ist nur Sachgesamtheitsteil, am Diakonissenweg (ID-Nr. 09214338) und dem Aussichtspavillon am Waldschlösschen (ID-Nr. 09214459) sowie weiteren Gestaltungselementen der Neustädter Elbuferzone zwischen Marienbrücke(n), Diakonissenweg und Bautzner Straße aus Balustraden-, Mauer-, Pergola-, Treppen- und Weggestaltungen mit Promenaden- oder Alleencharakter als Sachgesamtheitsteilen; einzigartige Gestaltung des Flussufers einer Stadt, in auffälliger, teilweise repräsentativer und auch zeittypischer Form, baugeschichtlich, städtebaulich und gartenkünstlerisch/landschaftsgestalterisch bedeutend.